# Architecture baroque mosan
 (janvier 2023).
Si vous disposez d'ouvrages ou d'articles de référence ou si vous connaissez des sites web de qualité traitant du thème abordé ici, merci de compléter l'article en donnant les références utiles à sa vérifiabilité et en les liant à la section « Notes et références ».

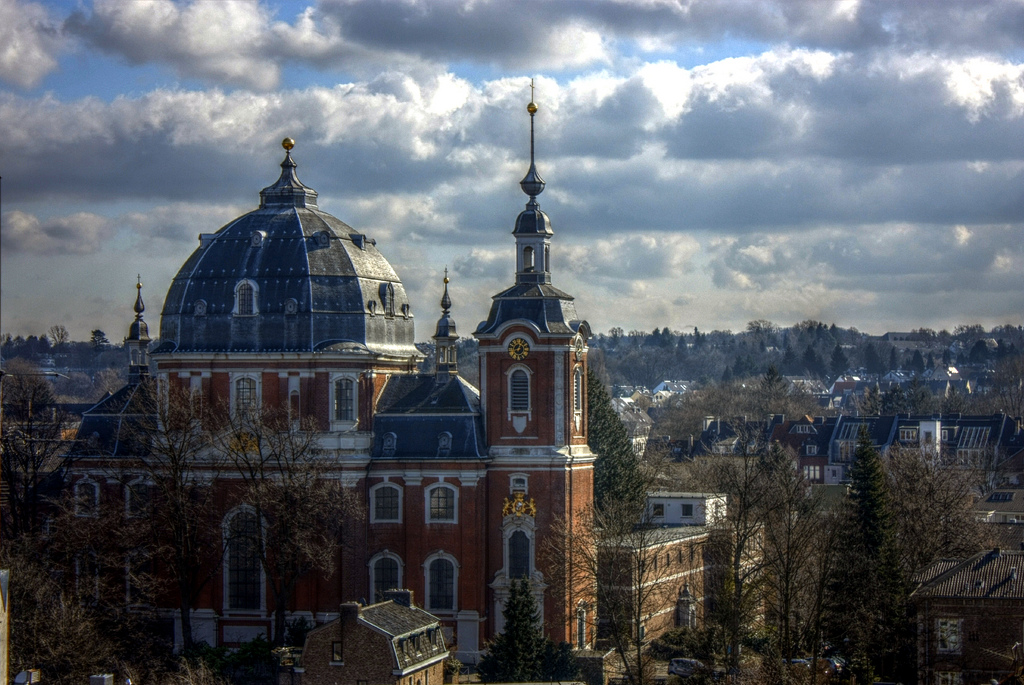
Abbaye de Burtscheid (Johann Joseph Couven, 1730-1748)

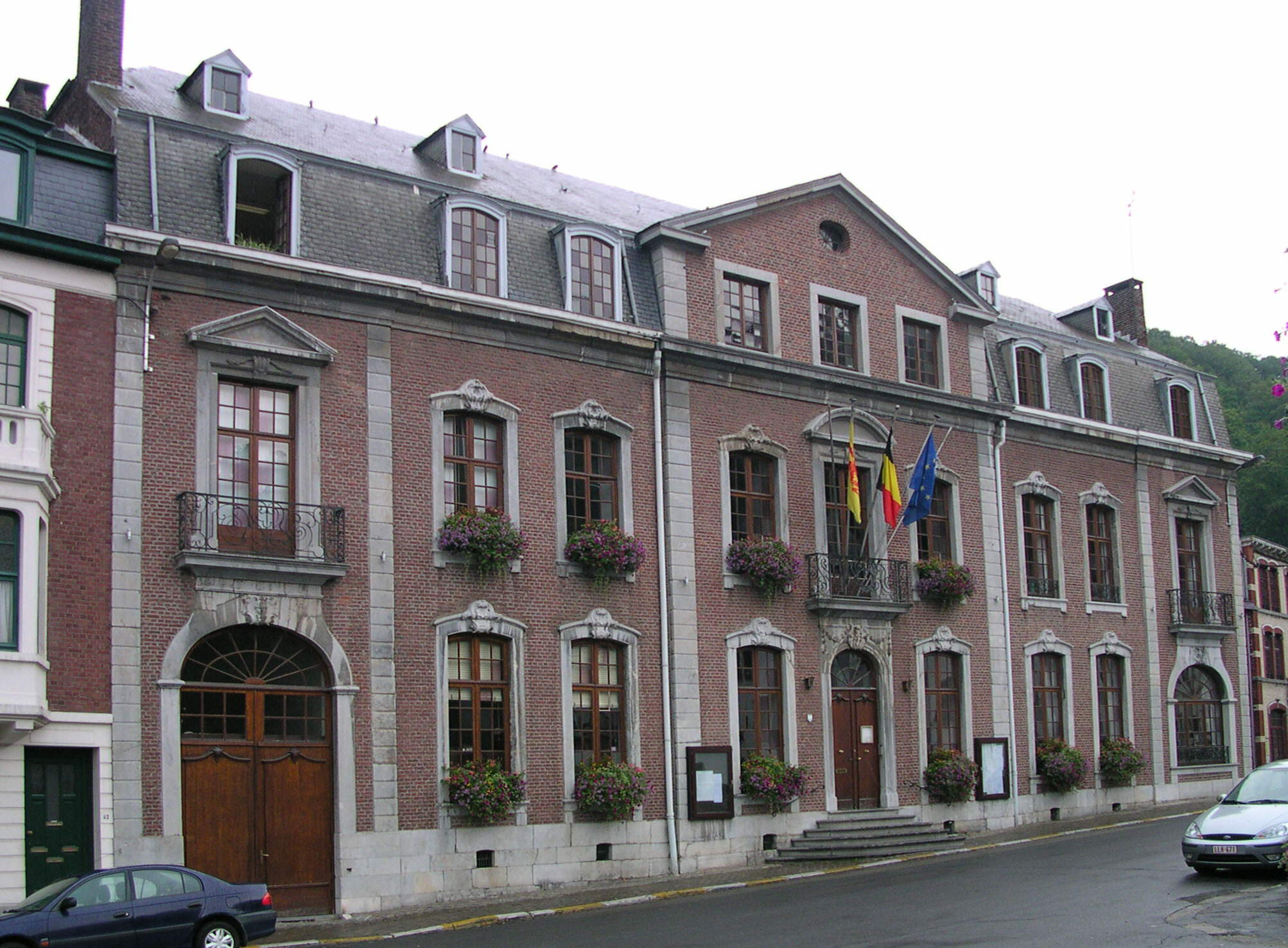
Hôtel de ville de Spa (Barthélemy Digneffe, 1762)

L'architecture baroque mosan est une forme d'architecture baroque qui s'est développée aux XVIIe et XVIIIe siècles dans la principauté de Liège, autour d'Aix-la-Chapelle et de Maastricht. Cette région est le Pays mosan. Le baroque mosan s'apparente au baroque des Pays-Bas méridionaux et occupe donc une position intermédiaire entre le strict classicisme néerlandais et le plus exubérant classicisme français. L'influence du baroque allemand est particulièrement visible dans la région d'Aix-la-Chapelle. Ce style d’architecture est l'un des domaines de la période baroque dans la principauté de Liège, qui au-delà de l'architecture, fut une période prospère pour les arts appliqués (tel que le style Liège-Aix).

## Début et fin de la période baroque dans le Pays mosan

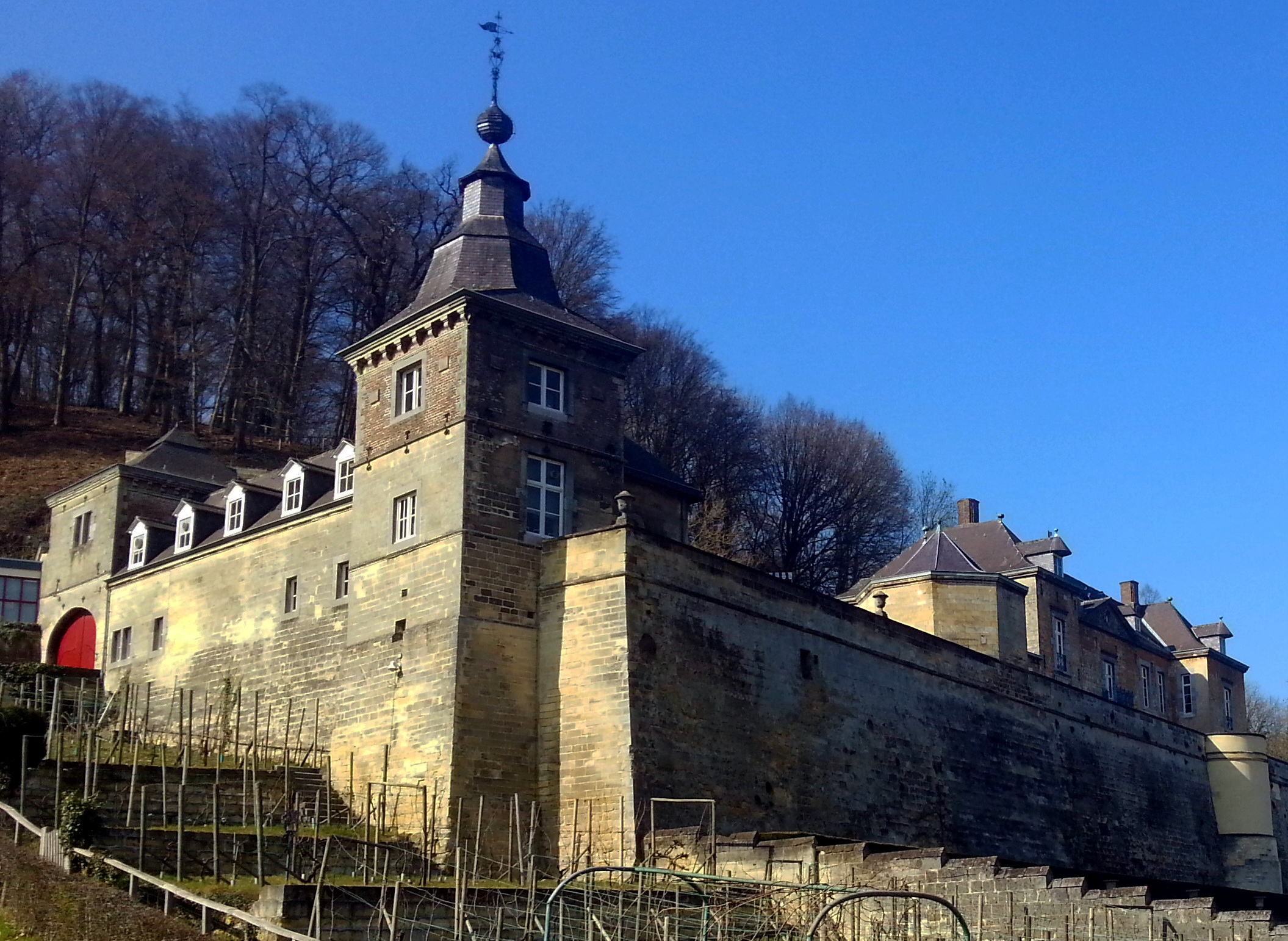
Château Neercanne à Maastricht (, 1698)

### XVIIesiècle: un début timide
Au XVIIe siècle, dans la principauté de Liège et la région environnante, la plupart des bâtiments sont construits dans un style local traditionnel, le style mosan. Les noms des architectes ne sont, pour la plupart du temps, pas connus. Les hôtels de ville de Peer (1637), Looz (1660) et de Bilzen (1685) sont construits dans ce style régional. L'hôtel de ville de Maastricht (c. 1660), en revanche, est un exemple de classicisme hollandais, style architectural dominant dans les Provinces-Unies mais peu employé dans le Pays mosan. Le château de Modave (c. 1667) est un exemple rare de château mosan du XVIIe siècle inspiré par des exemples français. Le château Neercanne à Maastricht (1698) allie la simplicité et la symétrie du style hollandais avec le style français des jardins en terrasse baroques.
Les nombreuses églises et les monastères construites durant cette période constituent une exception à ce paysage architectural traditionnel. Les Jésuites, en particulier, se sont avérés être les principaux protagonistes du baroque italien, un style qui reflète le renouveau de l'Église catholique après la Réforme tridentine. Au cours du XVIIe siècle, dans presque toutes les villes mosanes, les Jésuites, les Augustins, les Récollets et les Rédemptoristes construisent des églises avec des façades exubérantes et des intérieurs richement décorés. Alors que l'église des Jésuites (1628) d'Aix-la-Chapelle relève, sur le plan stylistique, du maniérisme rhénan, l'église des Jésuites (1606), et l'église des Augustins (1610-1660) de Maastricht, l'église Notre-Dame de Foy près de Dinant (1623), l'église du château (c. 1635) de la commanderie d'Alden Biesen, l'église des Capucins (1635) de Maaseik, l'église des Récollets (1650) de Verviers, l'église Saint-Gérard (1654) de Liège et l'église Saint-Michel (1660) de Sittard sont construites dans le style baroque.

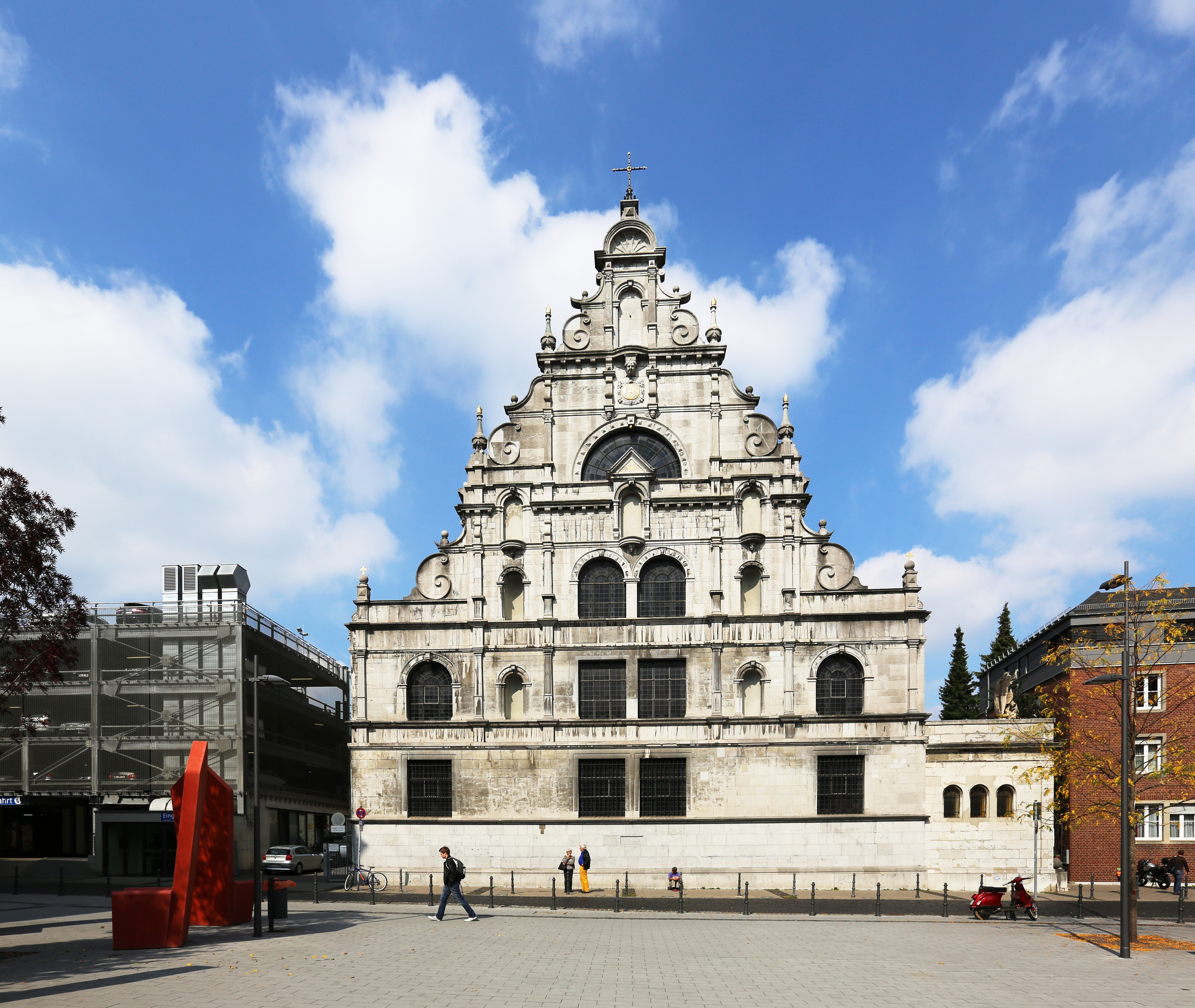
Église des Jésuites à Aix-La-Chapelle (1628)
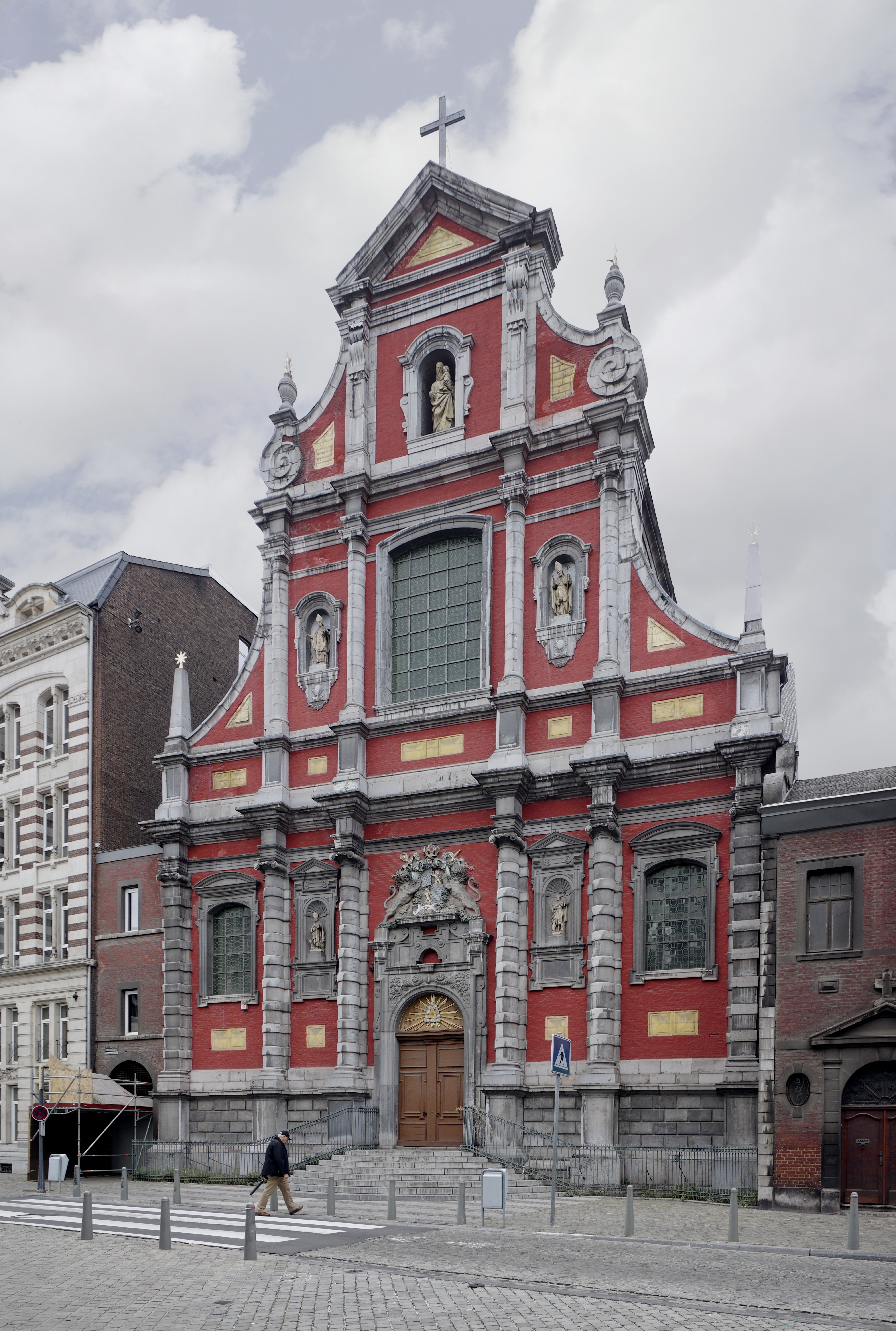
église Saint-Gérard de Liège (1654)
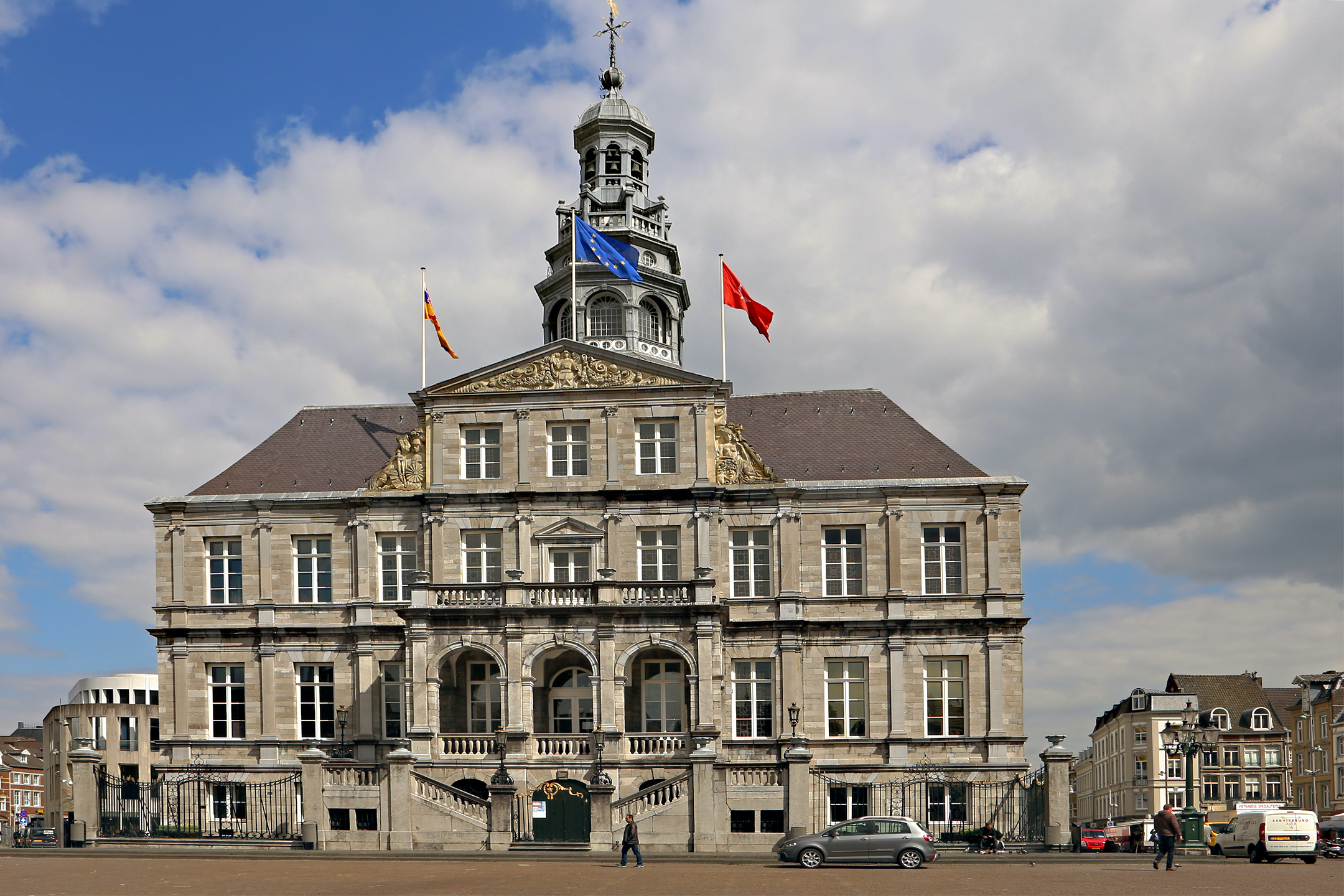
Hôtel de ville de Maastricht (1664)

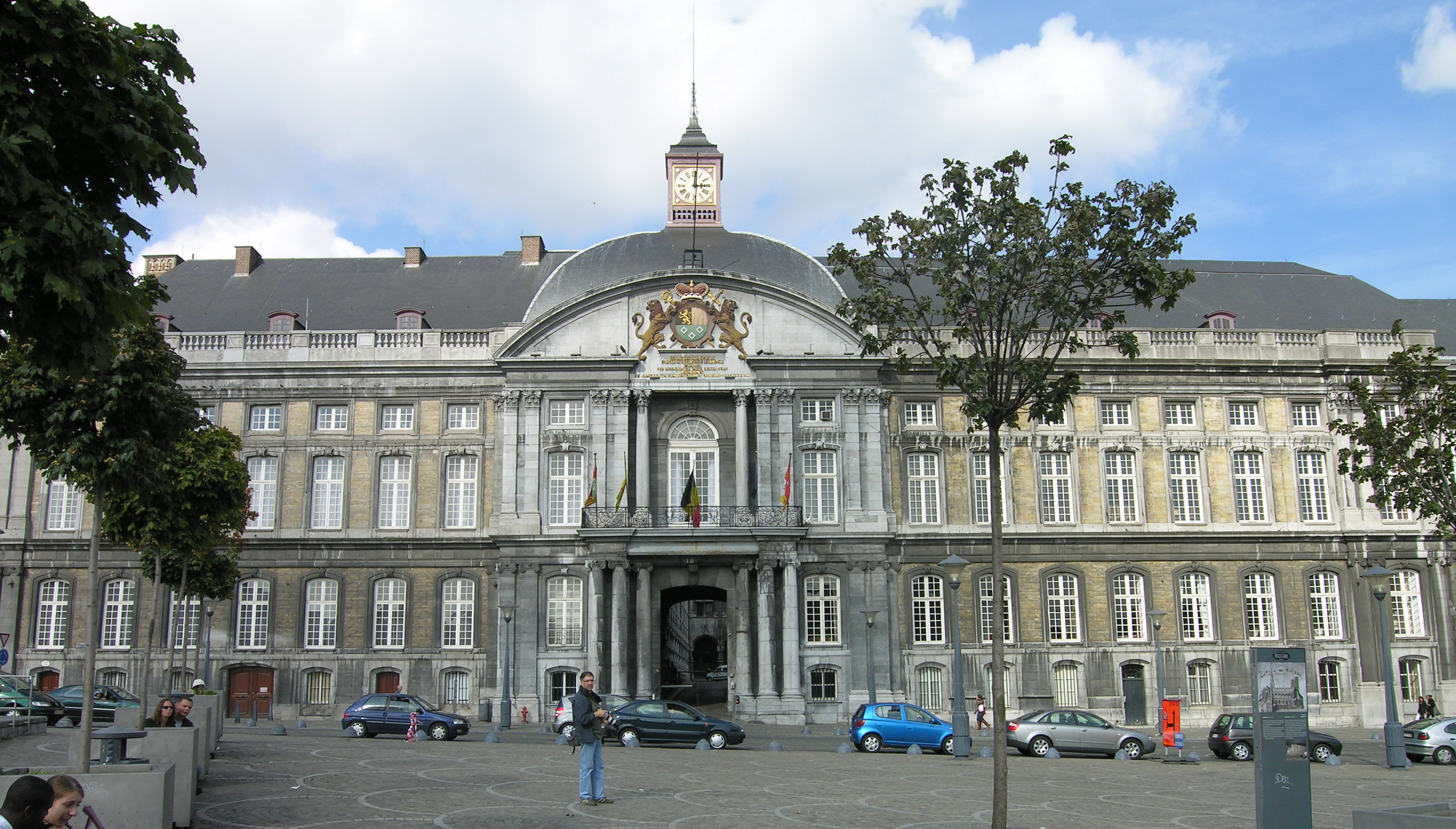
Façade sud du palais des princes-évêques de Liège (Johannes Andreas Anneessens, c. 1735)

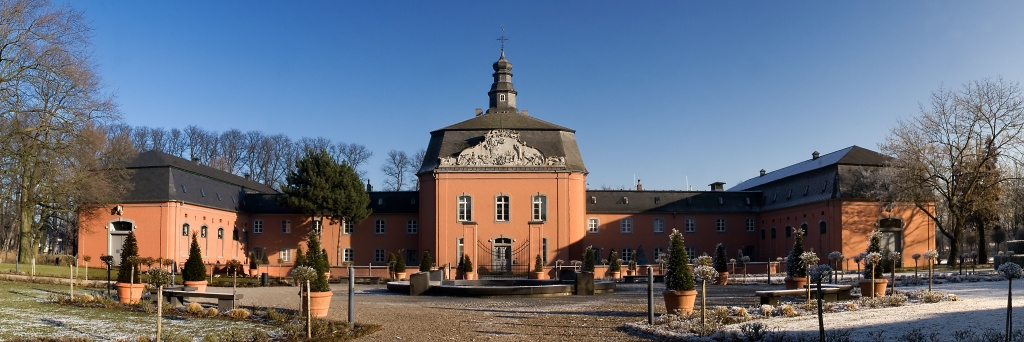
Château de Wickrath (François et Matheius Soiron, 1746-1772)

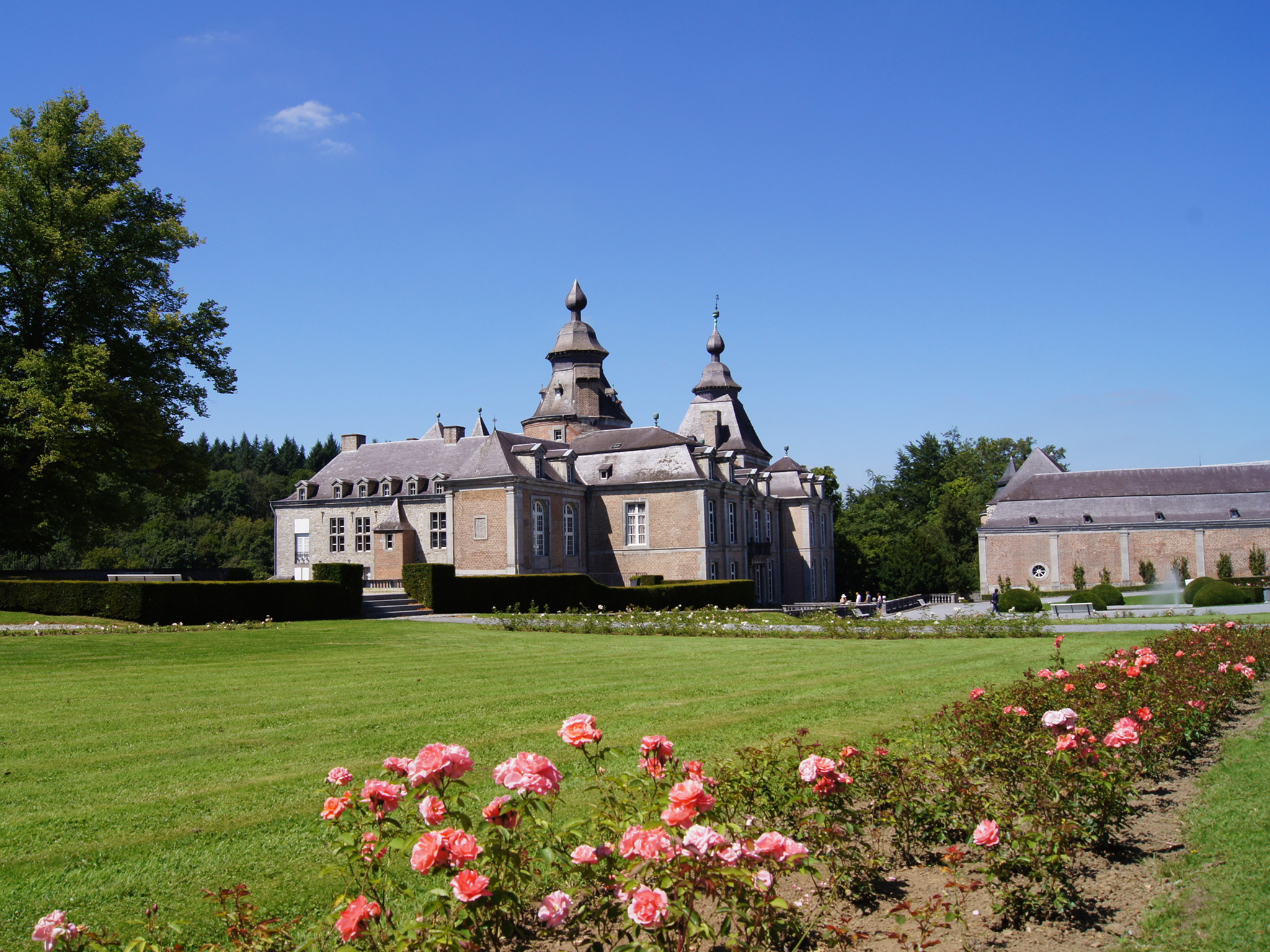
Château de Modave (c. 1667)

### Première moitié duXVIIIesiècle: le renforcement de l'étranger
Dans la première moitié du XVIIIe siècle, la plupart des architectes ayant introduit un baroque plus mature dans le Pays de Liège proviennent de l'étranger. À Aix-la-Chapelle et ses environs, les architectes Laurenz Mefferdatis et Giuseppe Moretti sont d'origine italienne. L'architecte autrichien Lukas von Hildebrandt, autour de 1715, réalise les plans de la commanderie d'Alden Biesen, mis en œuvre par l'architecte de la ville de Maastricht Gilles Doyen. De même, l'architecte Gaetano Matteo Pisoni, né dans le canton du Tessin, dessina, quelques décennies plus tard, les plans de la nouvelle église Saint-Jean l'Évangéliste à Liège, qui sera édifiée sous la direction de l'architecte liégeois Jacques-Barthélemy Renoz. L'architecte français D'Auberat travailla au début du XVIIIe siècle à la cour du prince-évêque Joseph-Clément de Bavière et construit, entre autres, l'hôtel de ville de Liège. Autour de 1735, l'architecte bruxellois Johannes Andreas Anneessens (nl) obtient le contrat pour le renouvellement du palais des Princes-Évêques de Liège. L'architecte westphalien Johann Conrad Schlaun travailla vers 1730 pour le comte de Wittem (tous deux sont originaires de Münster) à Wittem où il construit plusieurs églises, assisté par le jeune architecte aixois Johann Joseph Couven, qui deviendra le principal architecte de la région.

### Seconde moitié duXVIIIesiècle: une apparence solide
Au cours du XVIIIe siècle, sous l'effet d'une économie régionale en progrès, la principauté de Liège connut un véritable boom de la construction. À la fois dans les grandes villes de Liège, Aix-la-Chapelle et Maastricht, comme dans les petites villes de Dinant, Spa, Verviers, Eupen, Montjoie, Vaals, Tongres, Hasselt et Maaseik. Un nombre important d'églises, monastères, mairies, bâtiments militaires, demeures et hôtels particuliers sont édifiés, essentiellement dans la seconde moitié du siècle. Aussi dans les villages et dans les campagnes, les châteaux, maisons de campagne et fermes sont rénovés et transformés. Le style architectural qui a prévalu fut le baroque liégeois.
Vers le milieu du XVIIIe siècle, on compte au moins une quinzaine d'architectes locaux biens connus. L'importance de leur travail est considérable et dépasse les frontières liégeoises. L'architecte aixois Johann Joseph Couven reçoit vers 1748 une commande de l'électeur Charles Théodore de Bavière pour la réalisation d'un château à Düsseldorf. À la même époque, les architectes François (nl) et Matheius Soiron (nl) commencèrent la construction du château de Wickrath pour le comte Willem Otto Friedrich von Quadt, près de Mönchengladbach. Laurent-Benoît Dewez (1731-1812), né Verviers, devient l'architecte de la cour du gouverneur Charles-Alexandre de Lorraine à Bruxelles et un des principaux architectes baroques des Pays-Bas méridionaux.

## XVIIIesièclebaroque à Liège et ses environs
Les architectes les plus importants dans la seconde moitié du XVIIIe siècle dans la partie francophone de la principauté étaient Jean-Gille Jacob (1714-1781), Étienne Fayen (1720-1773), Barthélemy Digneffe (1724-1784), Jacques-Barthélemy Renoz (1729-1786) et, un peu plus tard, Ghislain-Joseph Henry (1754-1820).

### Églises, monastères et couvents à Liège et ses environs
L'église collégiale de Saint-Jean l'Évangéliste à Liège est construite par l'architecte par Jacques-Barthélemy Renoz d'après les plans de l'architecte Gaetano Matteo Pisoni à partir de 1754. Renoz est également l'architecte de l'église des Augustins, devenue l'église du Saint-Sacrement (c. 1766), l'église Saint-André (1772) et le portail néo-classique de la collégiale Saint-Barthélemy (1782), tous situés à Liège. L'église des Prémontrés (1762) et une partie du monastère, qui abrite désormais le Grand Séminaire de Liège et le palais épiscopal, sont réalisés d'après les plans de Barthélemy Digneffe. Dans les églises d'une certaine importance du XVIIIe siècle du Pays de Liège, on peut citer l'église Saint-Apollinaire de Bolland (conçus par le prêtre-architecte Antoine de Sarémont, 1714) et la collégiale Sainte-Begge d'Andenne (probablement conçue par Laurent-Benoît Dewez, 1764).

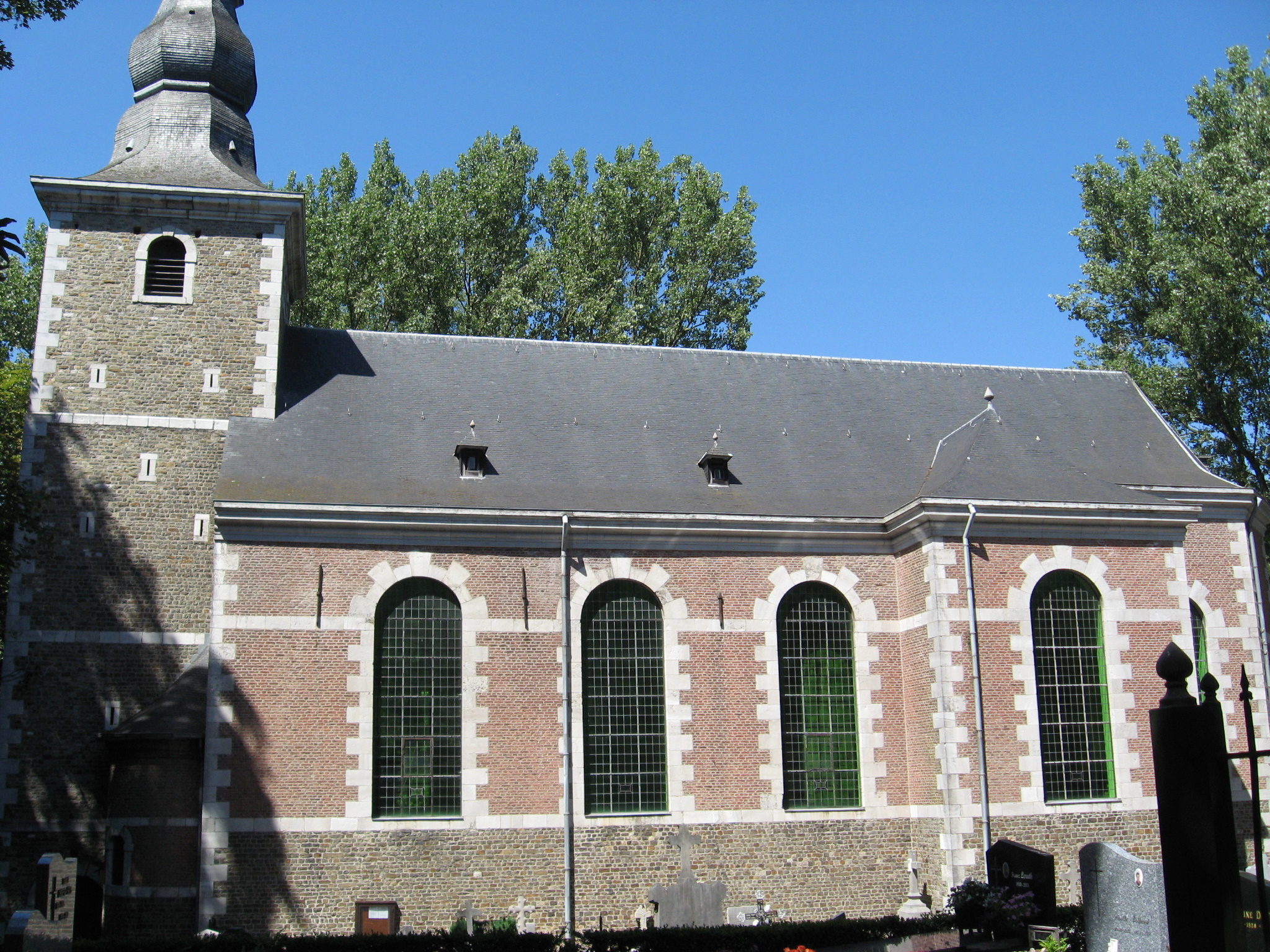
Église Saint-Apollinaire, Bolland
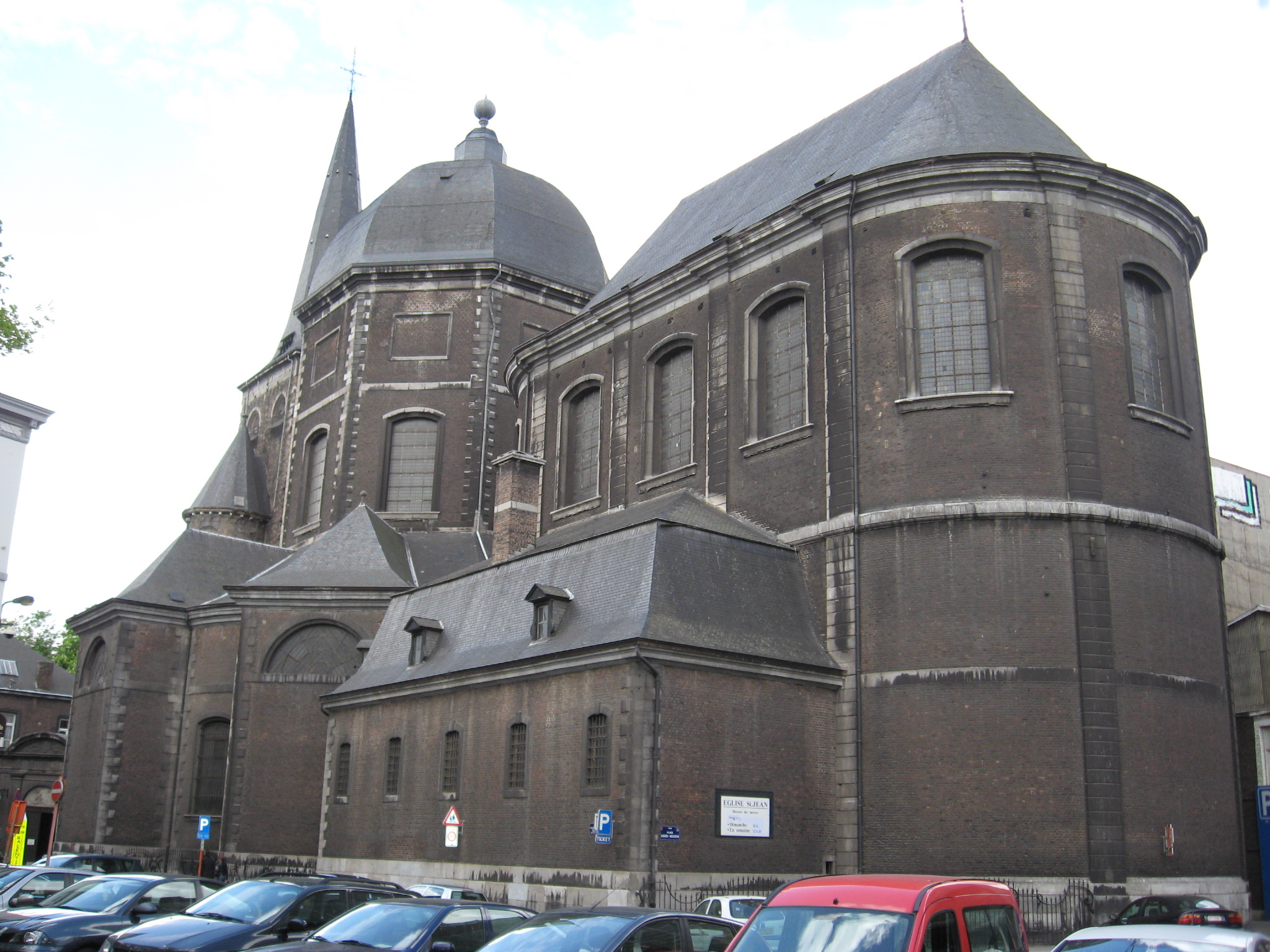
Collégiale de Saint-Jean l'Évangéliste, Liège
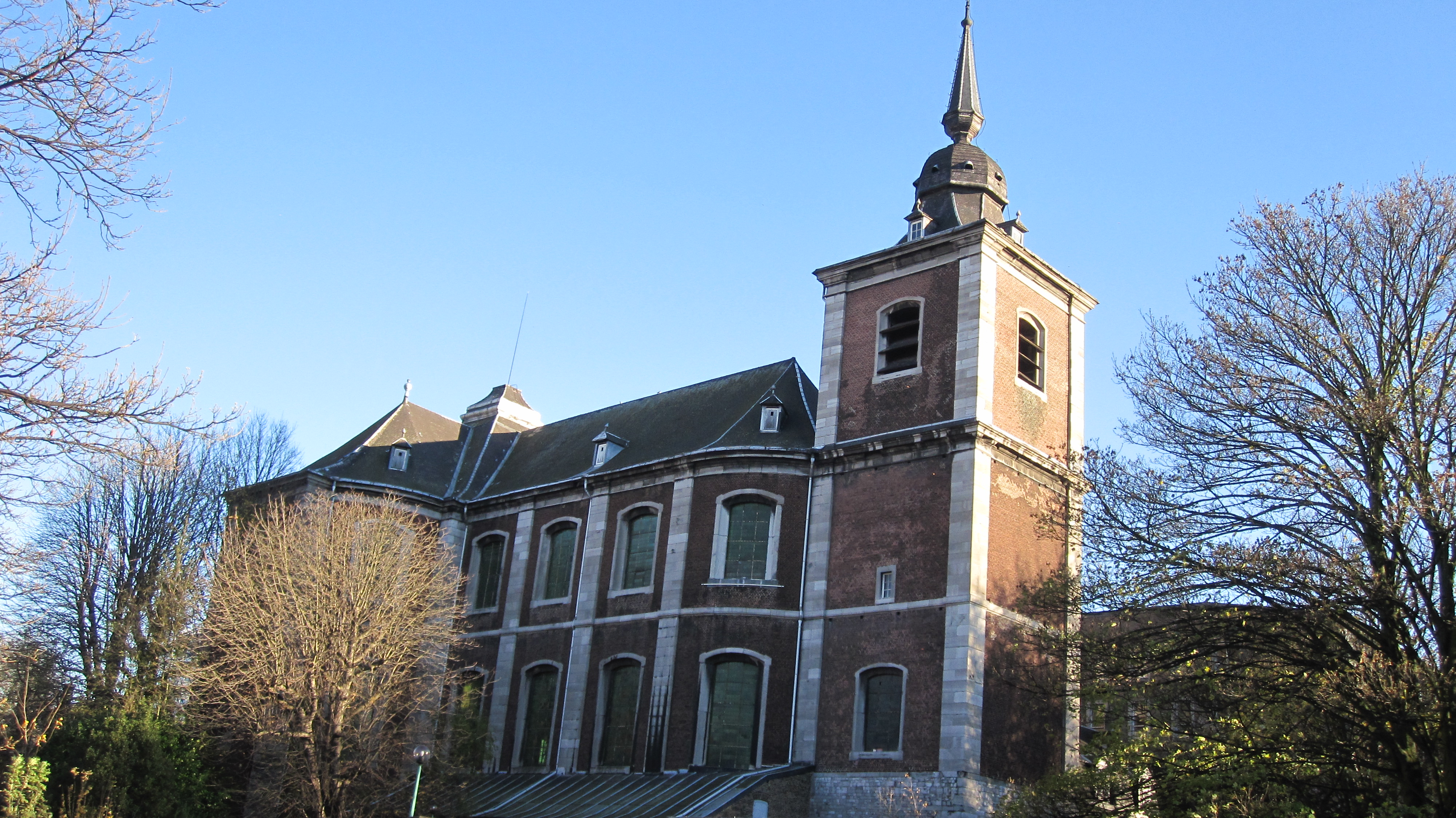
Église des Prémontrés, Liège
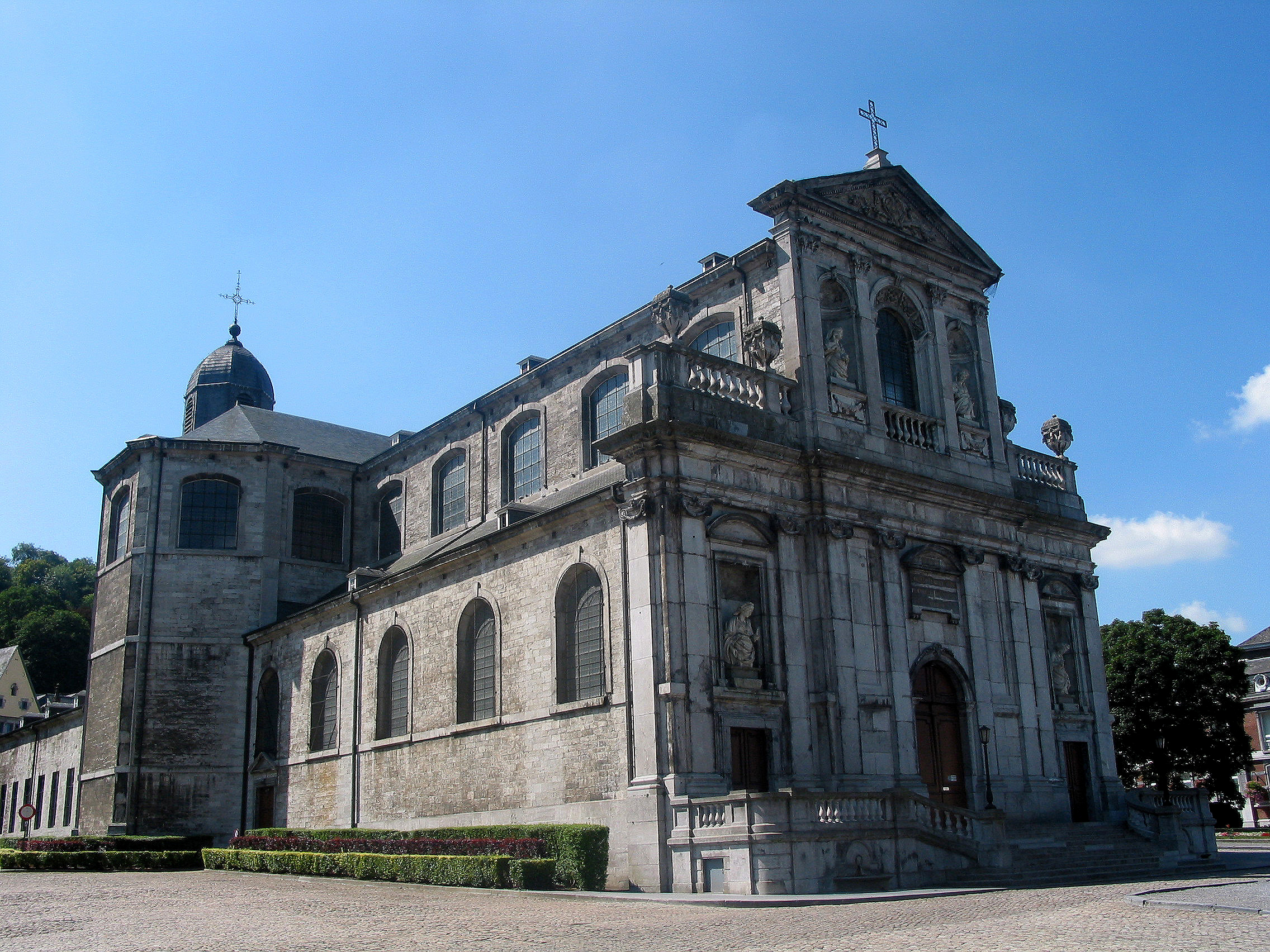
Collégiale Sainte-Begge, Andenne

### Bâtiments civils à Liège et ses environs
L'hôtel de ville de Liège est une œuvre de l'architecte français D'Auberat à partir datant de 1714. La conception de la façade sud du Palais des princes-évêques (c. 1735), est due à Johannes Andreas Anneessens (nl), architecte bruxellois. Barthélemy Digneffe conçut la Redoute (1762), qui est depuis le casino de la ville de Spa et, la même année, l'hôtel de ville de Spa. L'hôtel de ville de Huy (1766) est construit sur un dessin de Jean-Gille Jacob. On doit à Jacques-Barthélemy Renoz le Waux-hall de Spa (1769-1771) ainsi que l'hôtel de ville de Verviers (1775-1780).

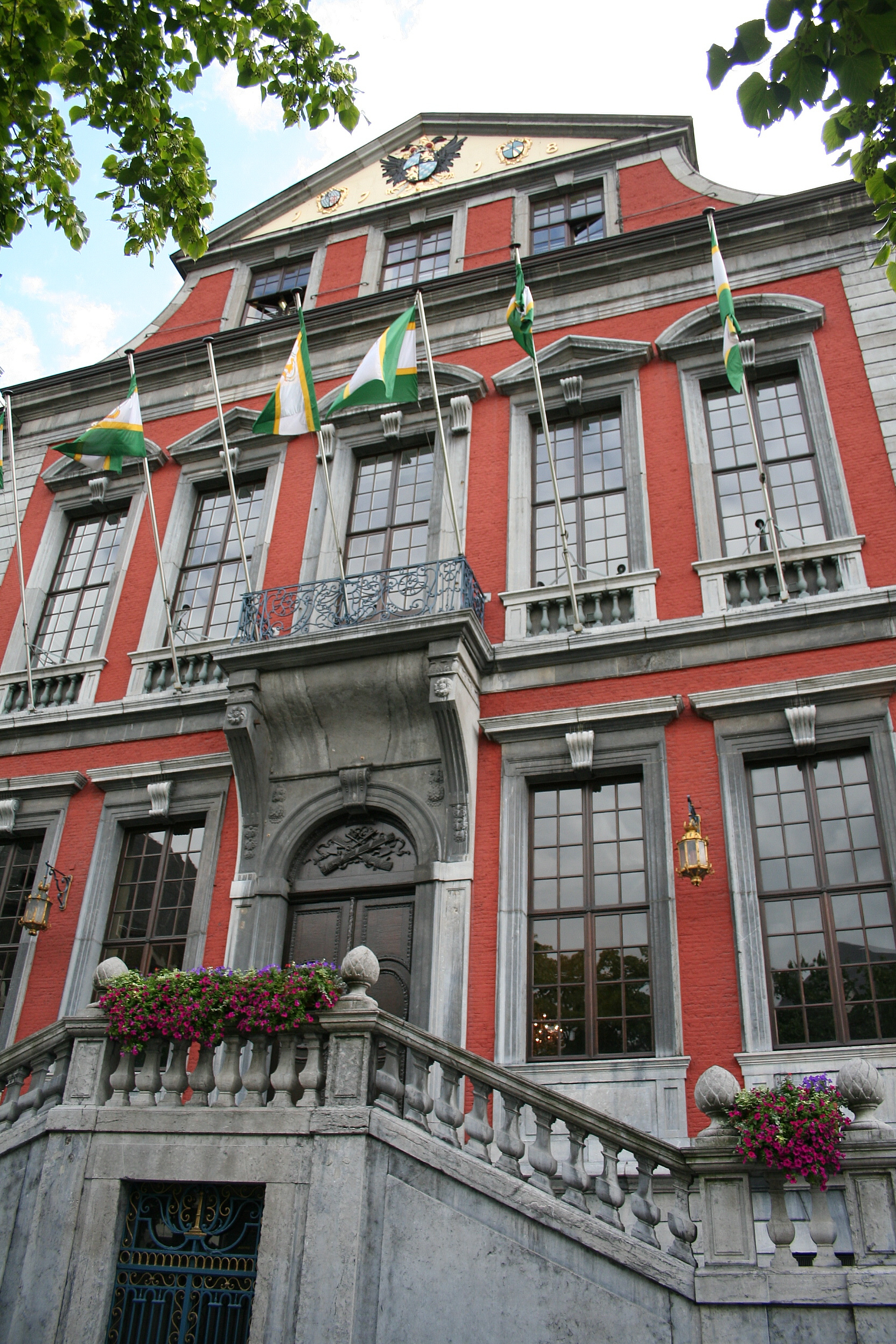
Hôtel de ville de Liège
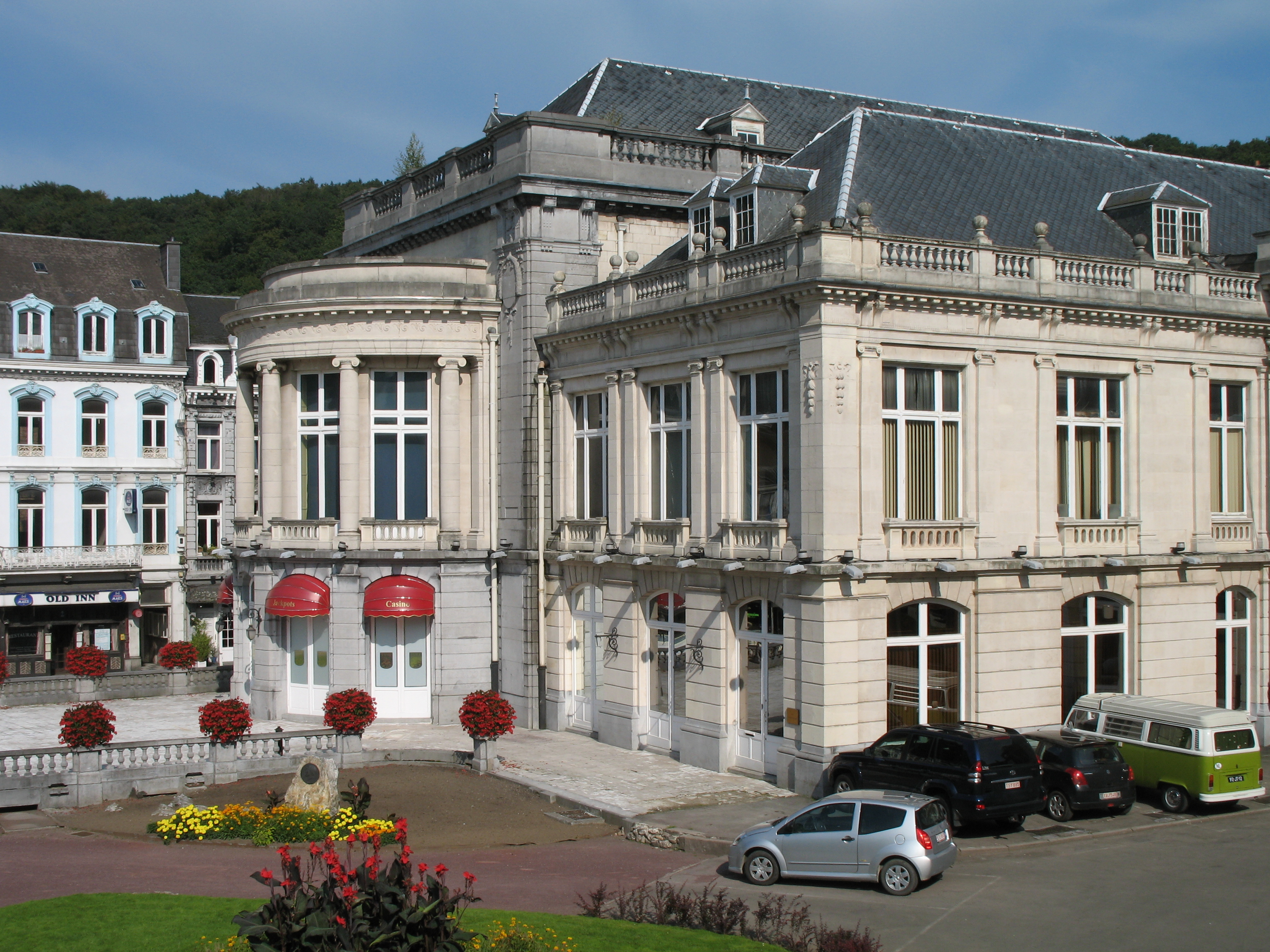
Casino de Spa
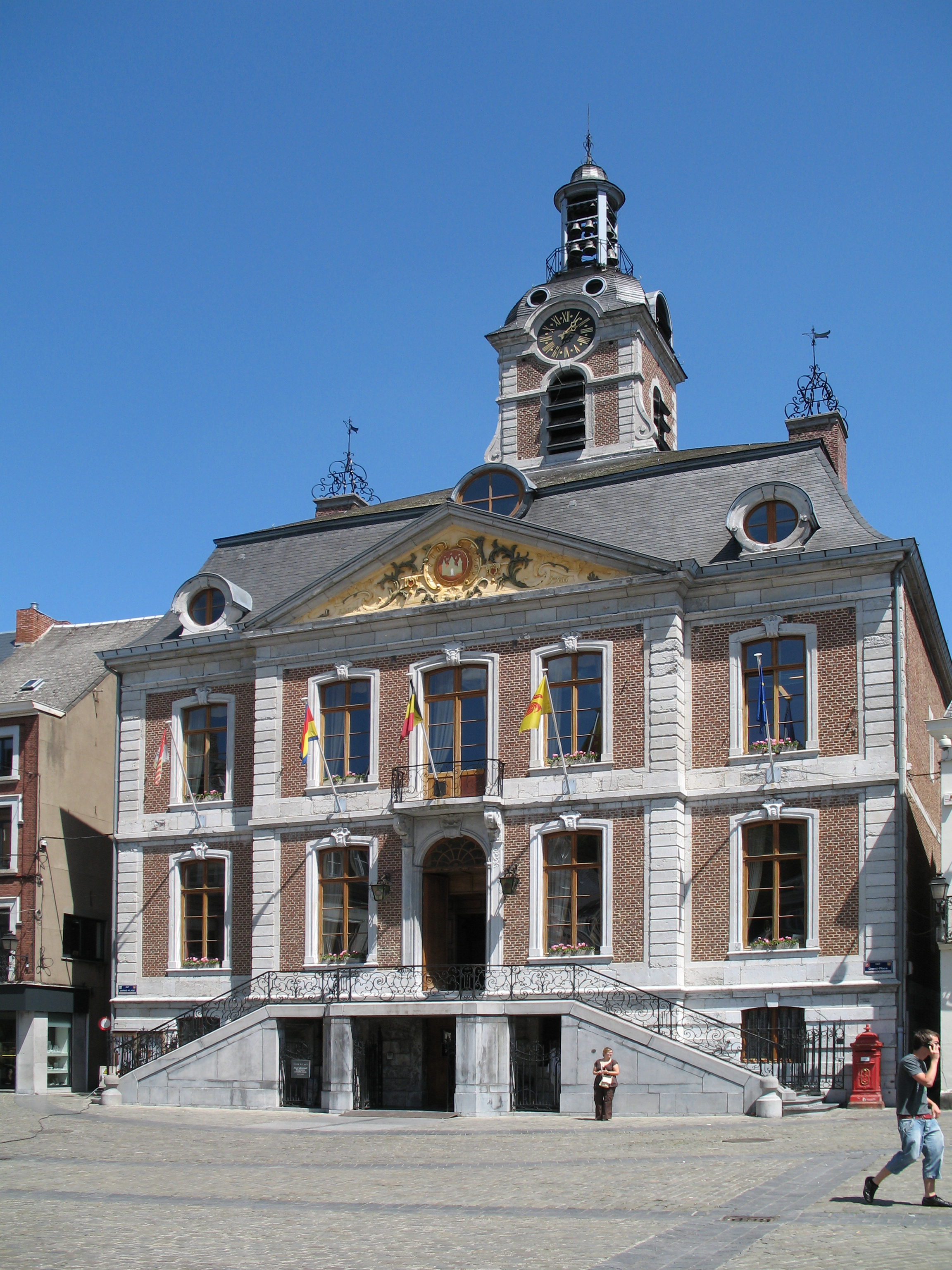
Hôtel de ville de Huy
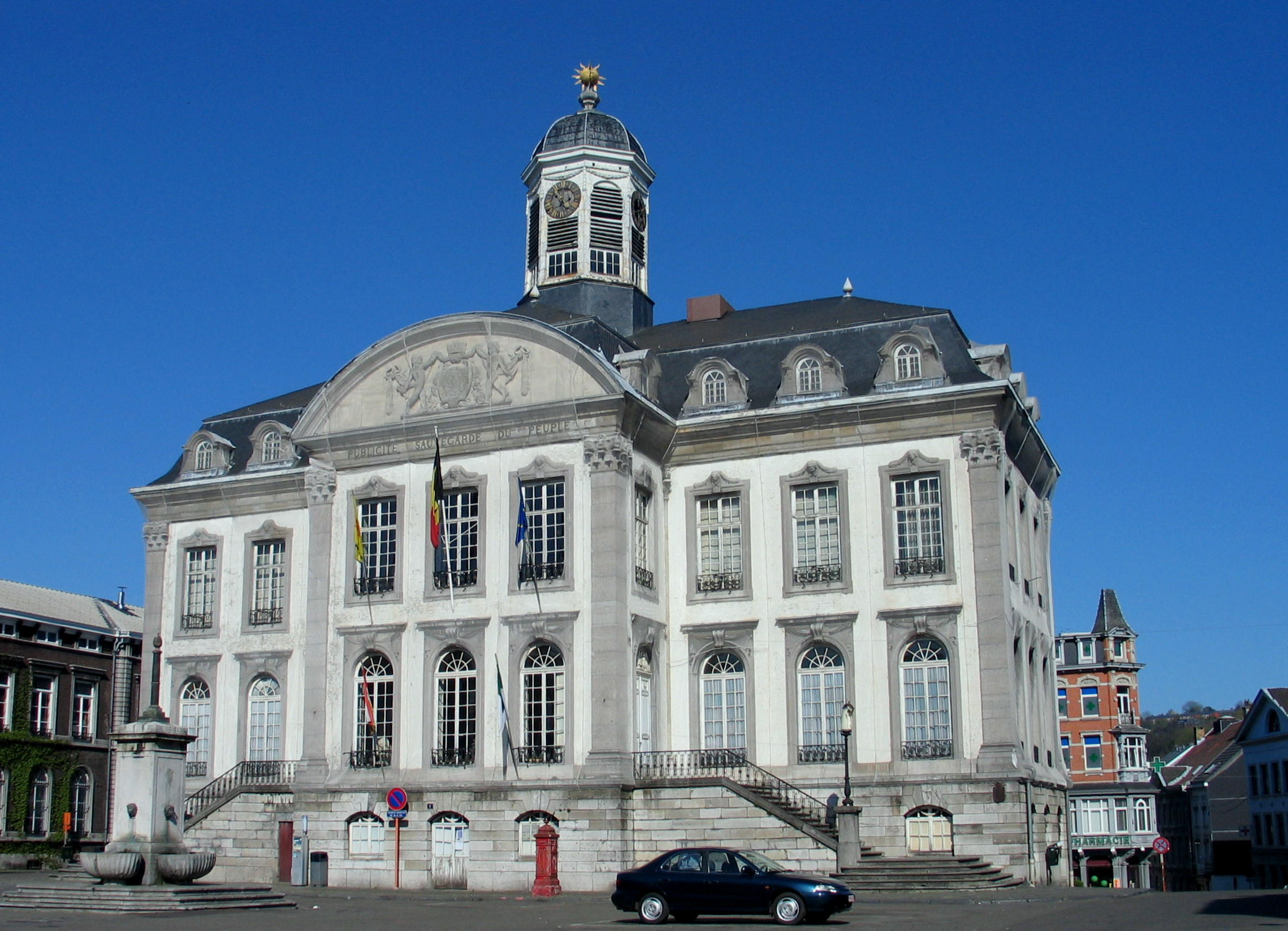
Hôtel de ville de Verviers

### Résidences à Liège et ses environs
Dans la ville de Liège, de nombreux hôtels particuliers luxueusement décorés sont bâtis au cours du XVIIIe siècle. L'architecte aixois Johann Joseph Couven construit vers 1740, l'hôtel d'Ansembourg (avec des stucs de Tomaso Vasalli et les peintures du plafond de Jean-Baptiste Coclers). L'hôtel de Hayme de Bomal (qui fait partie du musée Grand Curtius) est une œuvre de Barthélemy Digneffe (1775-1778). Jacques-Barthélemy Renoz conçut le château de Beaumont (1775-1776) et à le bâtiment de la Société littéraire de Liège (1779).

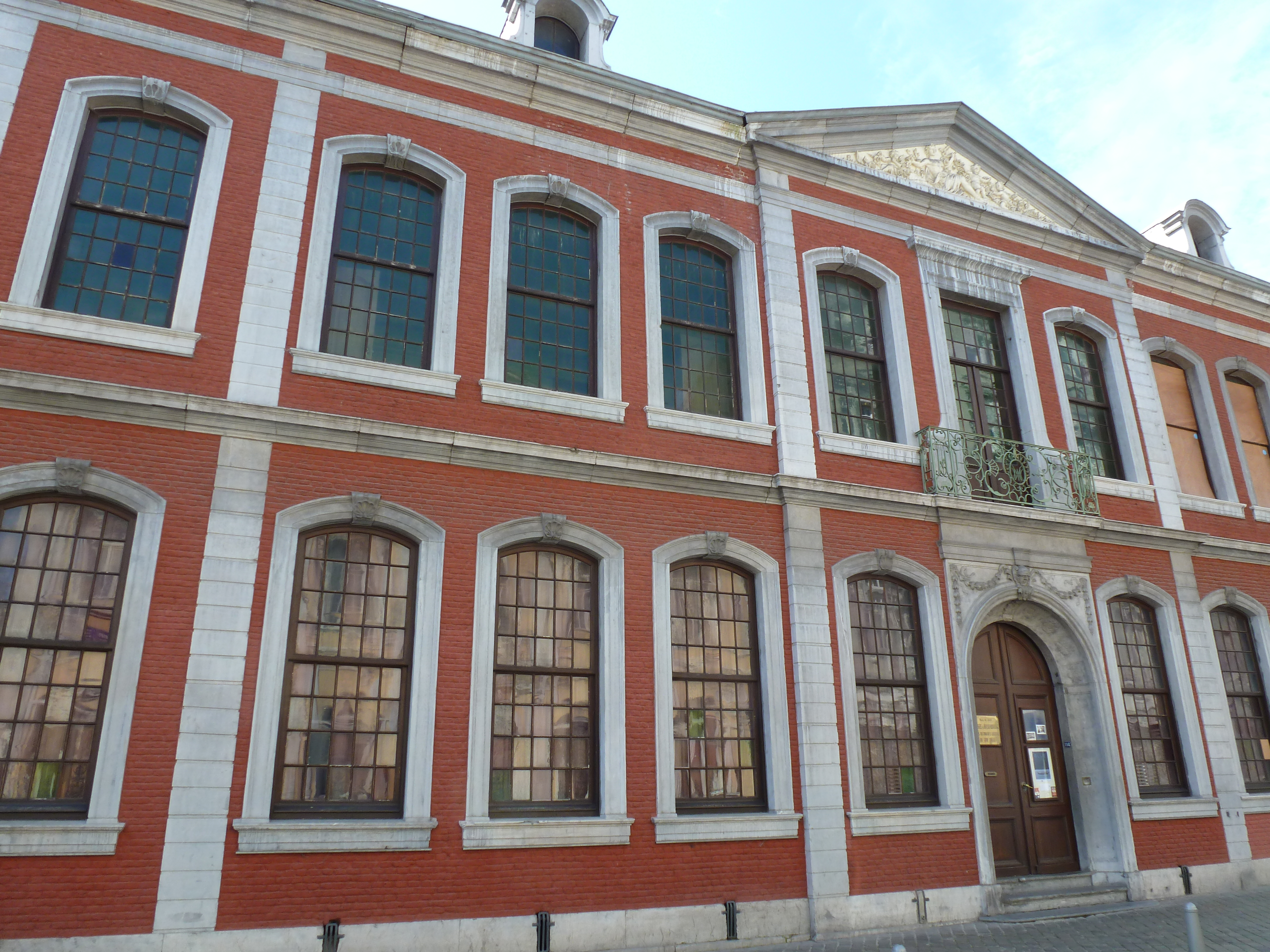
Hôtel d'Ansembourg, Liège
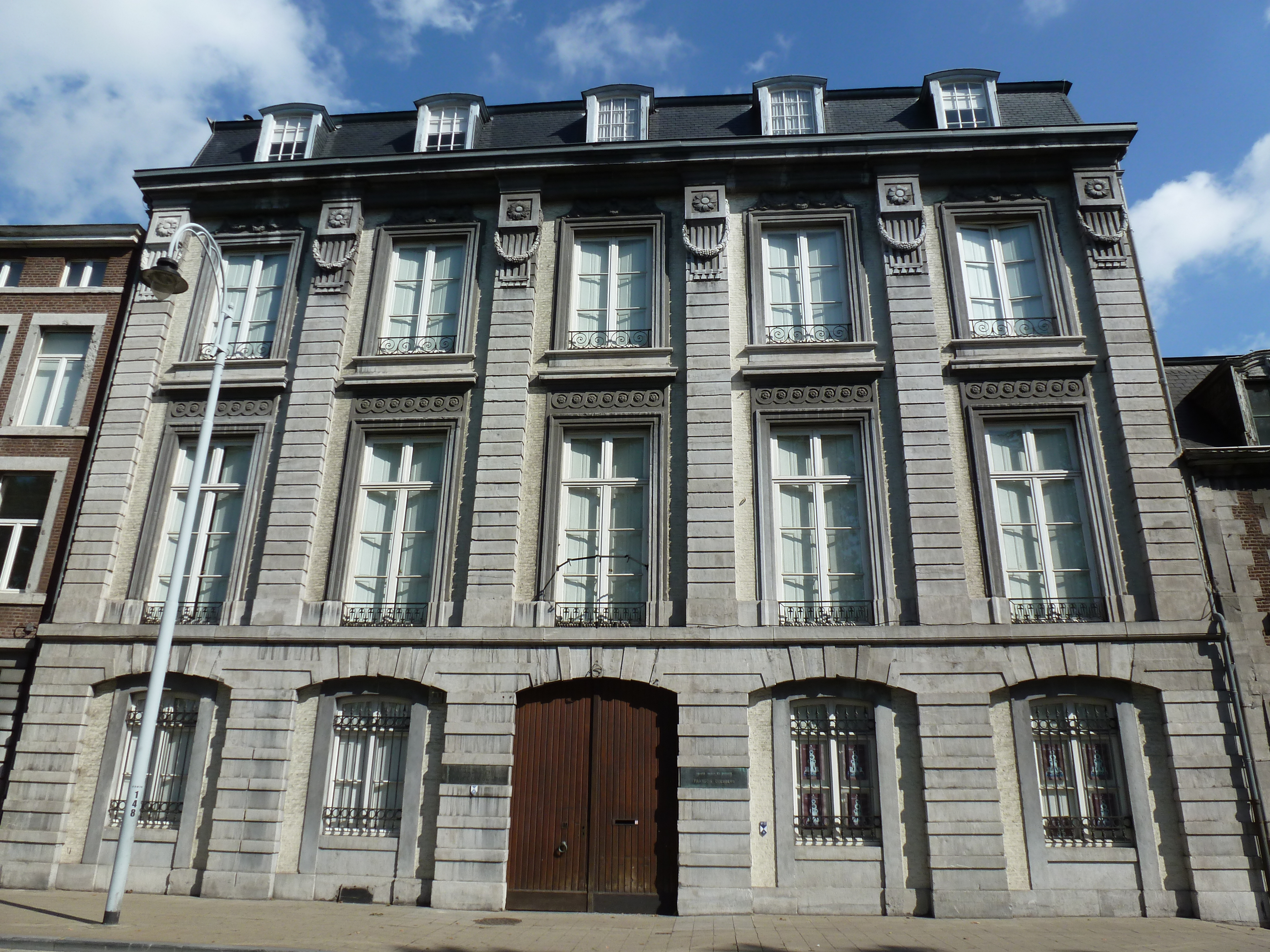
Hôtel de Hayme de Bomal, Liège
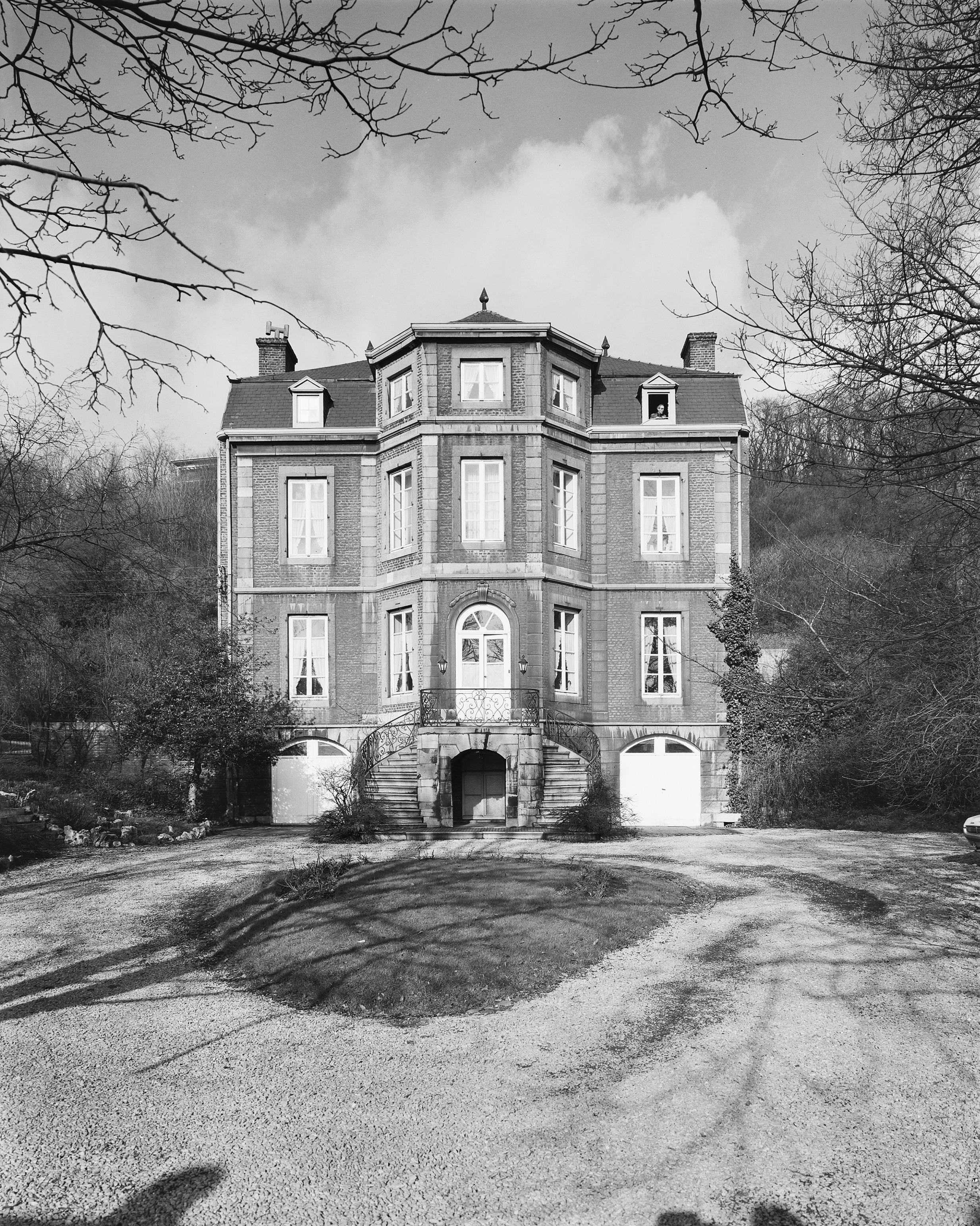
Château de Beaumont, Liège
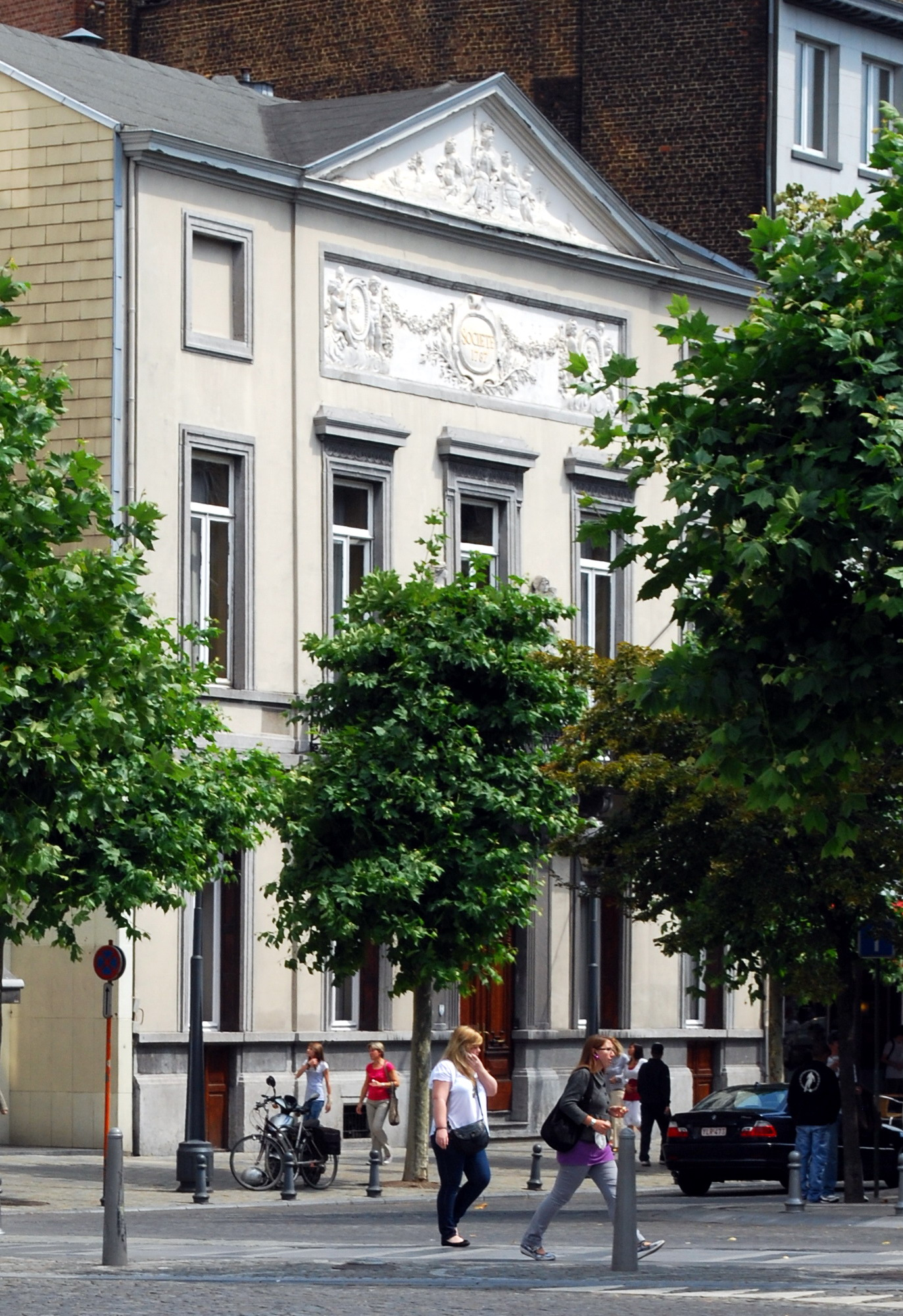
Société littéraire de Liège

### Châteaux et manoirs à Liège et ses environs
Johann Joseph Couven, en 1735, reconstruit l'abbaye du Val-Dieu à Charneux. Jean-Gille Jacob dessine les plans du château de Warfusée (1754-1755) et transforme à l'abbaye du Val-Saint-Lambert en palais (1762-1765). Le château de Deulin de Hotton est attribué à Étienne Fayen (1758-1786), qui, en collaboration avec Jacques-Barthélemy Renoz, réalisa le palais d'été des princes-évêques à Seraing.

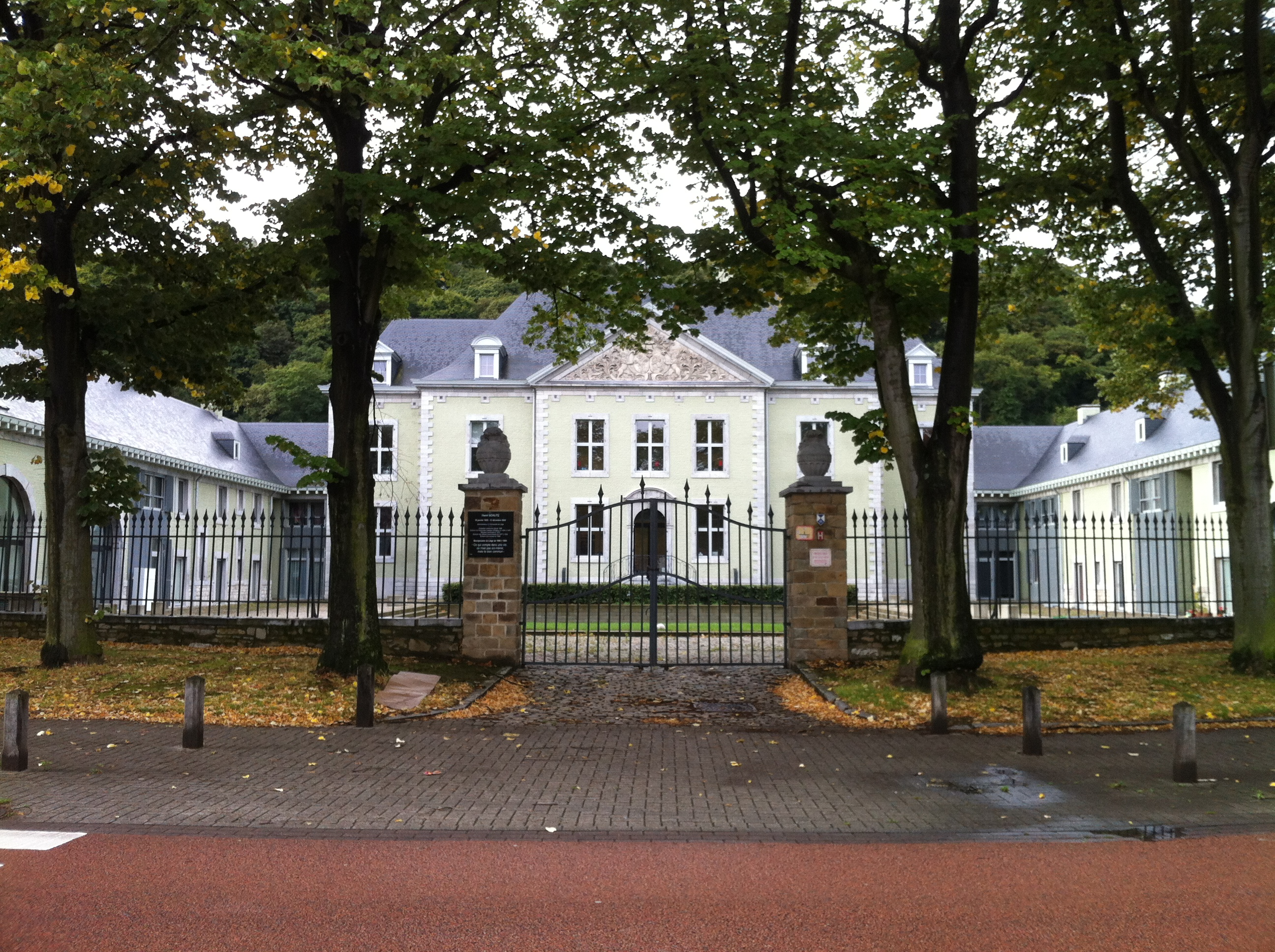
Château Nagelmackers, Angleur
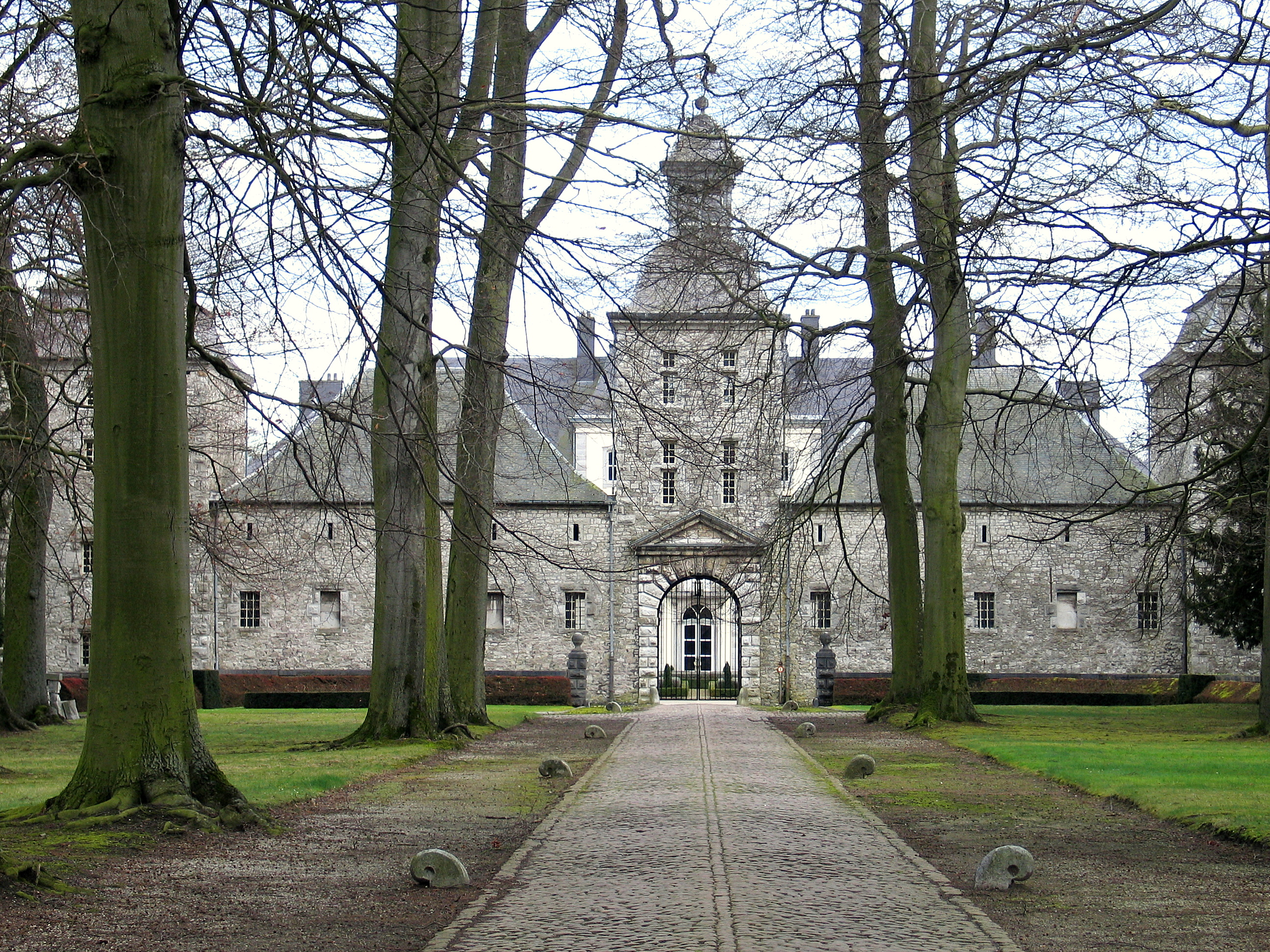
Château de Warfusée, Saint-Georges-sur-Meuse
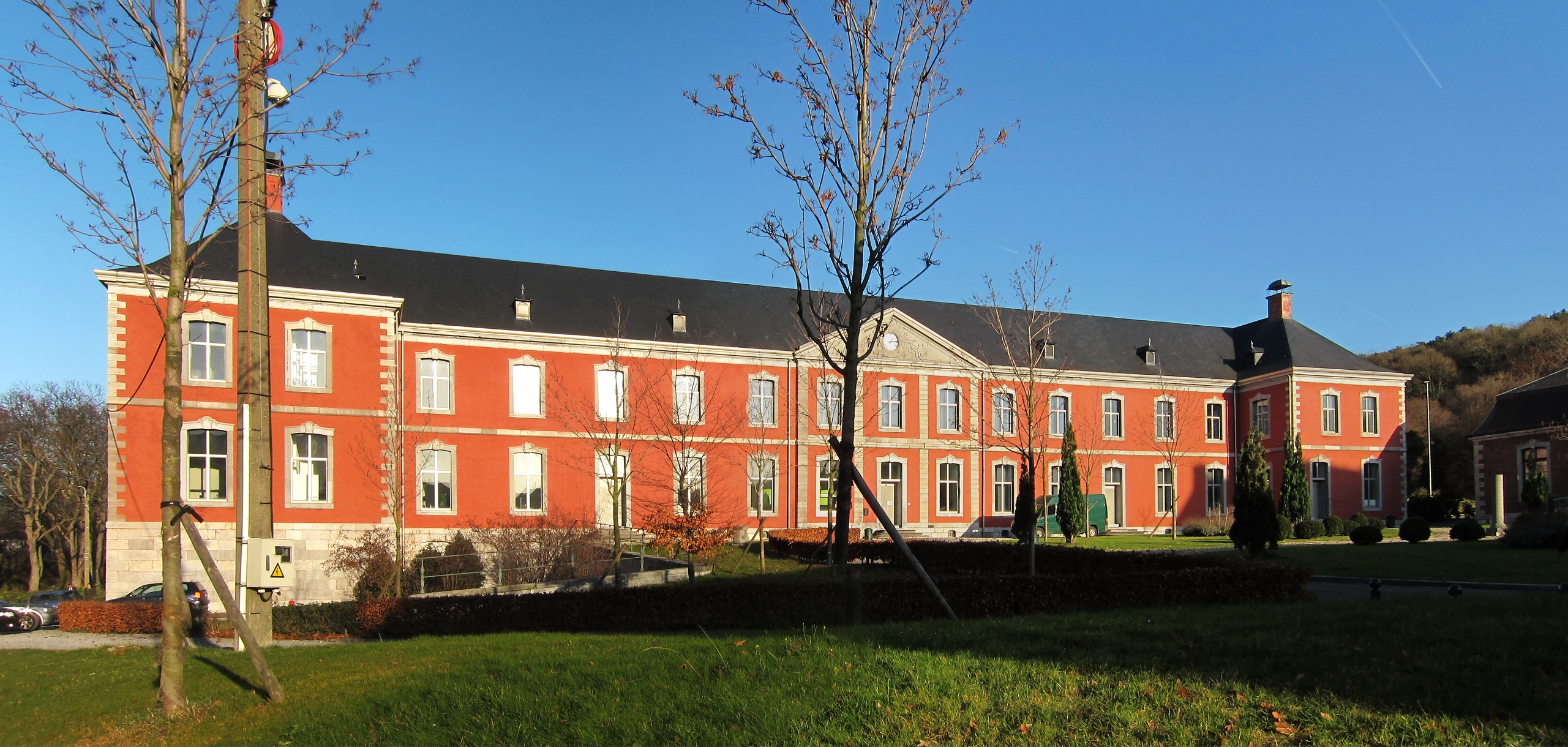
Abbaye du Val-Saint-Lambert, Seraing
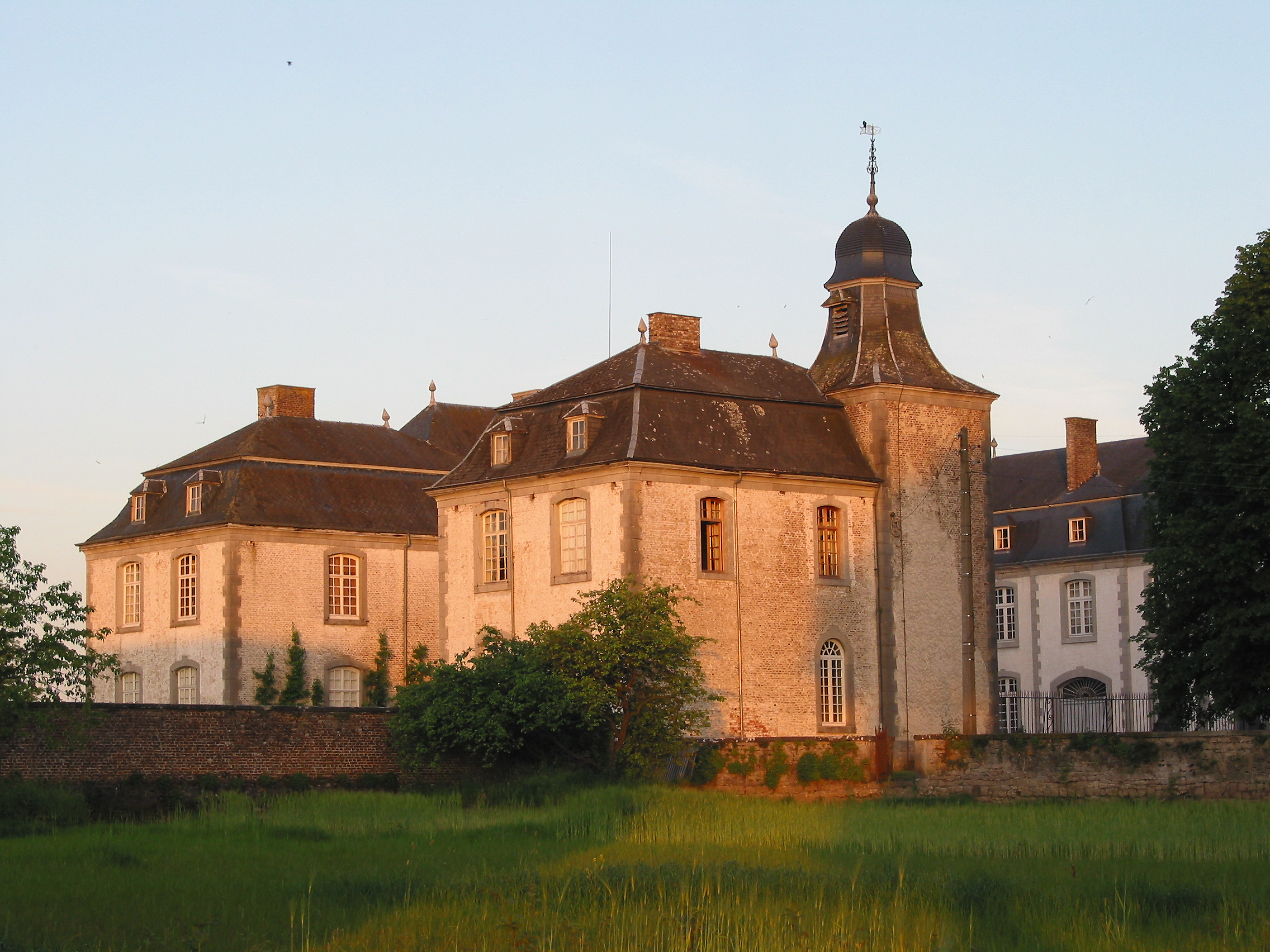
Château de Deulin, Hotton

## XVIIIesièclebaroque à Aix-la-Chapelle et ses environs
Les principaux architectes de la Ville libre d'Empire d'Aix-la-Chapelle et de la partie germanophone de la principauté de Liège furent Laurenz Mefferdatis (1677-1748), Joseph Moretti (? -1793), Johann Joseph Couven (1701-1763) et Jakob Couven (1735-1812). Parmi ceux-ci, Johann Joseph Couven fut certainement le plus renommé, il travailla dans toute la région de Liège à Düsseldorf et de Maaseik à Eupen.

### Églises et chapelles à Aix-la-Chapelle et Burtscheid
Laurenz Mefferdatis fut l'architecte l'église Saint-Pierre (1714, reconstruite en 1748) et de l'église Sainte-Thérèse (1739). L'intérieur de cette dernière église réalisé par Johann Joseph Couven fut en grande partie détruit lors Seconde Guerre mondiale. Johann Joseph Couven conçut également l'église de Sainte-Anne (1748) et les deux églises de Burtscheid : l'église de l'abbaye (1730-1748) et l'église paroissiale Saint-Michel (1747). Le Ungarnkapelle, à côté de la cathédrale d'Aix-la-Chapelle, est un rare exemple d'architecture rococo dans cette région (Joseph Moretti, 1756).

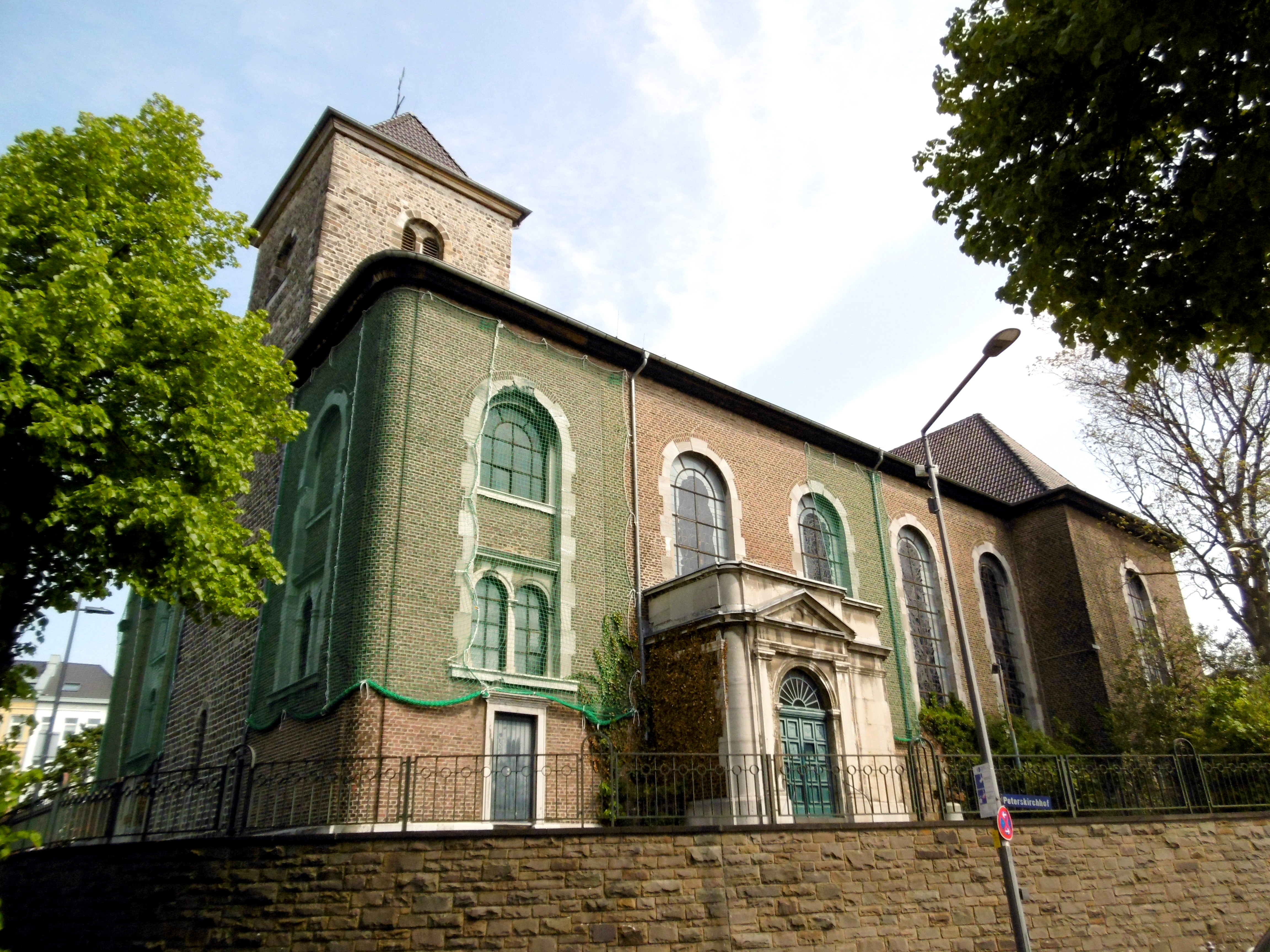
Église Saint-Pierre, Aix-la-Chapelle
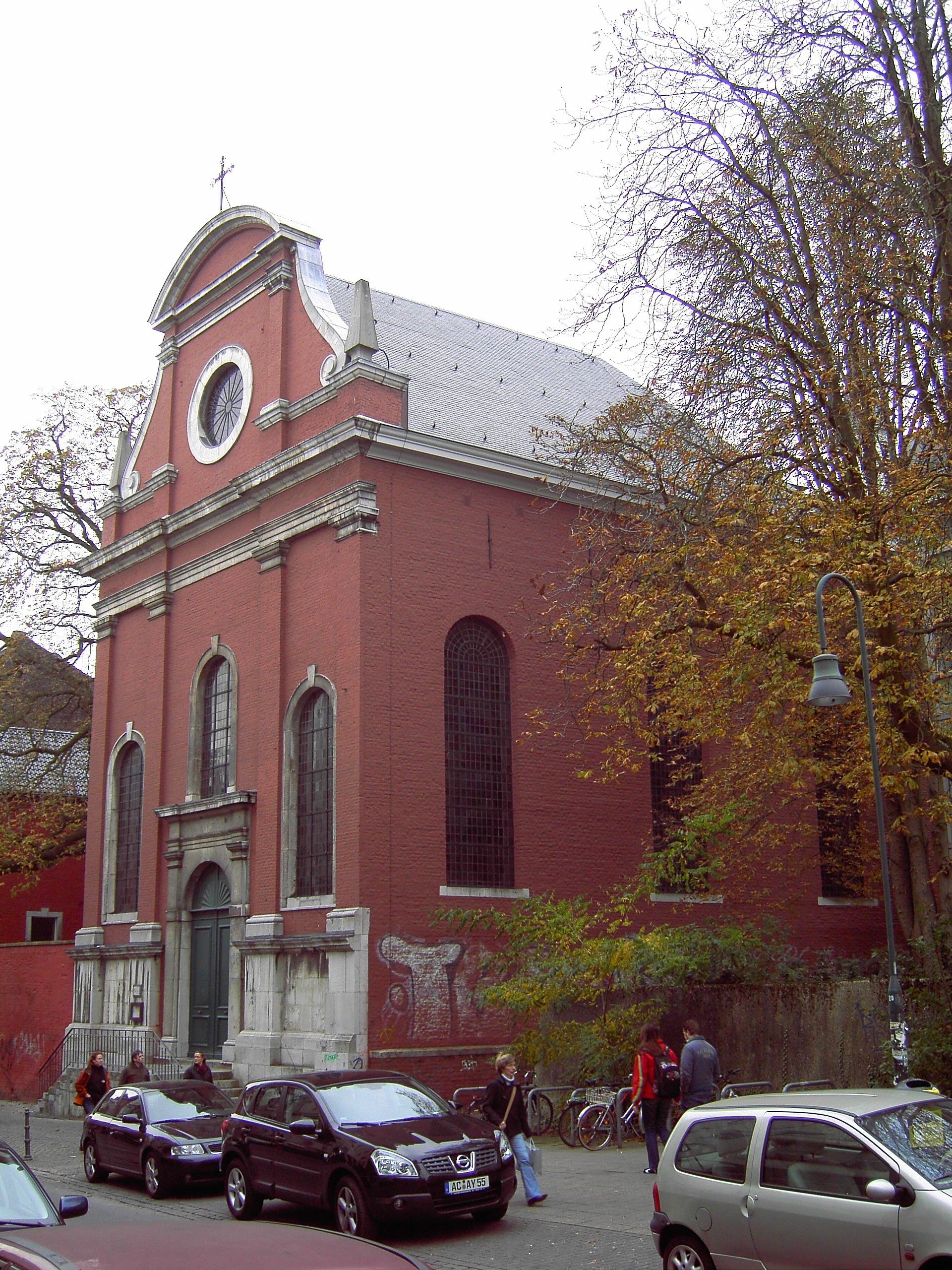
Église Sainte-Thérèse, Aix-la-Chapelle
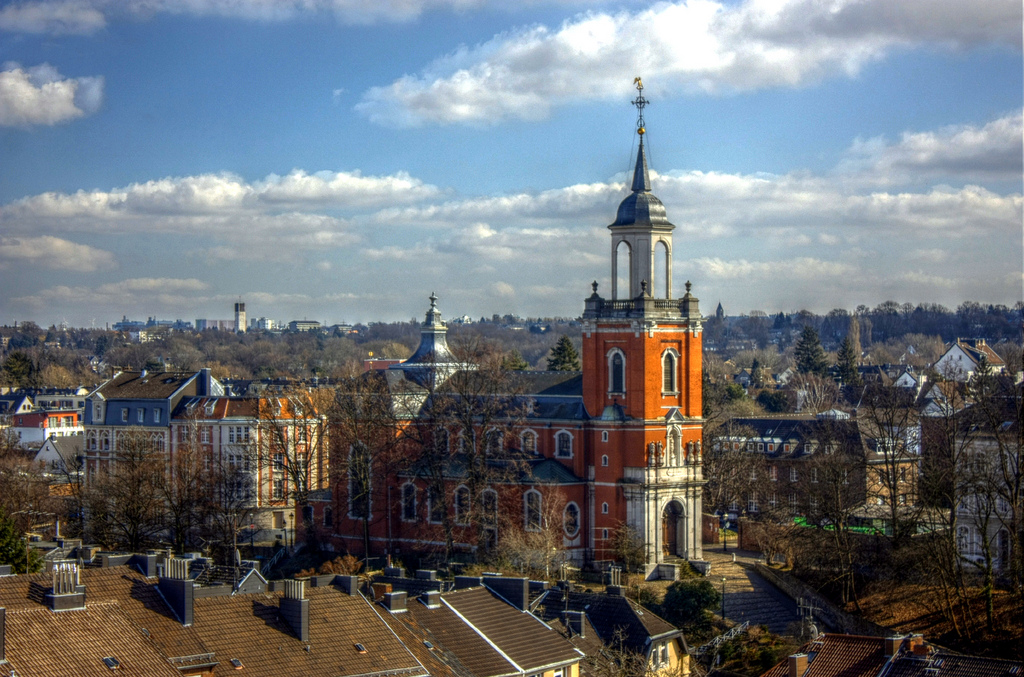
Église Saint-Michel, Burtscheid
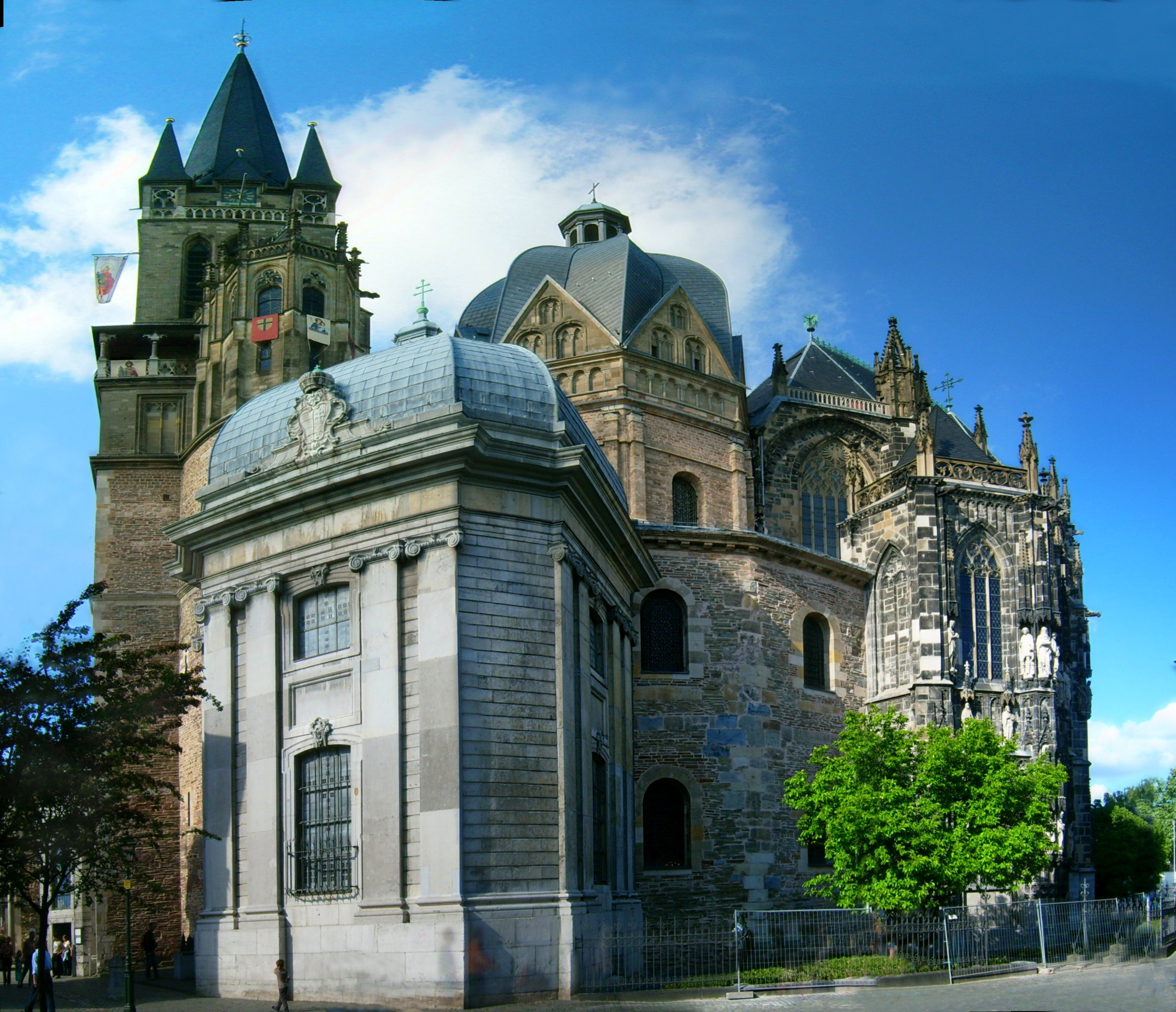
Ungarnkapelle, Aix-la-Chapelle

### Églises de village dans la région d'Aix-la-Chapelle
Les mêmes architectes aixois ont également construit dans les environs de Aix-la-Chapelle : Laurenz Mefferdatis conçut les églises paroissiales de Raeren (1719), Eupen (1721) et de Würselen (1722). Johann Joseph Couven travailla d'abord en collaboration avec l'architecte westphalien Johann Conrad Schlaun notamment sur l'église du monastère des Rédemptoristes de Wittem (1729) et l'église Sainte-Agathe à Eys (1732). Il conçut, seule cette fois, la chapelle Saint-Jean-Baptiste (1747), à Eupen ainsi que le proche Maison Fettweiss (ou Maison Nispert). Les frères François (nl) et Matheius Soiron (nl) construisirent l'église de Mönchengladbach-Odenkirchen (1755) et la tour de l'église de Hückelhoven-Ratheim (avant 1756). Un peu plus tard, l'architecte d'origine italienne Joseph Moretti conçut l'église d'Eupen (réalisée partiellement en 1773) et les églises des villages de Lontzen (1768) et Montzen (1780).

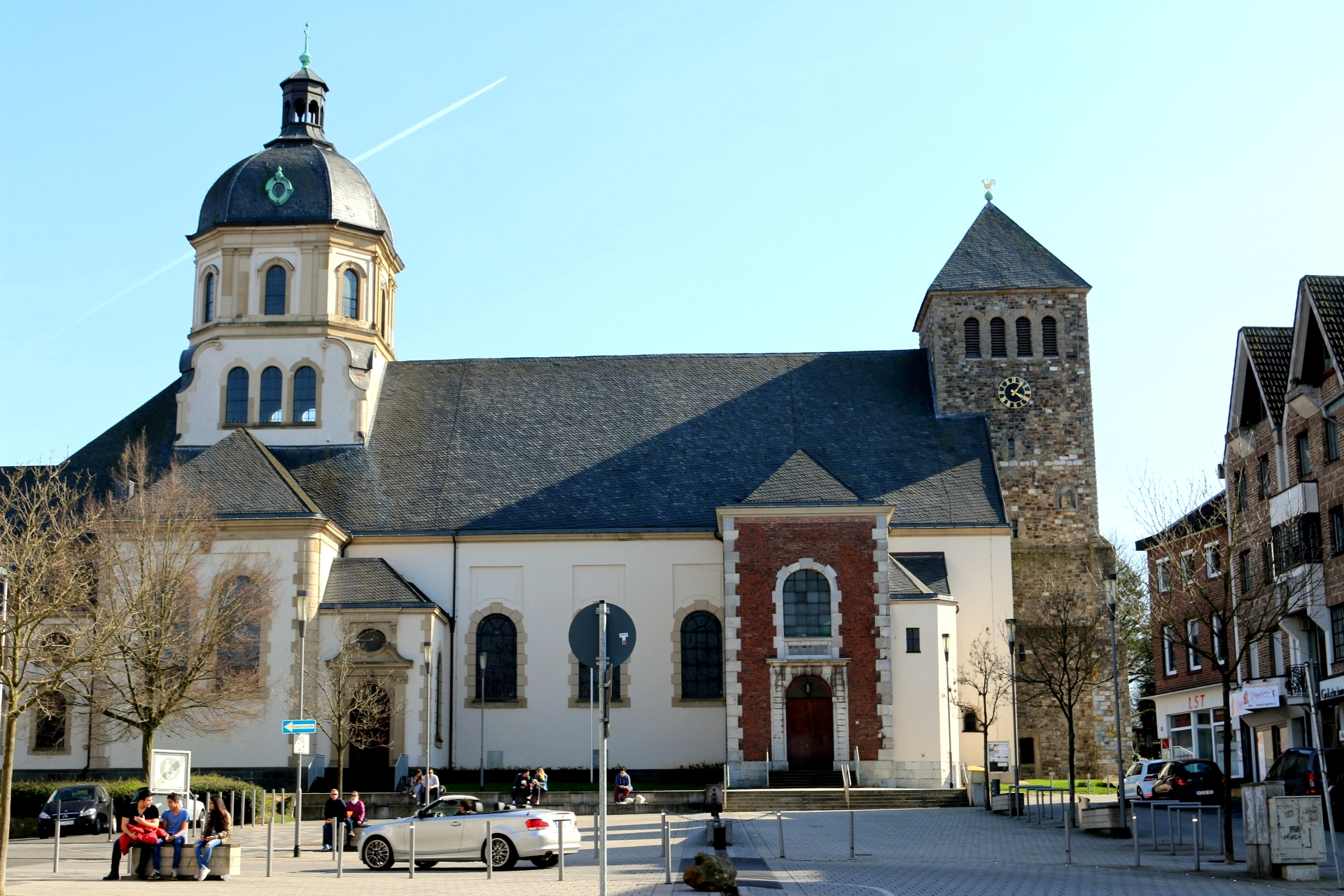
Église Saint-Sébastien, Würselen
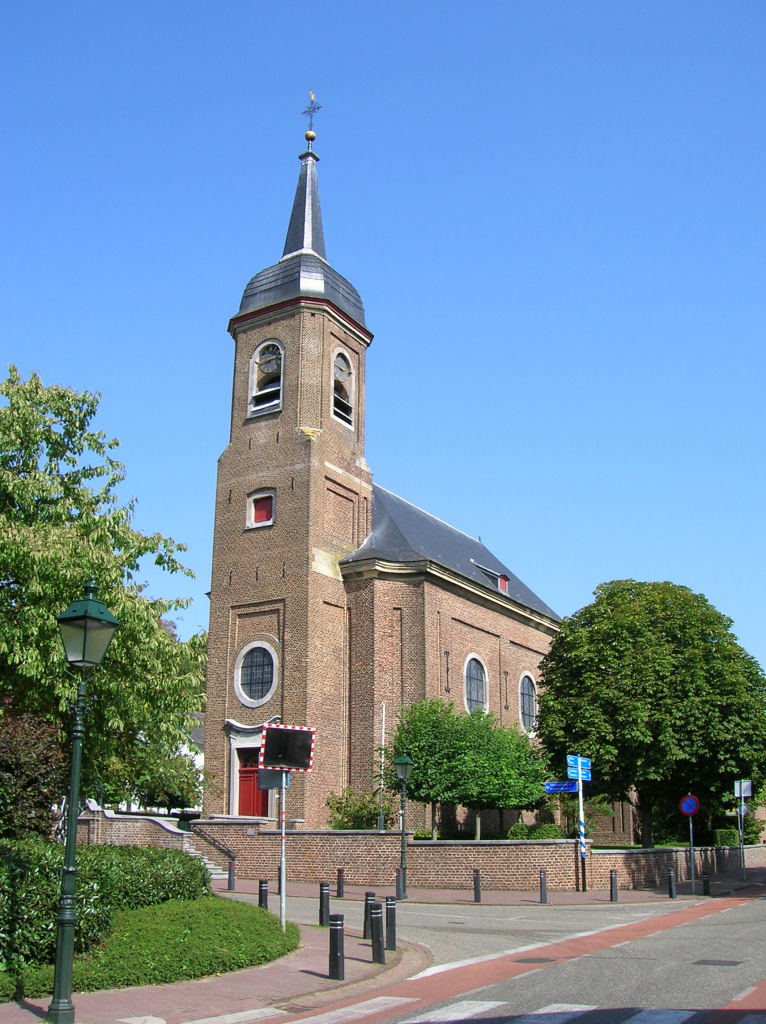
Église Sainte-Agathe, Eys
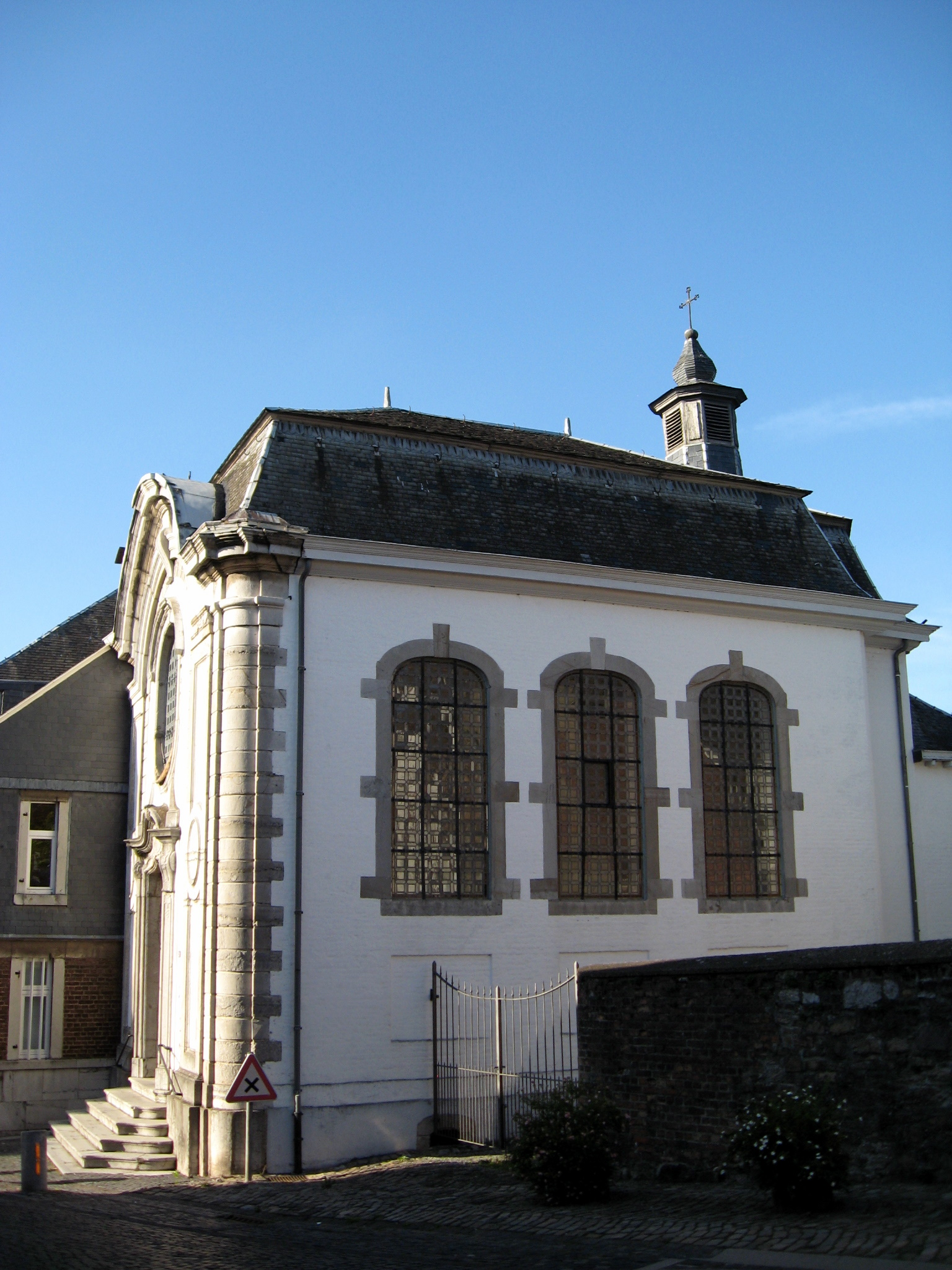
Église Saint-Jean-Baptiste, Eupen
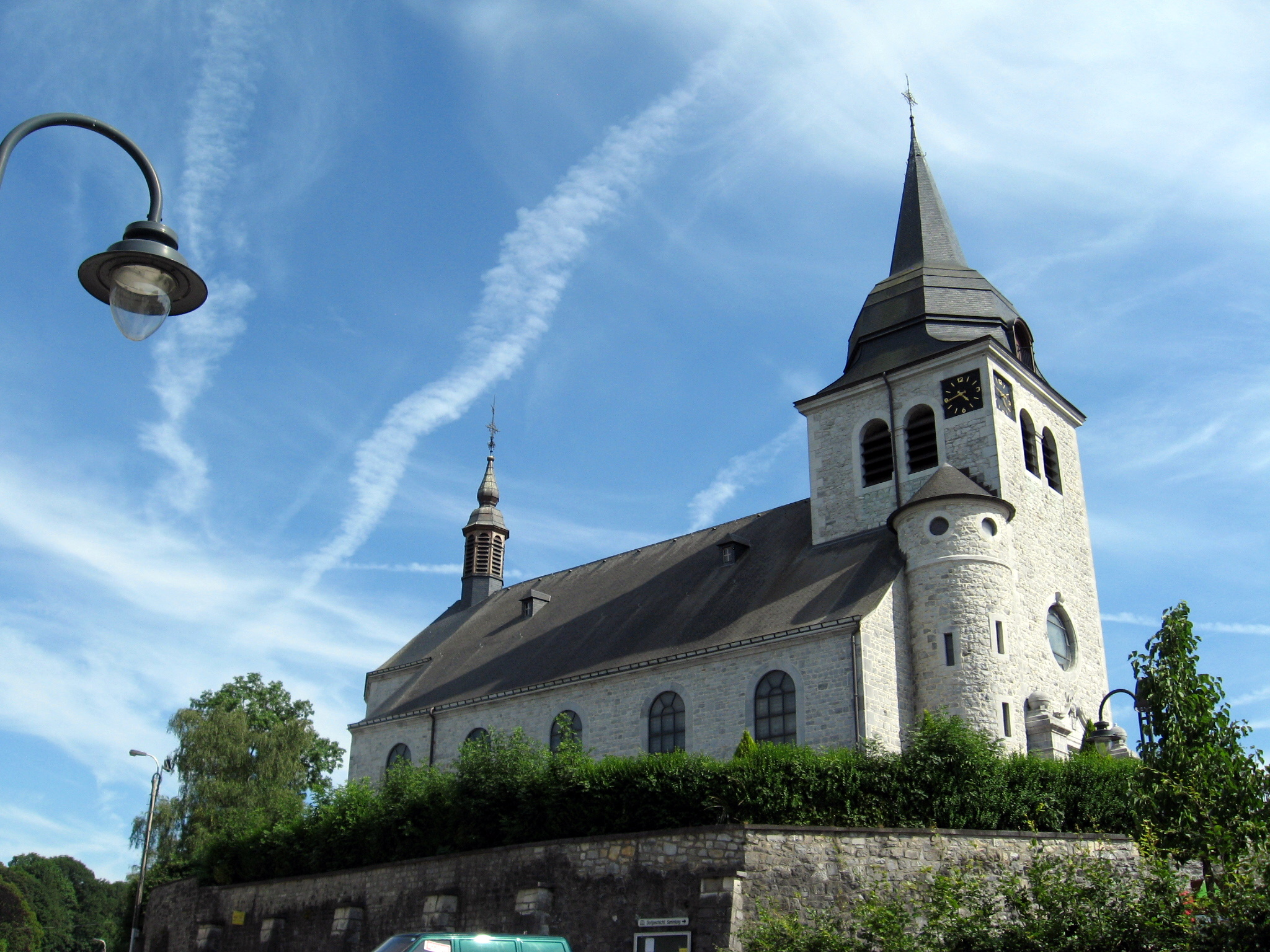
Église Saint-Hubert, Lontzen

### Résidences à Aix-la-Chapelle
Au XVIIIe siècle, Aix-la-Chapelle connait une période de prospérité qui se reflète notamment par la construction d'un grand nombre d'hôtels particuliers dont une partie fut détruite au cours de la Seconde Guerre mondiale (sort que connut notamment l'hôtel de la Cour Londonienne situé Kleinkölnstrasse que l'on doit à l'architecte Laurenz Mefferdatis). Mefferdatis, fut également, en 1725, l'architecte de la Wylre’sches Haus (de), appelé également Palais Heusch, il a été toutefois reconstruit par Johann Joseph Couven en 1735 (et reconstruit à nouveau par son fils Jakob Couven (nl) vers 1785). Deux autres bâtiments de Johann Joseph Couven ne sont plus à leur emplacement d'origine. Le Kerstenscher Pavillon (1737), appelé également Gartenhaus Mantels se trouvait à l'origine sur Annuntiatenbach, mais fut déplacé en 1905 sur la Lousberg (nl). Le Gartenhaus Nuellens (1740) était initialement situé sur la place Friedrich-Wilhelm et fut déplacé plus tard sur Seilgraben, il fut détruit le 14 juillet 1943 par une bombe et reconstruit en 1961, dans le parc thermal de Burtscheid et s'appelle depuis lors Pavillon Burtscheid. Le Gut Kalkofen (1750) et la maison Zum Horn (extension due à Johann Joseph Couven en 1757) sont encore tous les deux à leur emplacement d'origine. On doit à Jakob Couven l'Altes Kurhaus avec sa salle de bal Neue Redoute (1782-1786, reconstruit après la guerre), la rénovation de la maison Monheim (c. 1786), aujourd'hui Musée Couven, et la maison Zum Brüssel (1789) sur le Markt. Jakob Couven a également été l'architecte de la Guaita'sche Treppenanlage dans la Rosstrasse. Du Klosterrather Hof (de), le refuge de l'abbaye de Rolduc à Aix-la-Chapelle, seul l'arcade subsiste (Joseph Moretti, 1786).

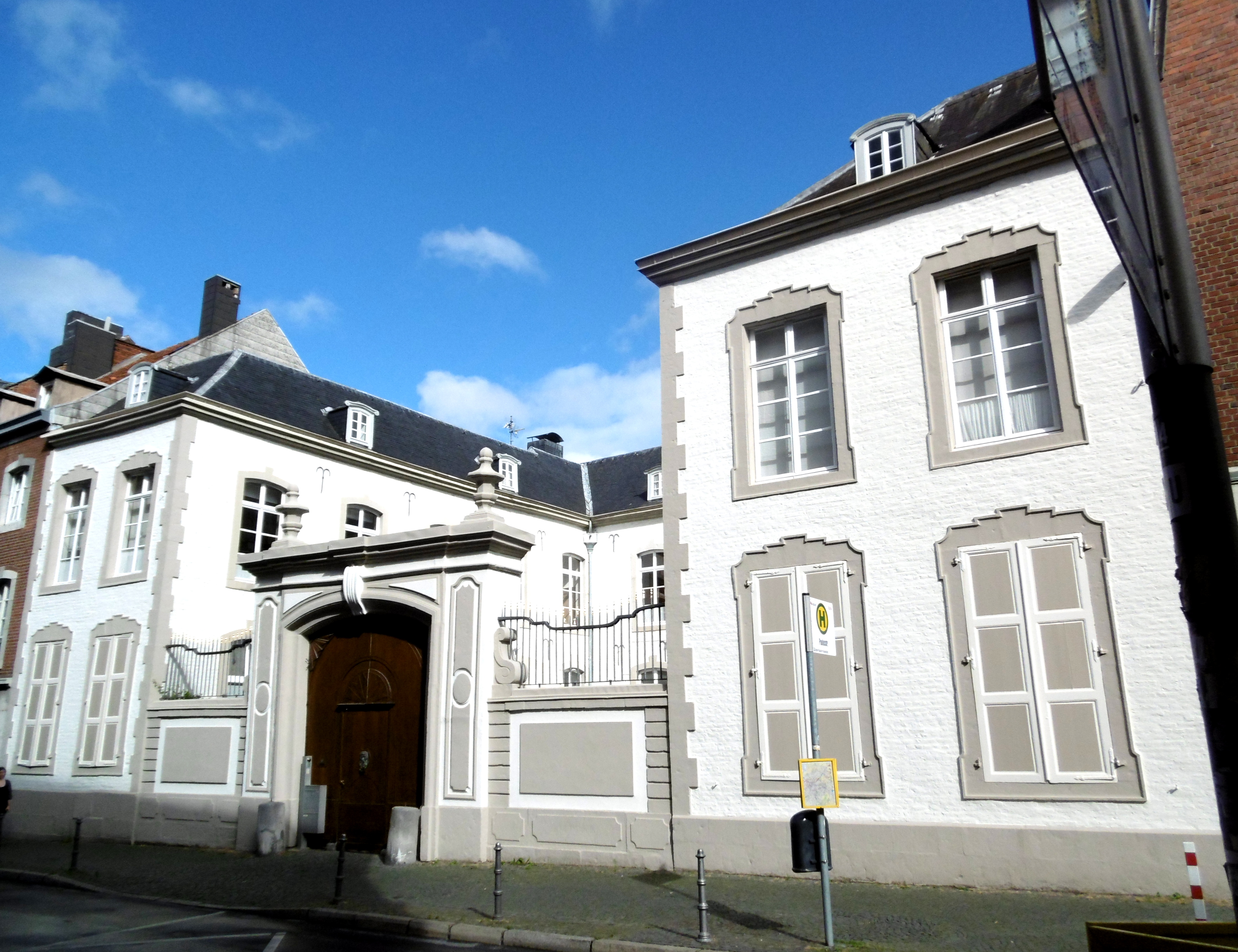
Wylre’sches Haus (de), Aix-la-Chapelle
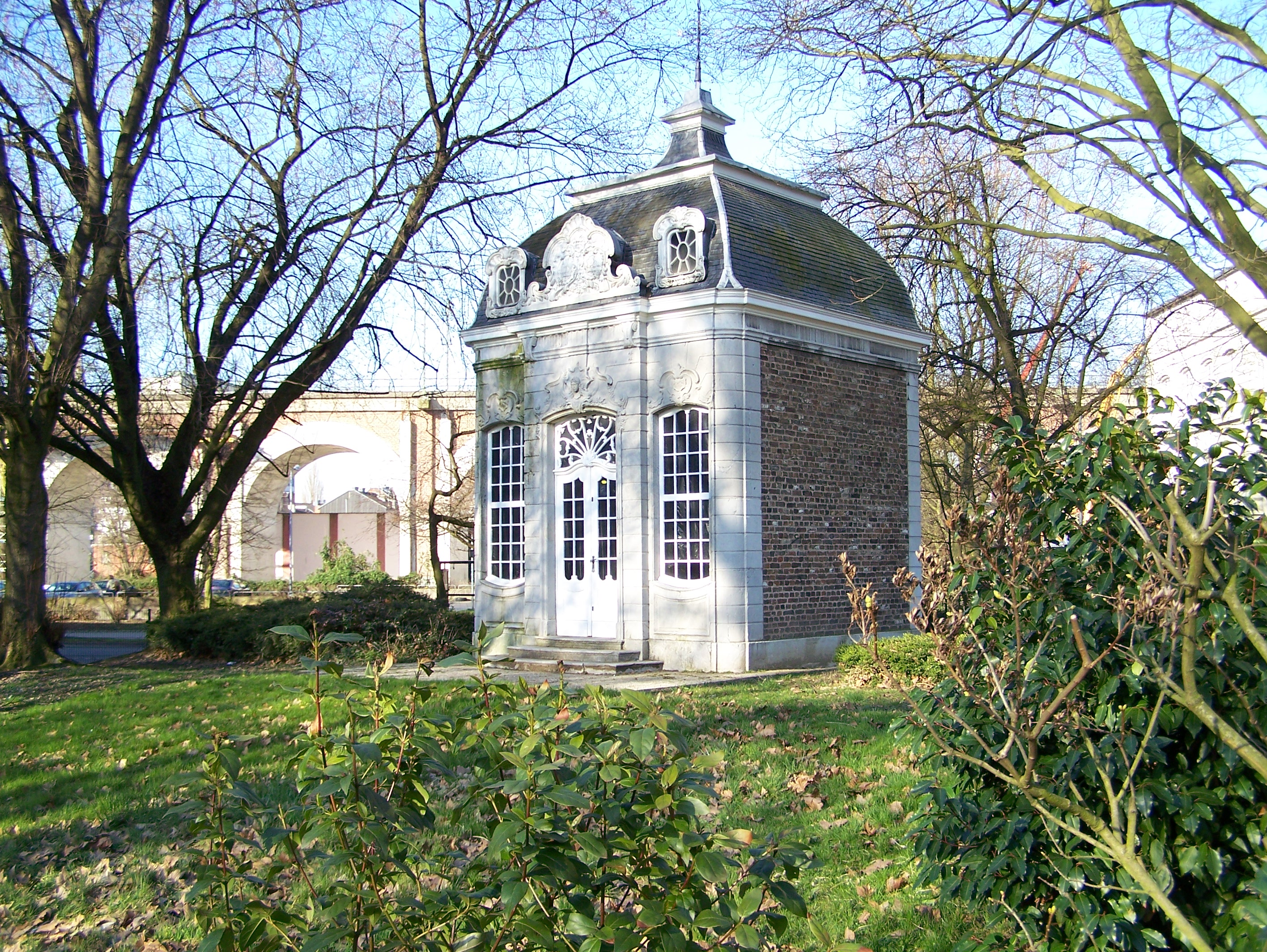
Pavillon Burtscheid
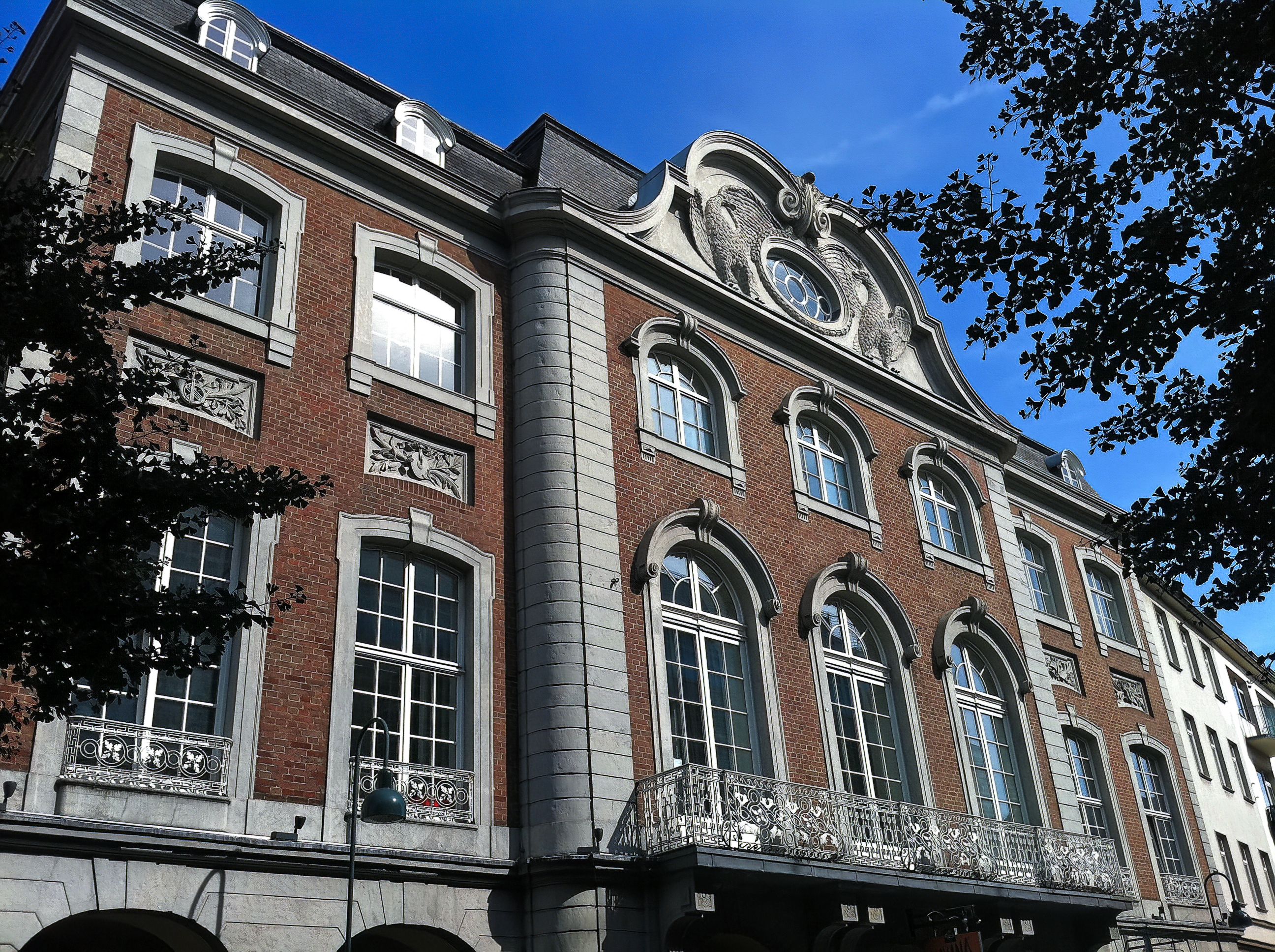
Altes Kurhaus, Aix-la-Chapelle
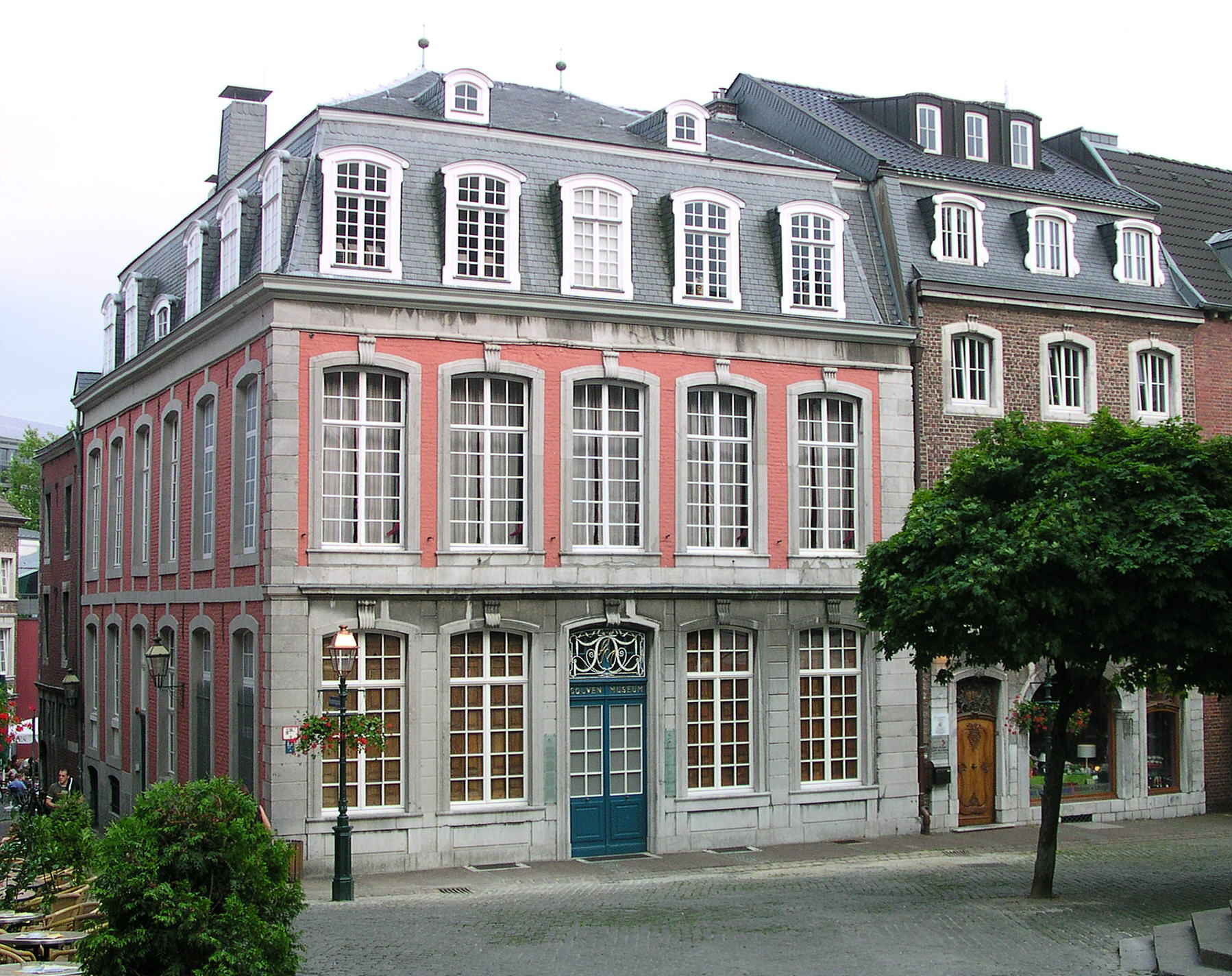
Maison Monheim, Aix-la-Chapelle

### Résidences à Malmédy, Eupen et Montjoie
Grâce à l'essor de l'industrie textile, de nombreux bâtiments sont également construits dans les environs d'Aix-la-Chapelle. La maison de Villers dans le centre de Malmedy (avant 1724) et trois bâtiments à Eupen : Haus Rehrmann (1724), Haus Nyssen (1730) et l'orphelinat Rothenberg (1748) sont de Laurenz Mefferdatis. Johann Joseph Couven construit à Eupen la Haus Vercken, appelé également Klösterchen (1752), et la Maison de Grand Ry (c. 1760), aujourd'hui siège de la Communauté germanophone de Belgique. Couven construit à Montjoie la Haus Troistorff (de) (1783). L'architecte et la date de construction de la célèbre Rotes Haus (de) de Montjoie ne sont pas connus.

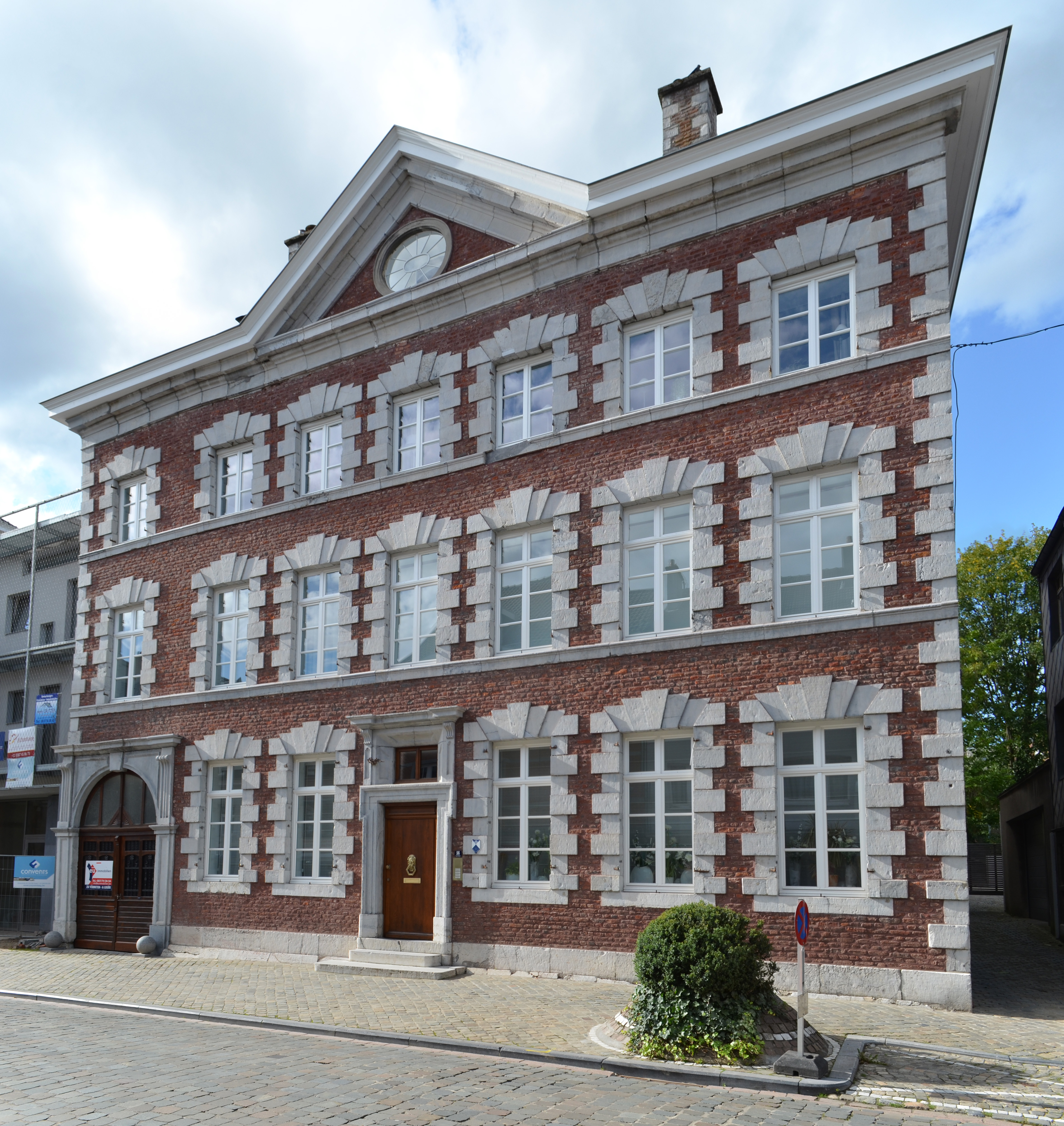
Haus Nyssen, Eupen
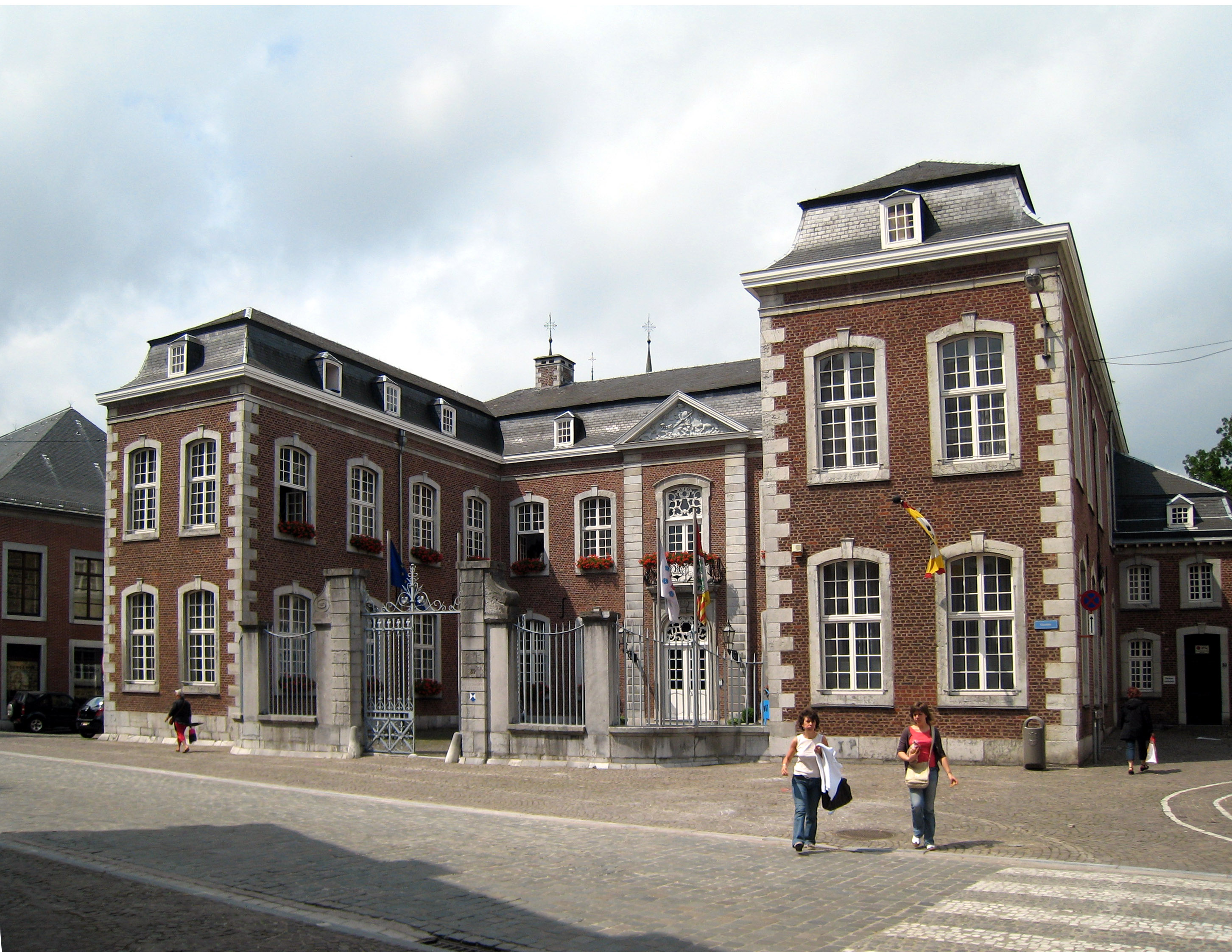
Maison de Grand Ry, Eupen
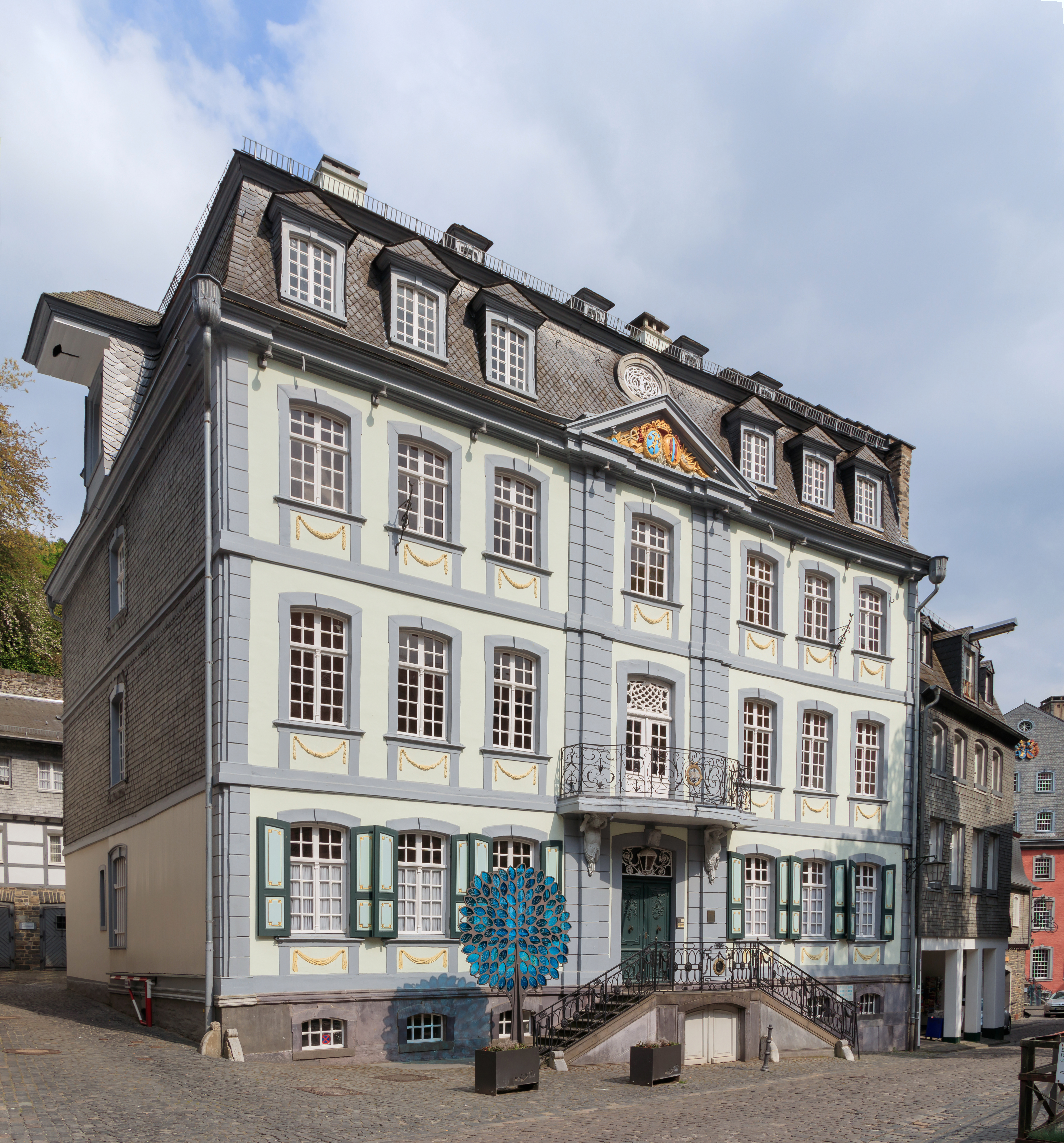
Haus Troistorff (de), Montjoie
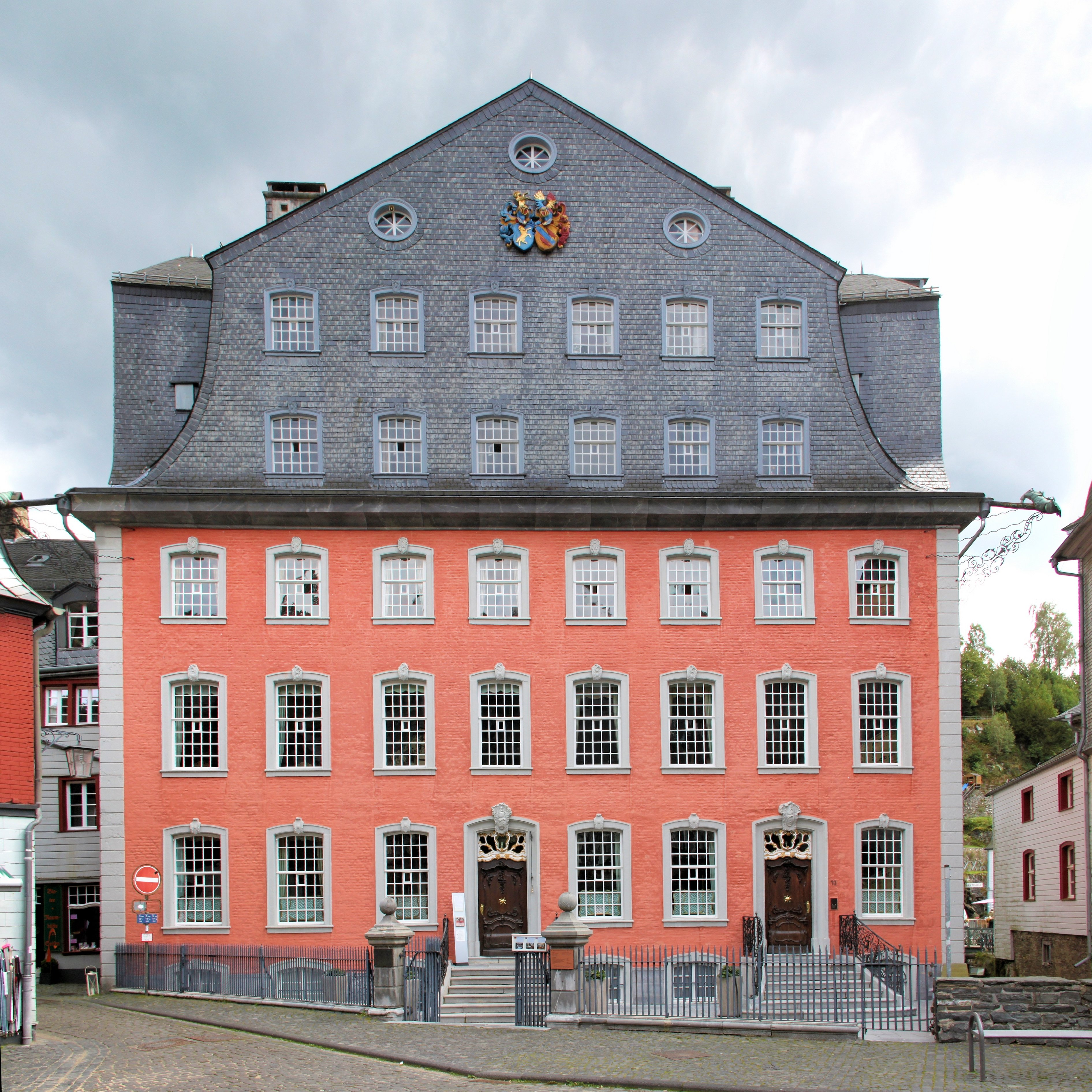
Rotes Haus (de), Montjoie

### Châteaux et manoirs à Vaals
Vaals aussi connait au XVIIIe siècle une époque de prospérité et, surtout après l'arrivée d'Aix-la-chapelle du fabricant de textile Johann Arnold von Clermont (nl), un vrai boum de la construction via notamment l'architecte Joseph Moretti. Les bâtiments principaux de Moretti à Vaals sont la Maison Von Clermont (1761), le Cereshof (attribué à Moretti, 1777), le château de Bloemendal (nl) (1786), le mausolée de Von Clermont (1788), l'obélisque de Vaals (1790) et la Kirchfeldhoes, appelé également Altes Kurhaus (attribué à Moretti, 1790). Moretti transforma le château Vaalsbroek et la maison de Esch, tous les deux construits par Laurenz Mefferdatis. La porte, le mur du jardin et le pont des douves du château Lemiers ont probablement été par conçus par Johann Joseph Couven.

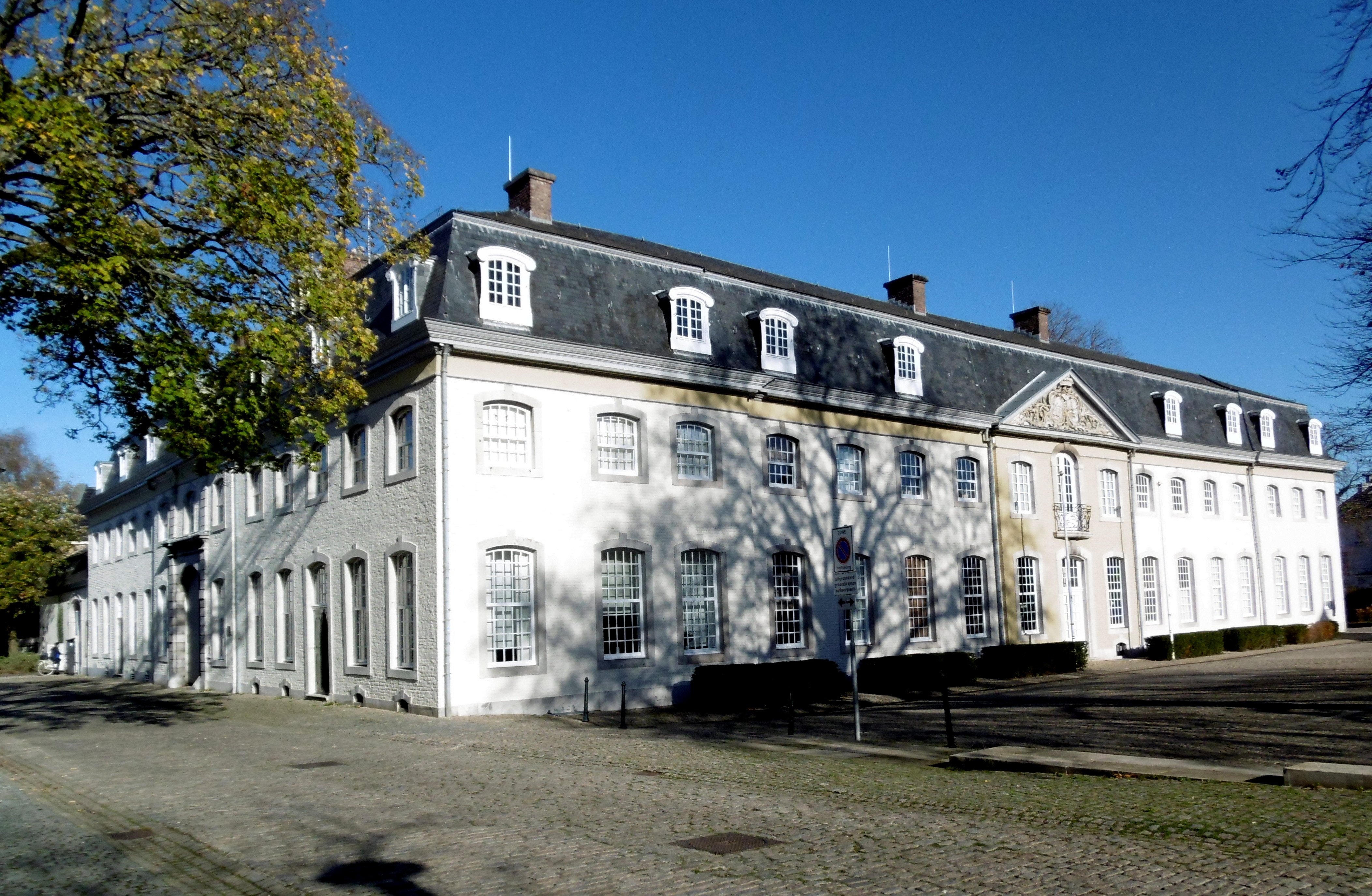
Maison Von Clermont, Vaals
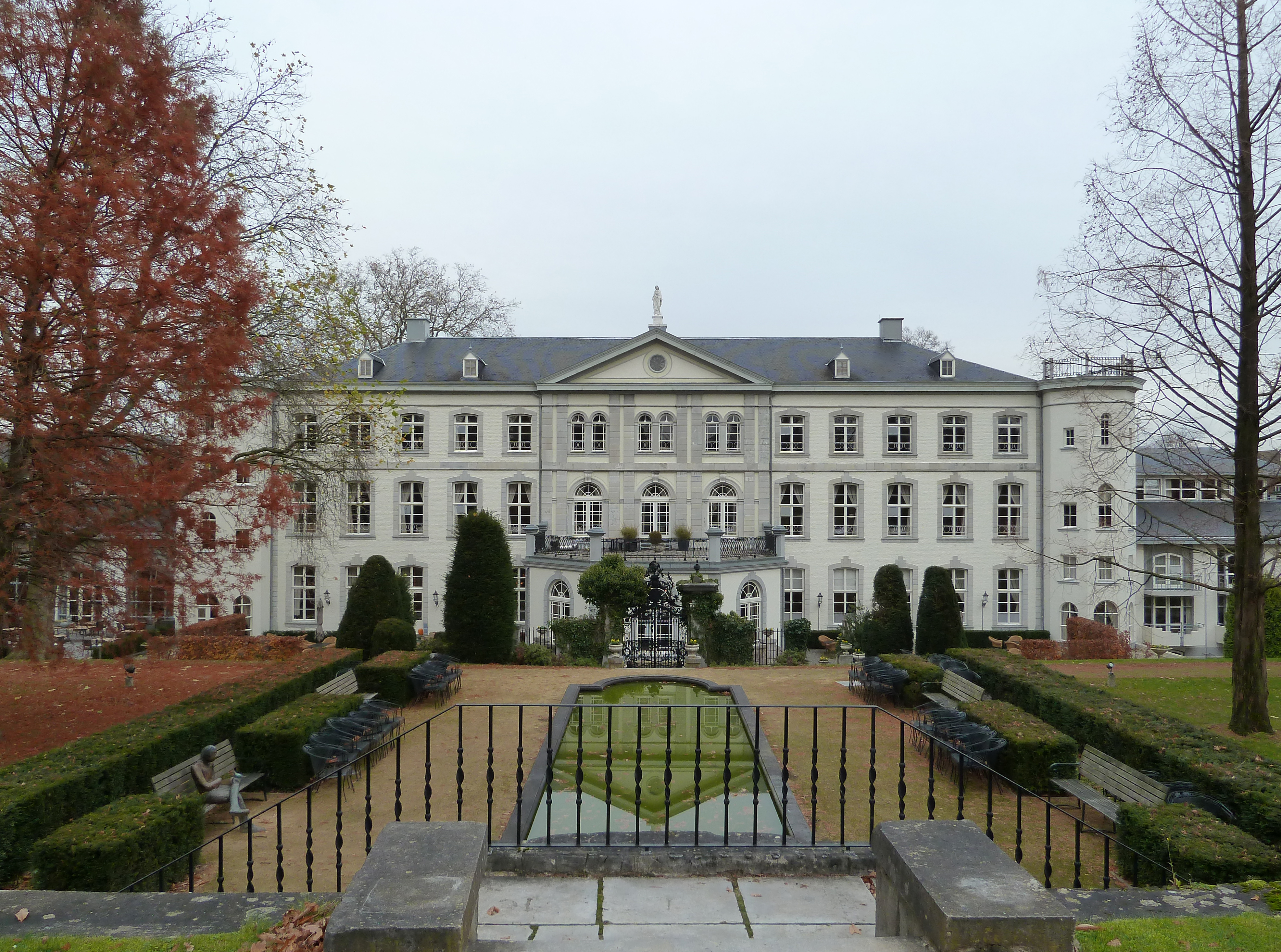
château de Bloemendal (nl), Vaals
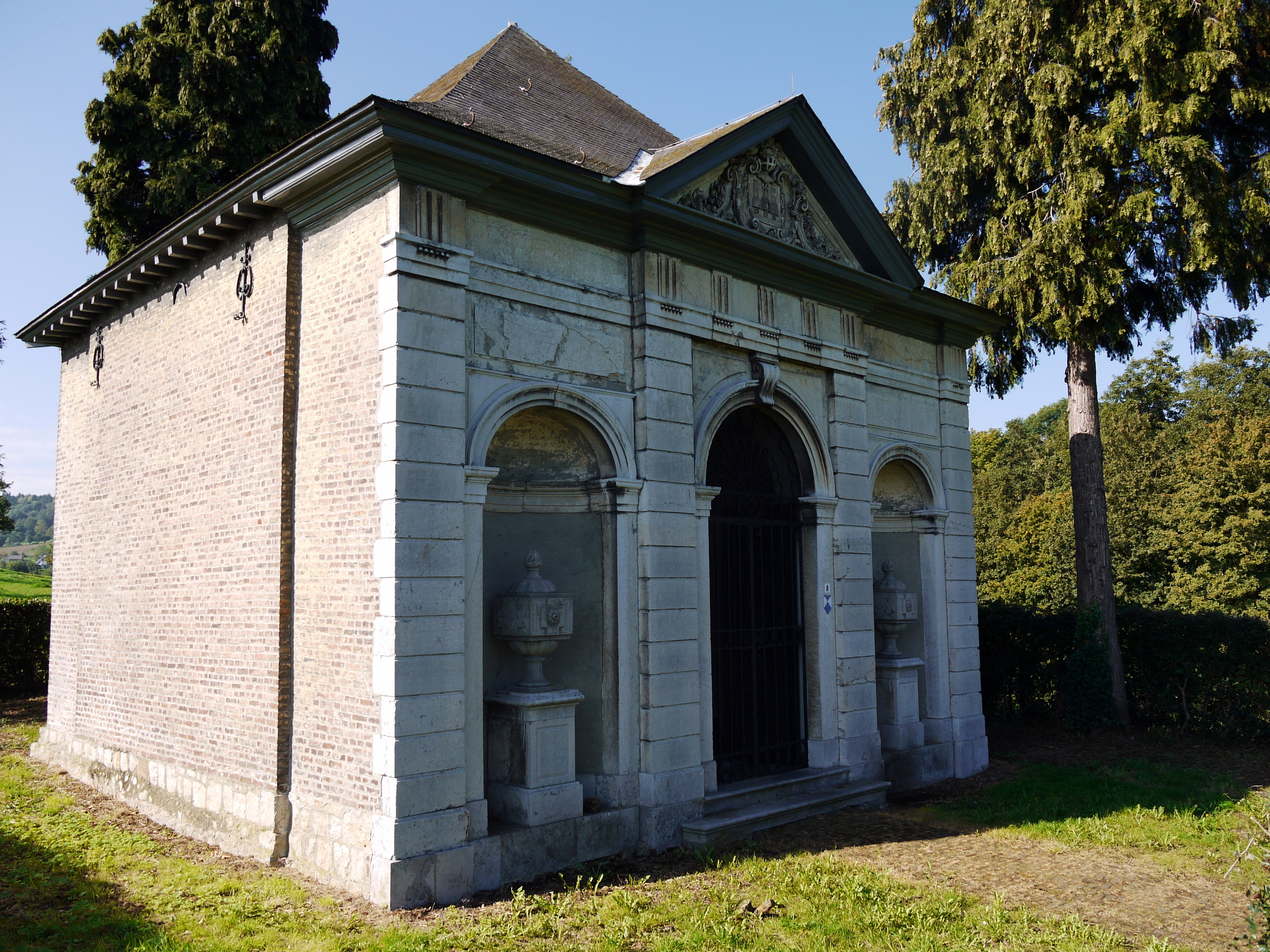
Mausolée de Von Clermont, Vaals
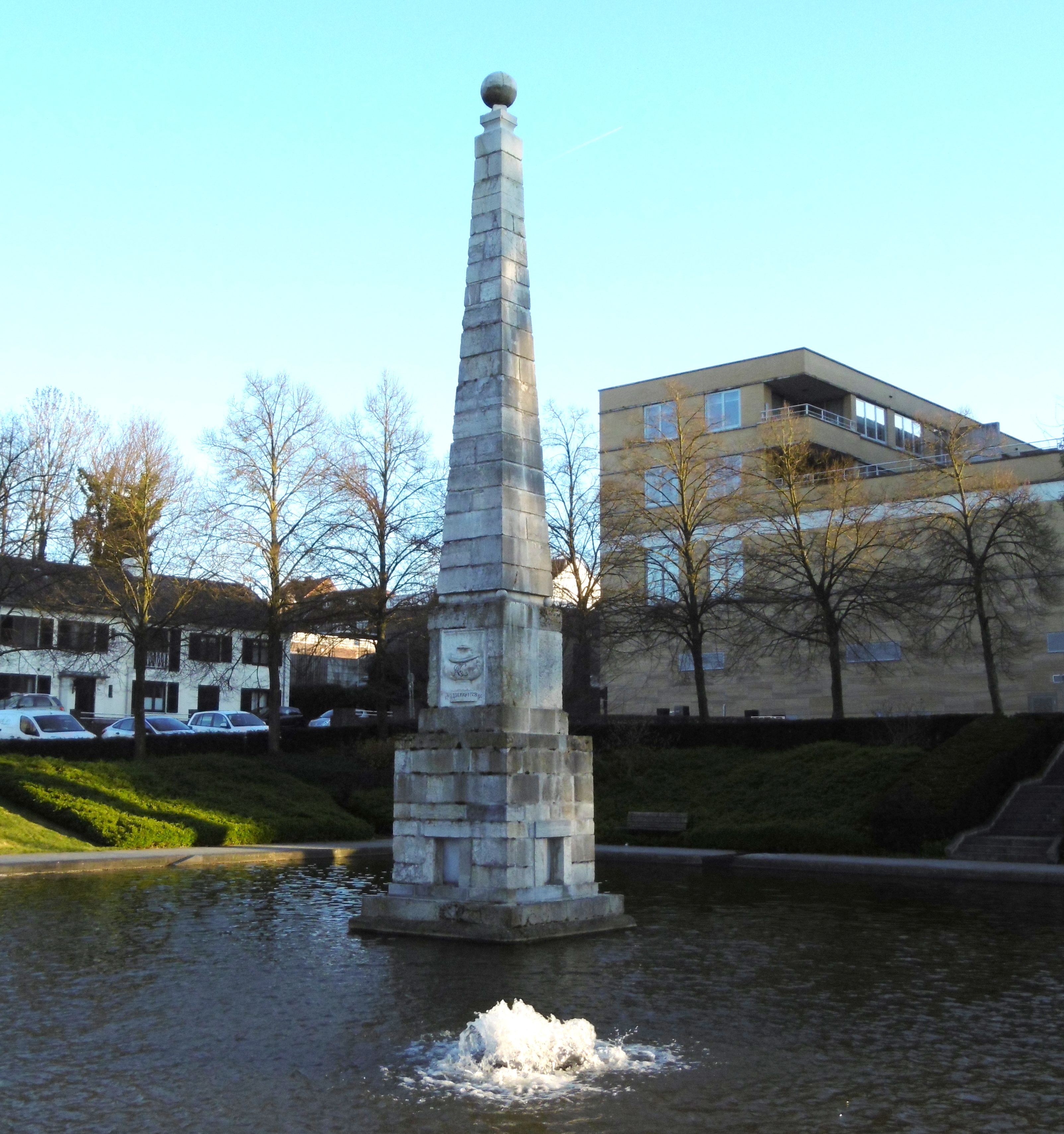
Obélisque de Vaals

## XVIIIesièclebaroque de Maastricht et ses environs
Maastricht était, au XVIIIe siècle, moins prospère que Liège ou Aix-la-Chapelle où l'industrialisation avait débuté beaucoup plus tôt. Toutefois, les façades de Style Louis XV ou Style Louis XVI sont la preuve d'un certain essor. Les principaux commanditaires étaient les gouverneurs militaires (nl) et les prévôts de Saint-Servais (nl). Dans la seconde moitié du siècle, les frères François (nl) et Matheius Soiron (nl), dont la famille est originaire de Liège, construisent principalement en dans la zone frontalière allemande. Le fils de Matheius, Mathias Soiron, fut particulièrement actif dans Maastricht et ses environs.

### Églises à Maastricht et ses environs
L'église wallonne de Maastricht est une conception de 1732 de l'architecte liégeois Nicolas Comhaire à partir de 1732. Les tours baroques ouest de la basilique Saint-Servais ont été conçues en 1767 par Étienne Fayen, mais ont été supprimées par Pierre Cuypers vers 1887. Le chœur et la sacristie de l'église Saint-Jean-Baptiste de Oud-Valkenburg est une conception de Johann Joseph Couven en 1757. Mathias Soiron est le concepteur des églises du village de Frères (1779), d'Itteren (1784) et de Heer (1786, en partie conservée). L'architecte de l'église Saint-Gerlac à Houthem (ca 1720), peut-être l'église la plus baroque des Pays-Bas, n'est pas connu. Il en est de même pour la basilique Virga-Jessé (1727) à Hasselt et l'église des Croisiers à Maaseik (1767).

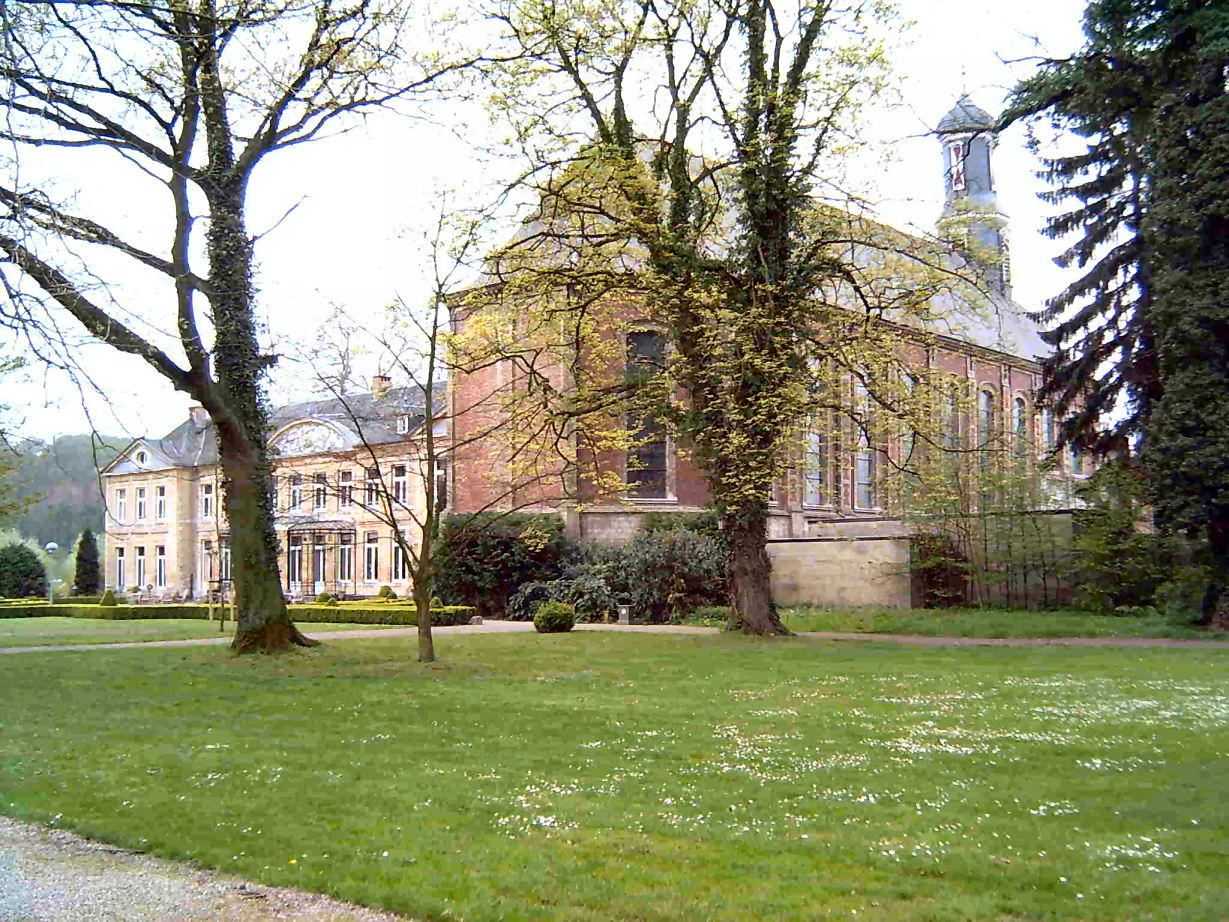
Église Saint-Gerlac, Houthem
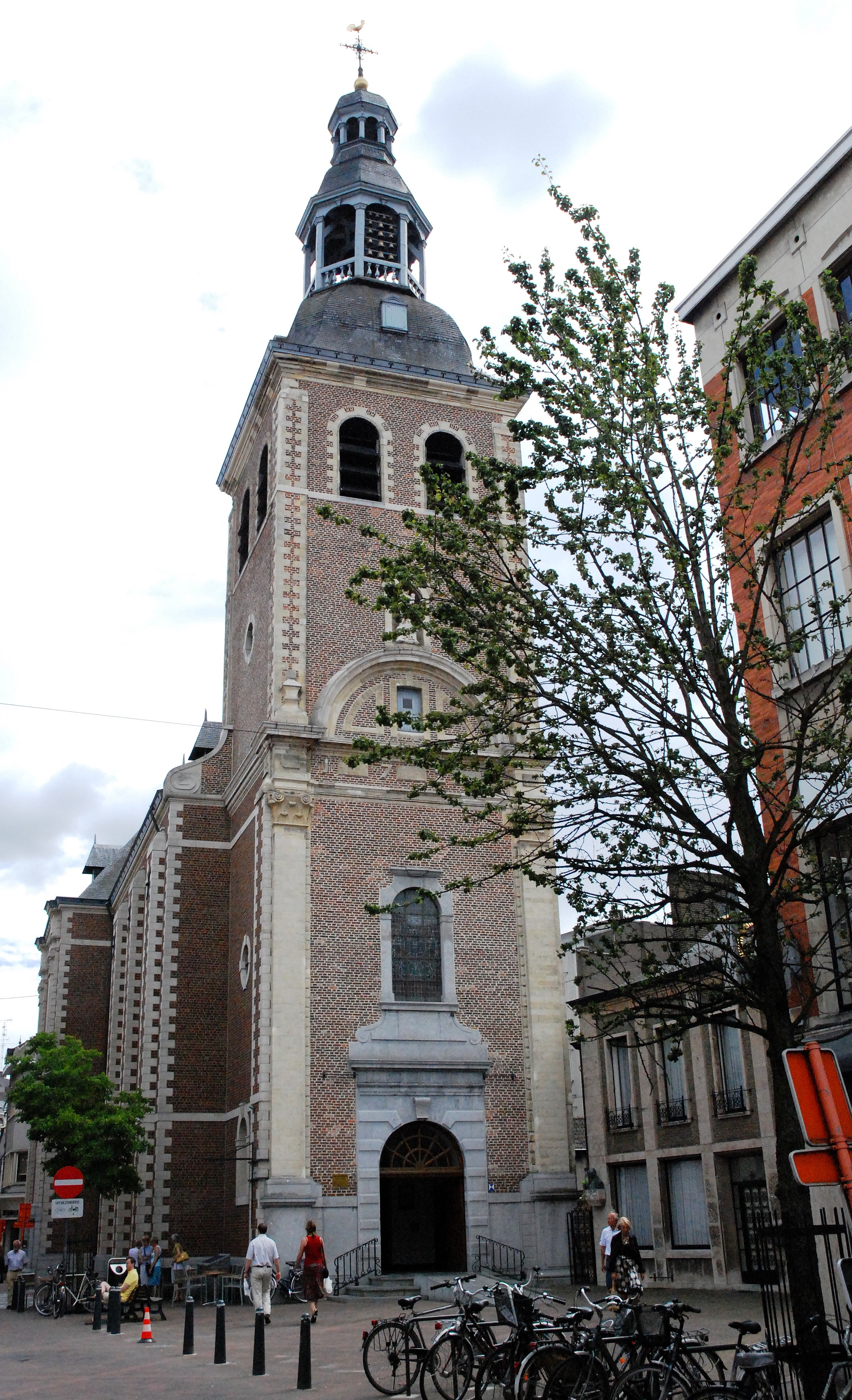
Basilique Notre-Dame Virga-Jessé, à Hasselt
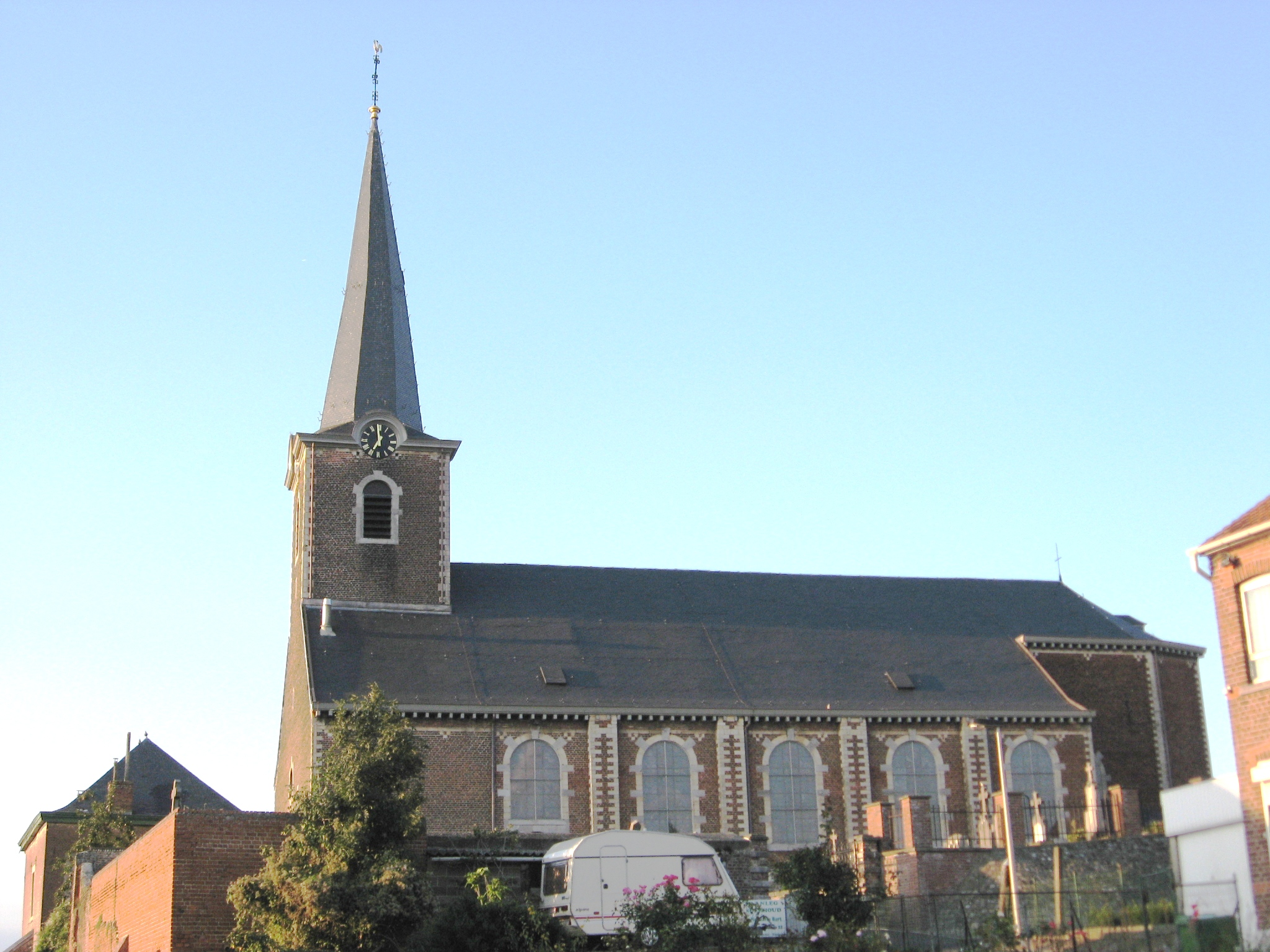
Église Saint-Médard, Frères
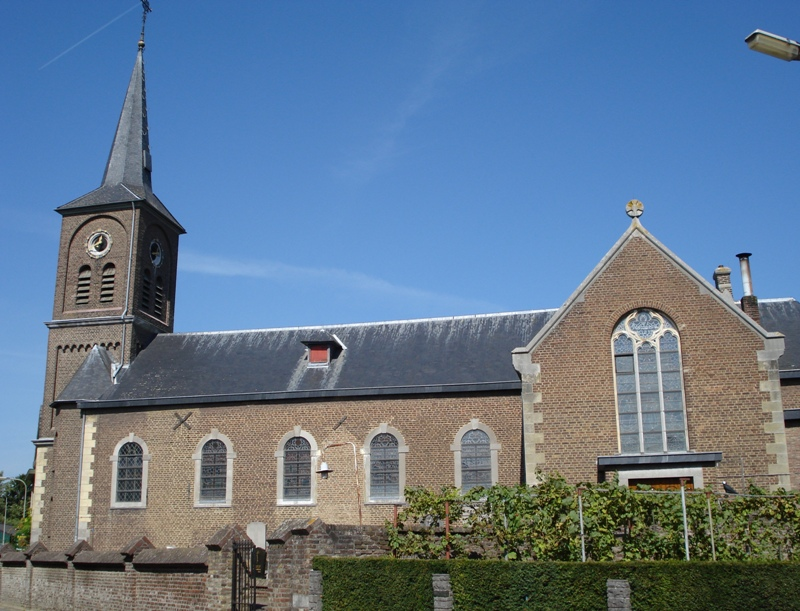
Église Saint-Martin, Itteren

### Bâtiments civils et résidences de Maastricht et ses environs
L'architecte de l'hôtel de ville de Tongres (1737) n'est pas connu. L'année de conception ainsi que l’architecte du palais du grand prévôt de Maastricht sont également inconnus (il date peut-être de 2e moitié du XVIIIe siècle). François Soiron (nl) supervisa, autour de 1750, la rénovation du Oud Gouvernement à Maastricht, qui sera agrandi et embelli par son neveu, Mathias Soiron (nl) (1777). Le bâtiment sera démoli en 1929. Mathias Soiron construisit plusieurs presbytères à Slenaken et Zutendaal (1783) par exemple ainsi qu'un grand nombre de maisons à Maastricht, dont la Maison de Soiron (nl) (1785) sur le Grand Canal et quelques maisons sur le Markt et Boschstraat. Il faut également l’architecte de la maison de garde de la porte Notre-Dame (1787) et transforma l'église des Jésuites en Bonbonnière.

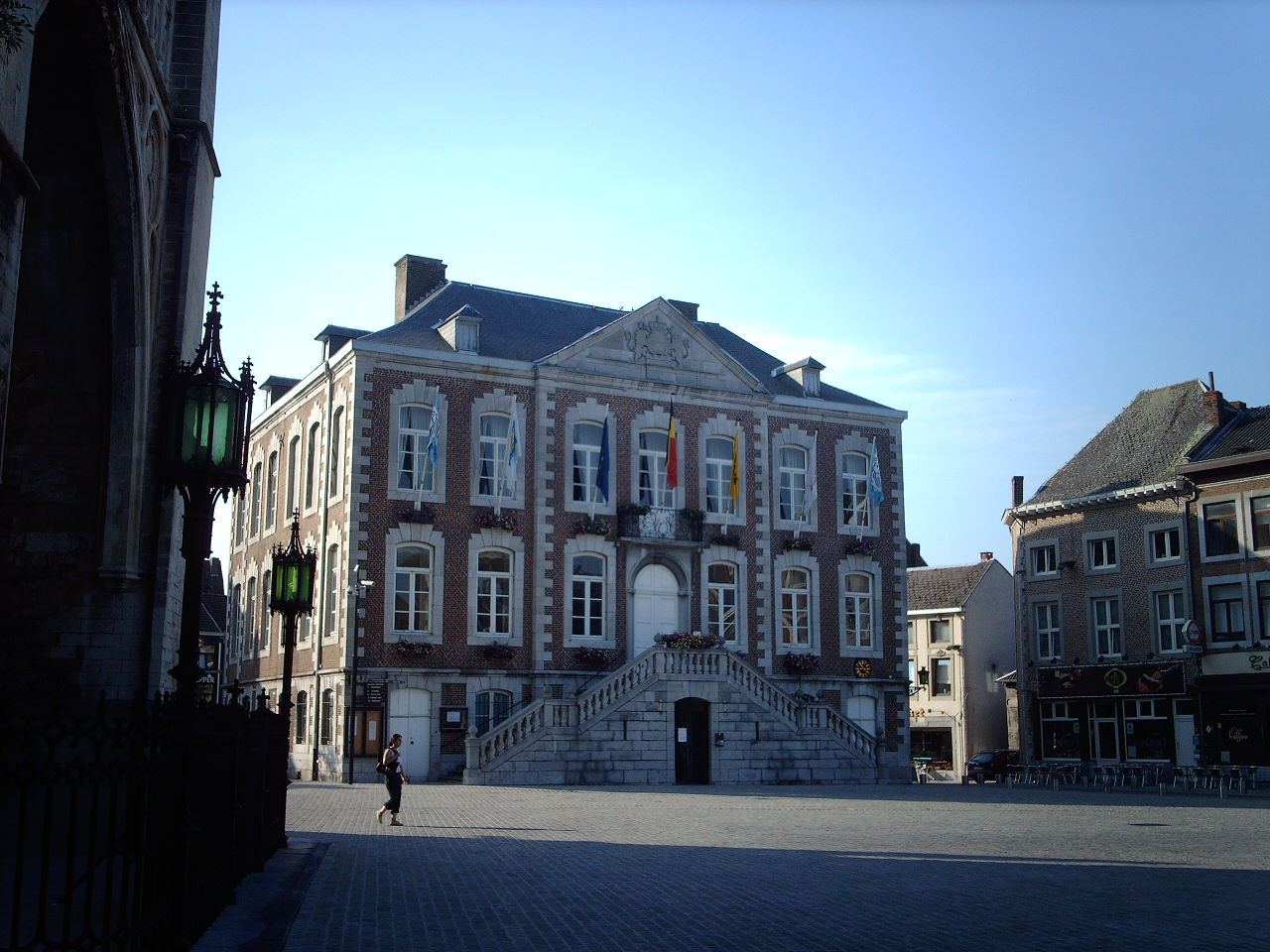
Hôtel de ville de Tongres
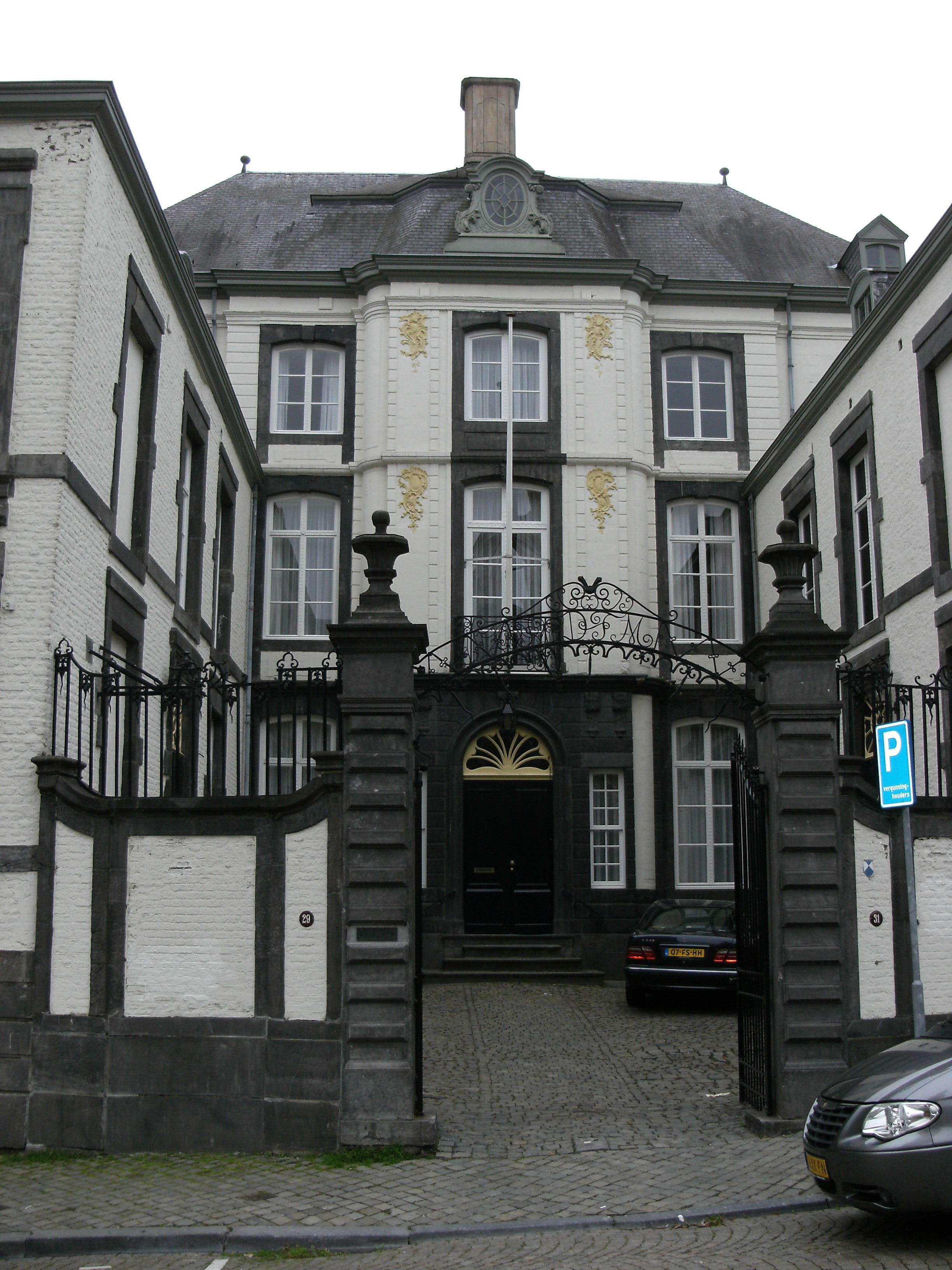
Palais du grand prévôt, Maastricht
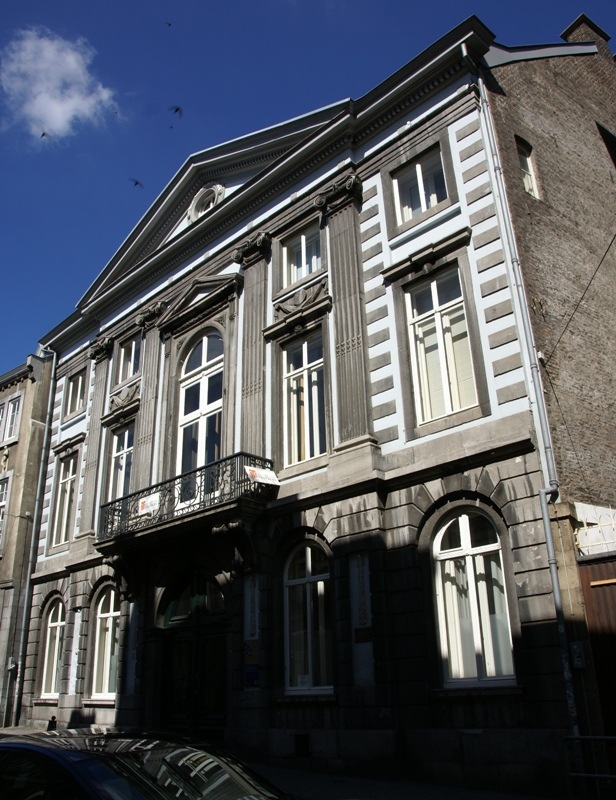
Maison de Soiron (nl), Maastricht
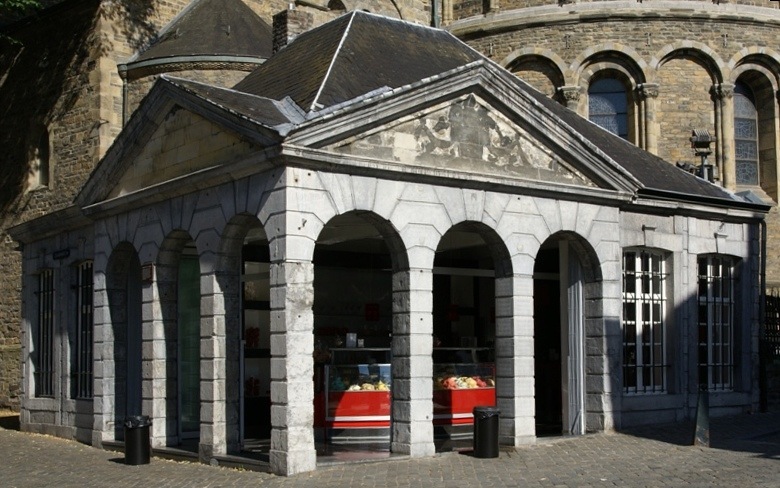
Maison de garde de la porte Notre-Dame, Maastricht

### Châteaux et manoirs de la région de Maastricht-Hasselt
L'architecte Johann Joseph Couven construisit le pavillon de chasse du prince-évêque Jean-Théodore de Bavière à Maaseik (1752) dans la région de Maastricht, qui, en 1798, fut complètement détruit. Couven réalisa, entre autres, l'extension de l'abbaye de Munsterbilzen (1757), la ferme Stift Sint-Gerlach à Houthem (1759) et les dépendances du château de Genhoes à Vieux-Fauquemont (c. 1750). Le château de Hex est attribuée à l'architecte liégeois Étienne Fayen (c. 1770). Un autre architecte liégeois, Jacques-Barthélemy Renoz, a conçu le château de Hasselbrouck à Goyer (1770). Ghislain-Joseph Henry fut le concepteur du château de Duras à Saint-Trond (1787). Plus près de Maastricht, Mathias Soiron (nl) fut un architecte très couru. Il conçut, entre autres, la barrière et la façade néo-classique du château de Borgharen (1776-1785), le château Wiegershof à Itteren (1793) et la maison Withuishof (c. 1800) à Amby. Les architectes d'un certain nombre de châteaux et manoirs sont inconnus comme par exemple le château de la Plage à Fauquemont et le château de Vliek à Ulestraten.

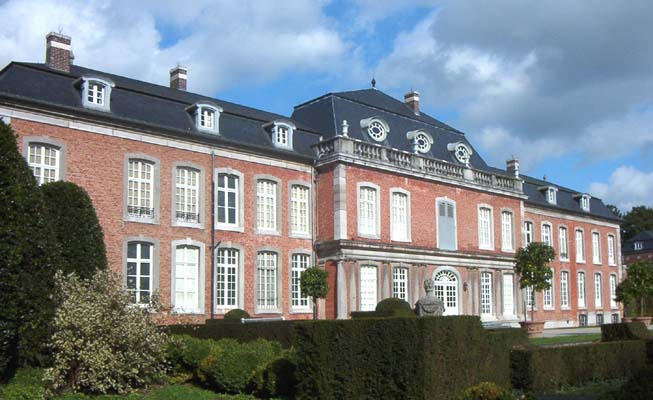
Château de Hex
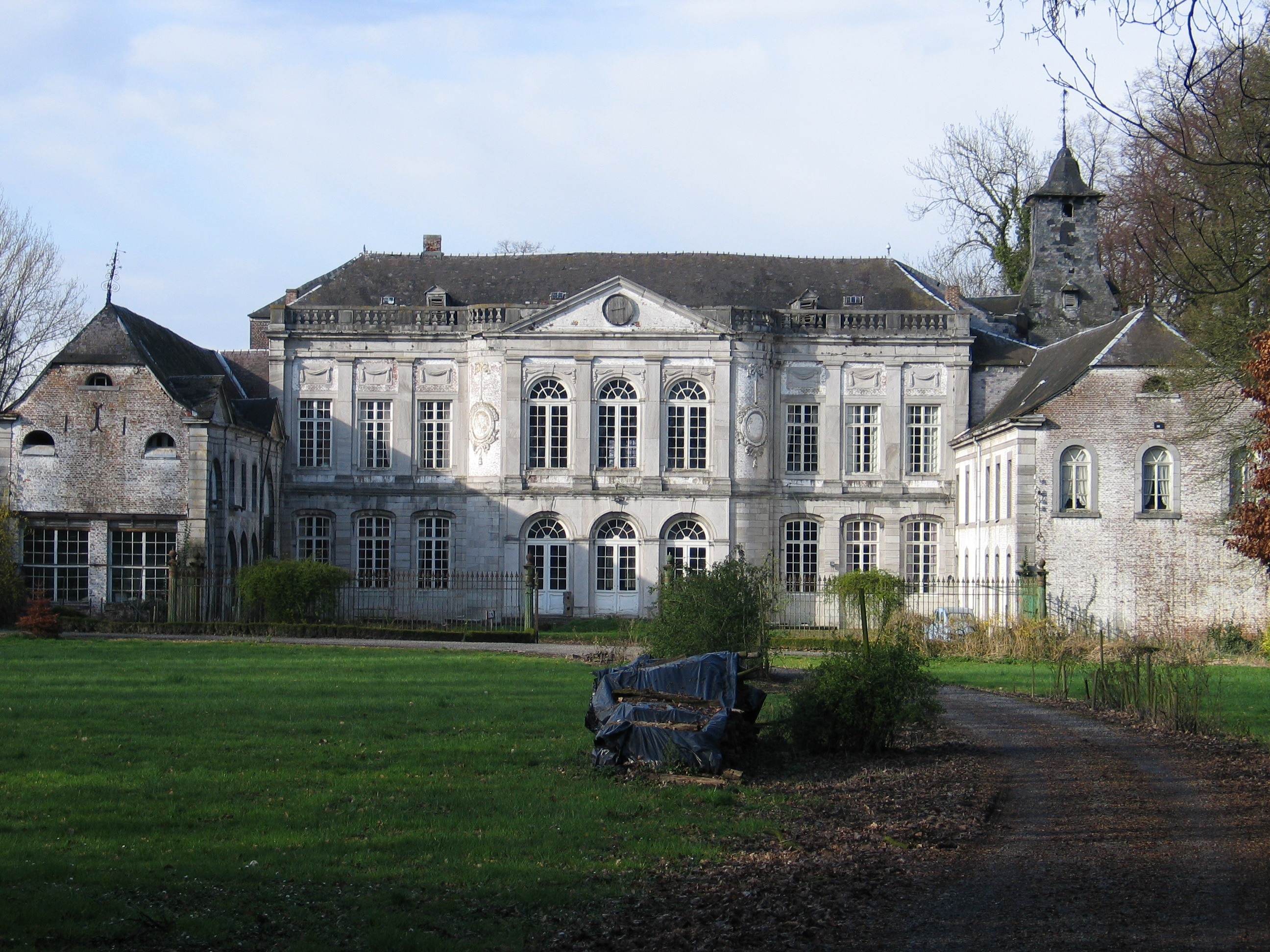
Château de Hasselbrouck, Goyer
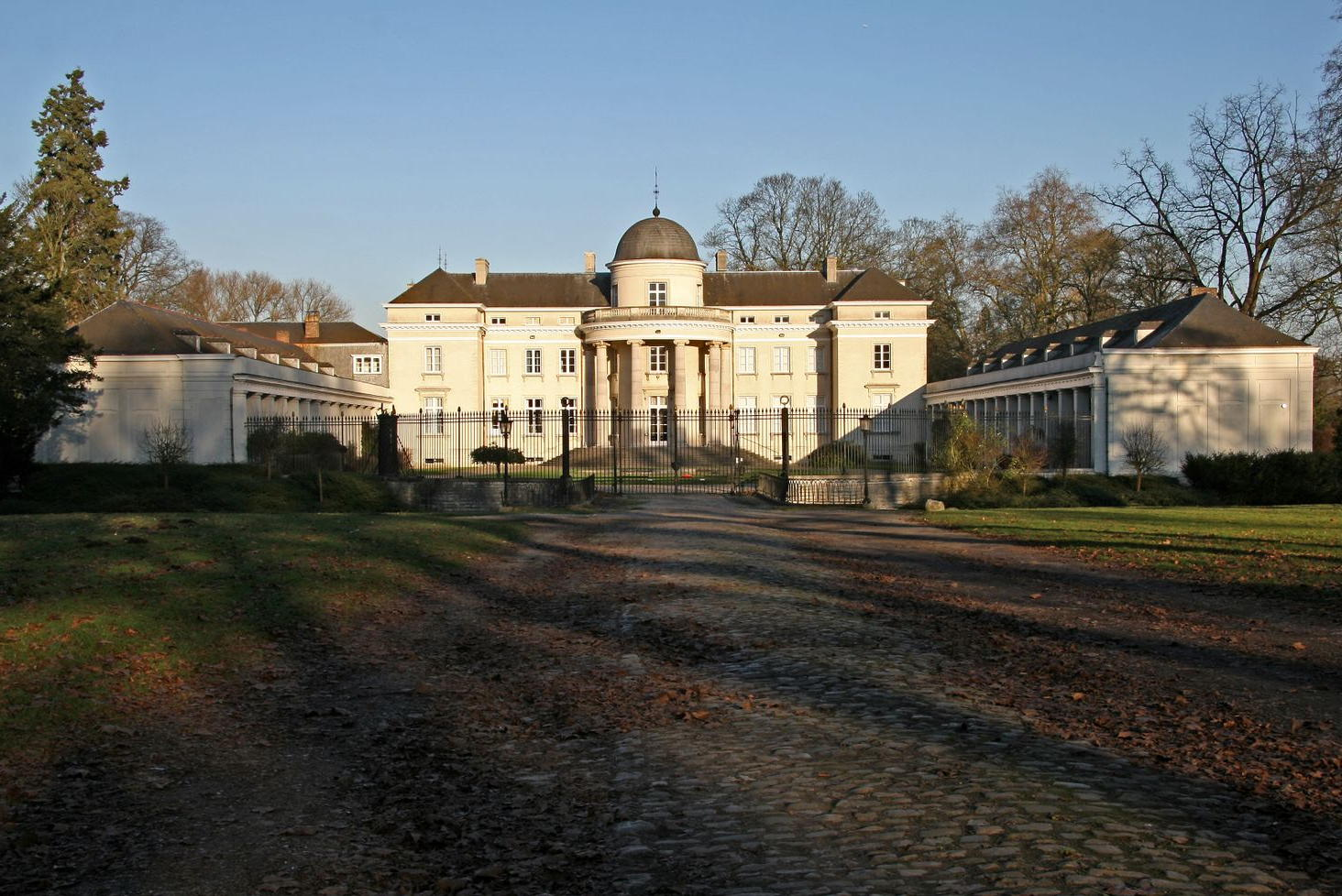
Château de Duras, Saint-Trond
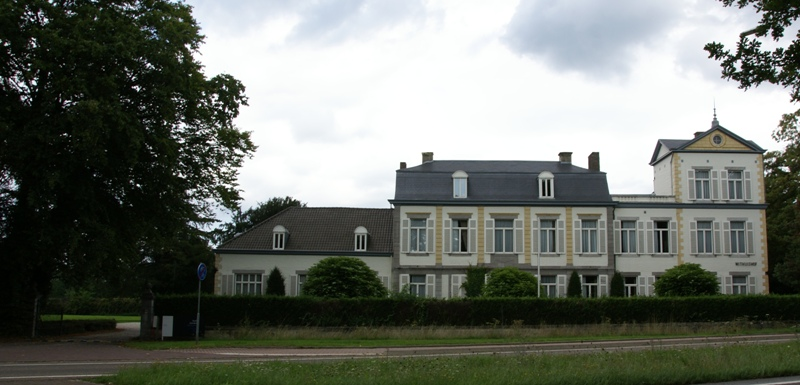
Maison Withuishof (nl), Maastricht

### Châteaux et manoirs de la région de Maastricht et Aix-la-Chapelle
La rénovation du château de Neubourg à Gulpen a été successivement prise en main par Laurenz Mefferdatis (1717), Johann Joseph Couven avec Johann Conrad Schlaun (après 1732) et Mathias Soiron (nl) (c. 1800). Le Schloss Schönau à Richterich (Aix-la-Chapelle) et la Haus Drimbornshof à Eschweiler sont tous deux des conceptions de Mefferdatis, reconstruits après 1945. Johann Joseph Couven conçu la porterie du château Thor à Astenet (1733), l'abbaye de Sinnich à Teuven (1754) et dirigea la rénovation du château Breill à Geilenkirchen (1754), dont seul le portail est conservé. Le château de Wickrath à Mönchengladbach est le chef-d'œuvre de François (nl) et Matheius Soiron (nl) (1746-1672). La maison Schlickum à Korschenbroich est construit par Matheius (c. 1755). Le château Obbicht est bâti d'après les plans de Jacques-Barthélemy Renoz en 1780 et le château Amstenrade est un projet inachevé de Barthélemy Digneffe (ca 1781). Les architectes du château Wijnandsrade (1717) et du château de Goedenraad (1777) à Eys sont inconnus.

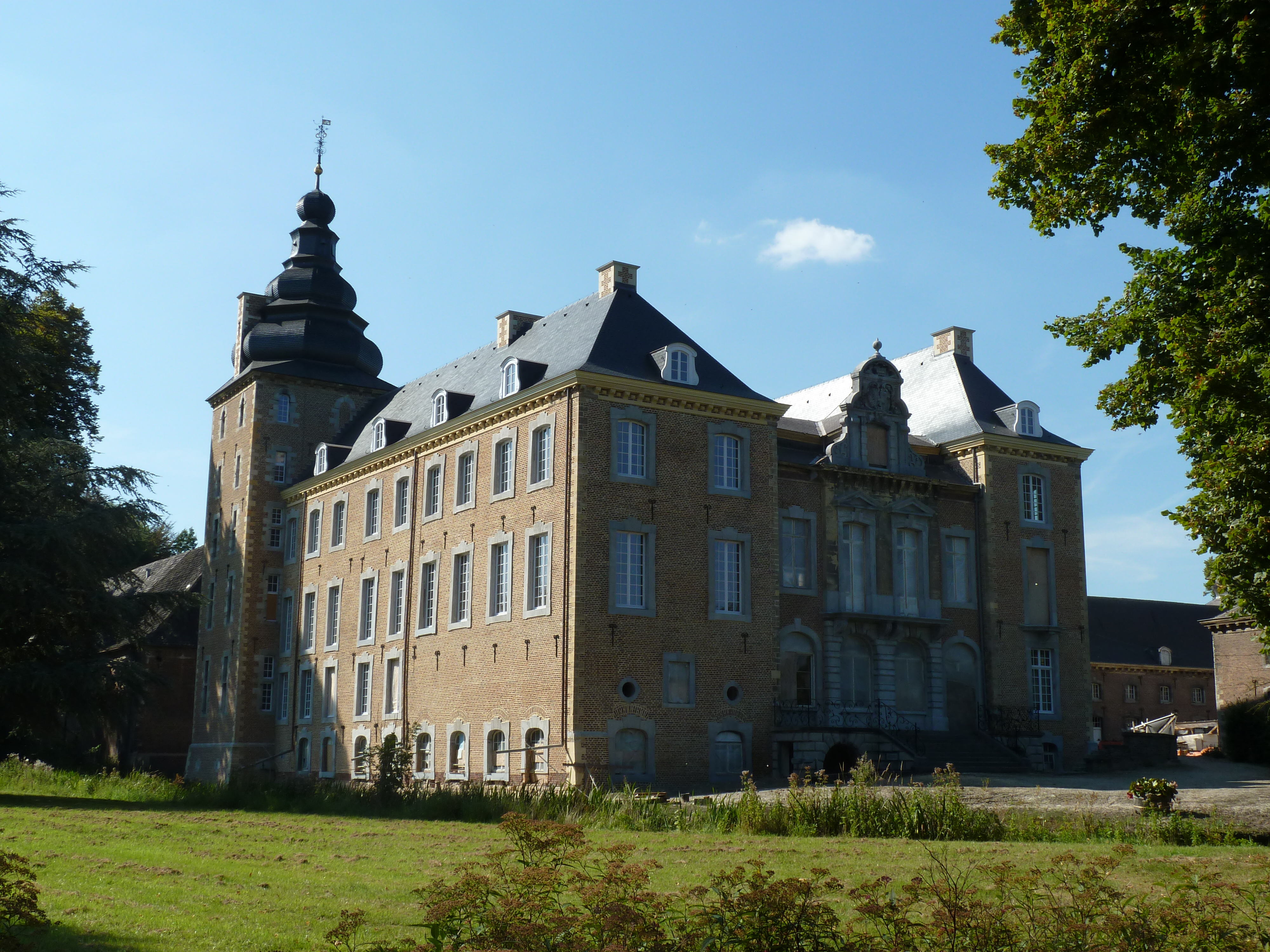
Château de Neubourg, Gulpen
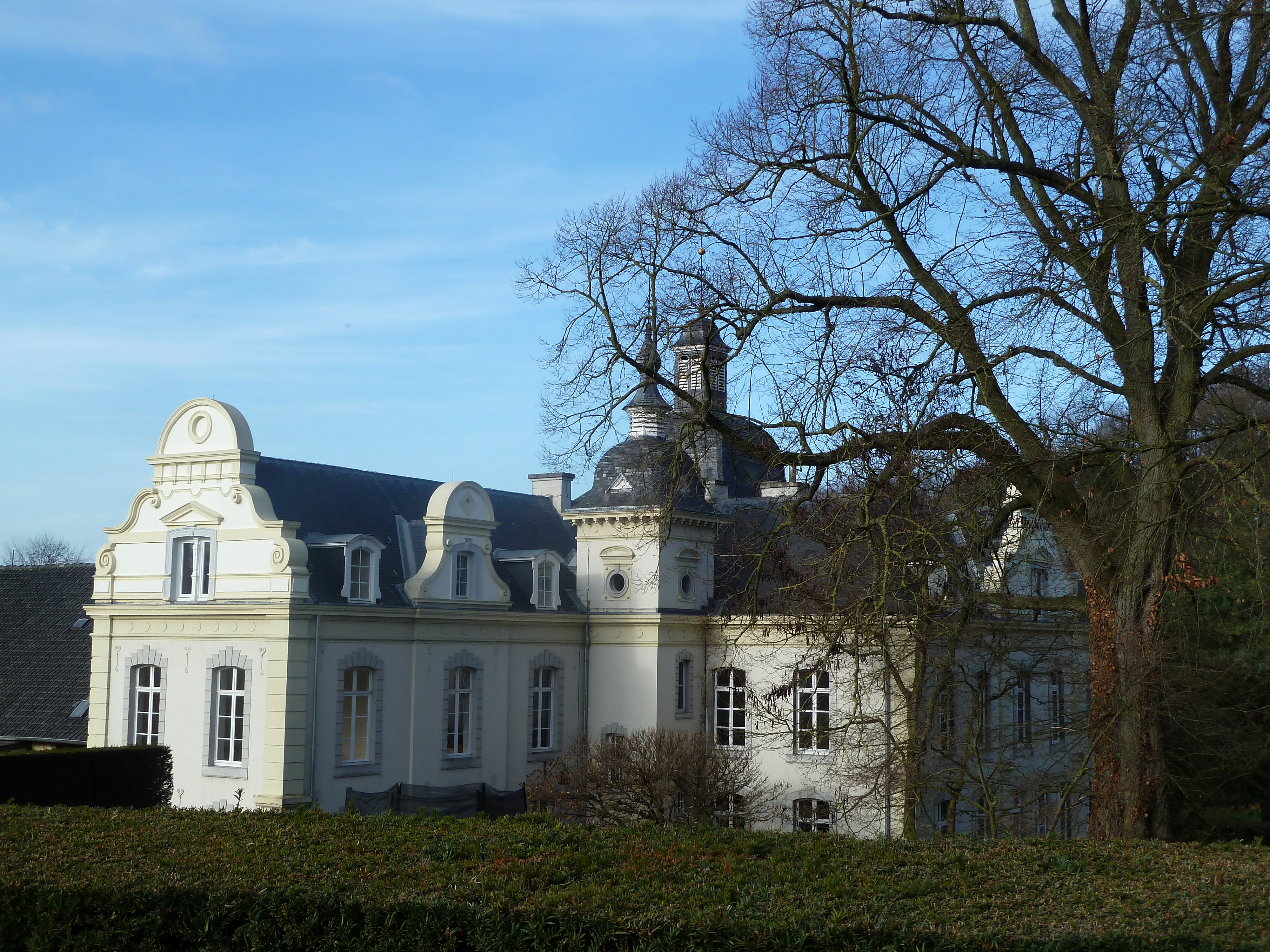
Château Goedenraad, Eys
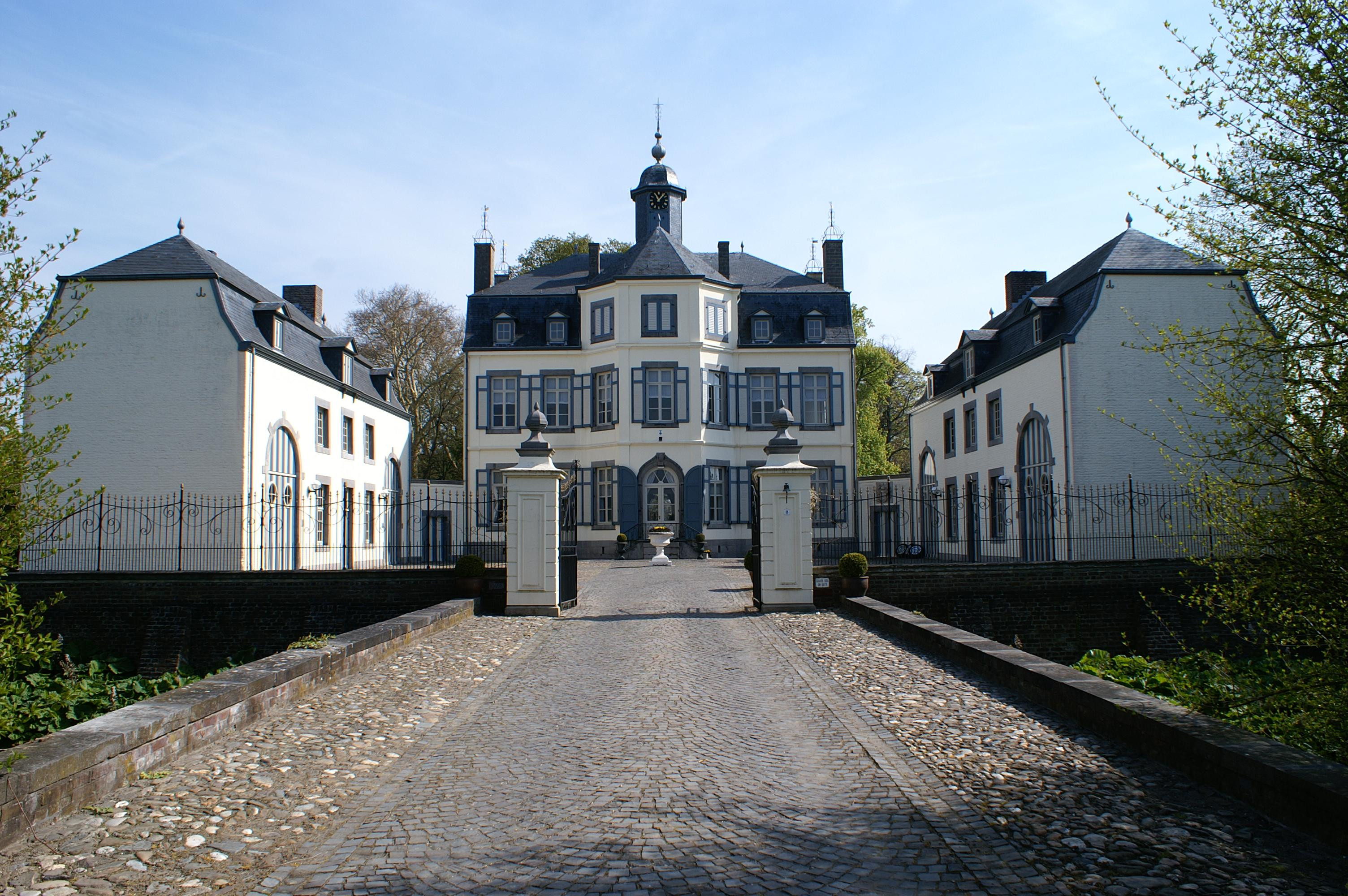
Château Obbicht, Obbicht
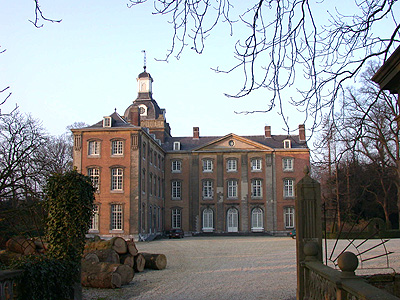
Château Amstenrade, Amstenrade